# Державний музей образотворчих мистецтв імені О. С. Пушкіна
Державний музей образотворчих мистецтв імені О. С. Пушкіна — найбільший музей майстрів закордонного мистецтва в Москві. Був урочисто відкритий 13 червня 1912 року (за новим стилем).

## Передісторія виникнення музею

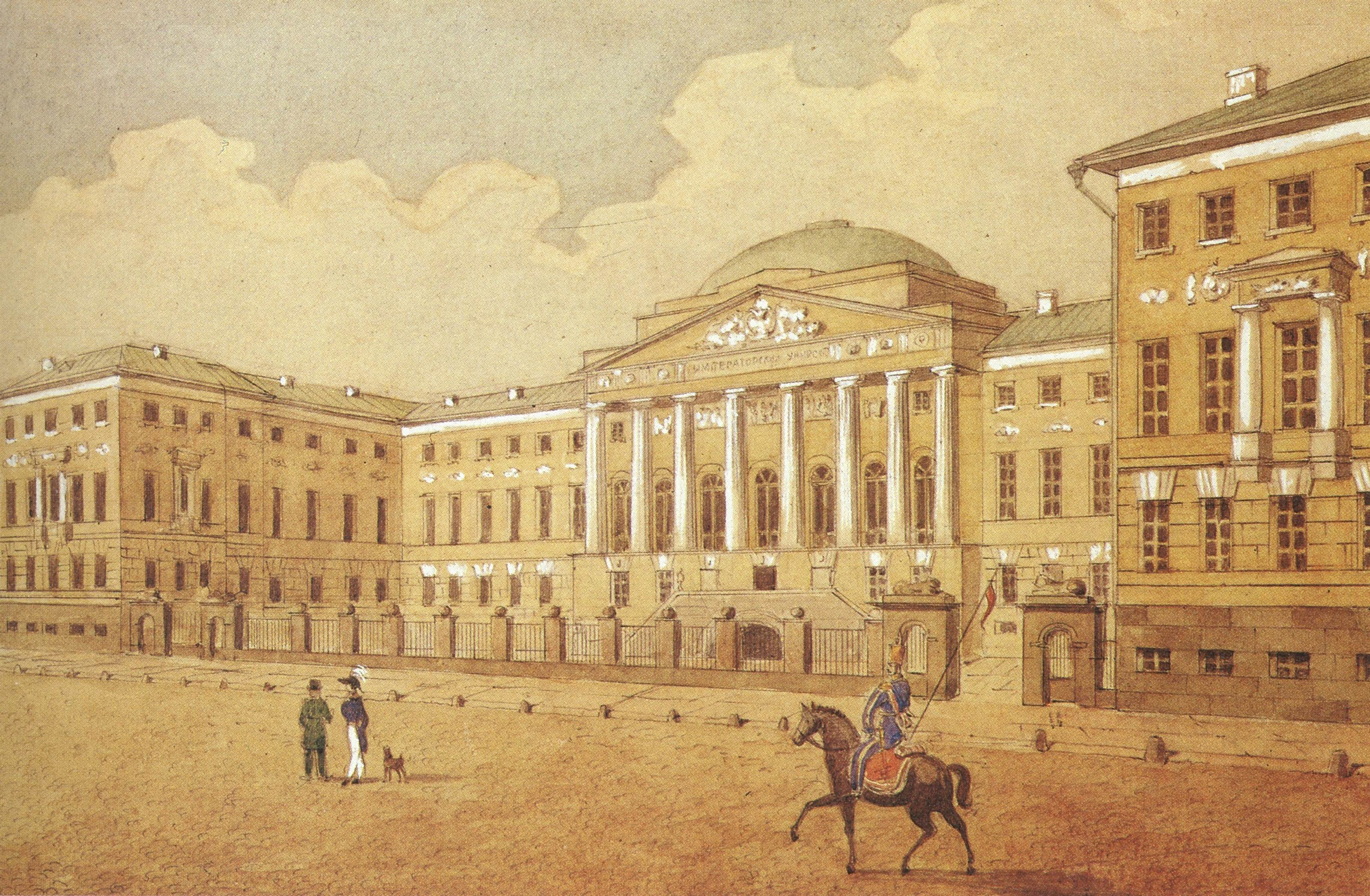
Московський університет у 1820-х роках.

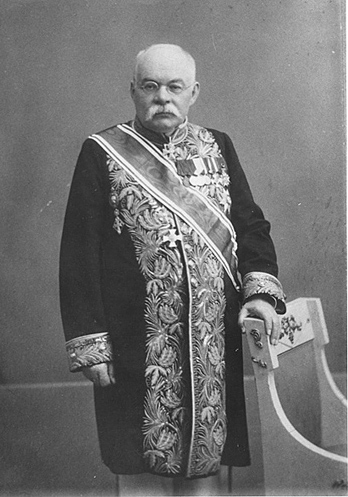
Іван Цвєтаєв в парадному мундирі в день відкриття музею. Фото 1912 р.

В Москві довго не було значного мистецького осередку, уособленого в художньому музеї міста. Незначні мистецькі колекції в багатих садибах вельмож (Кусково, Останкіно (садиба) та ін.) не задовольняли просвітницьких потреб мешканців міста. Потреба в подібному закладі виникла давно, бо Москва була містом заснування університету ще у 1755 році. В університет передали невеличку збірку мінералів, монет і книг, яка загинула в пожежі 1812 року під час захоплення Москви військами Наполеона.
Будівлю університету після пожежі відновили, але значної колекції творів мистецтва він не мав. Палкими прихильниками створення музею були княгиня Зінаїда Волконська, академік С. Шевирьов, професор К. Герц. Але далі проектів і декларацій не йшло, бо не було великих коштів, а царат не підтримував ідею. Аби позбавити себе клопоту по створенню музею, царський уряд в середині 19 століття перевіз з Петербурга до Москви Музей Рум'янцева, що по заповіту належав саме Петербургу. Спротив петербуржців — проігнорували. А в Москві виник Московський Публічний і Рум'янцевський музей з бібліотекою. Картинну галерею трохи підсилили творами зі сховищ, серед яких були і невеличкі твори Рембрандта, картини другорядних майстрів Італії, Голландії, Фландрії 17 ст. тощо. В цьому вигляді музей і проіснував до кінця 19 століття.

## Професор І. Цветаєв та меценат Нечаєв-Мальцев
Потужним ініціатором створення музею в Москві в межах Московського університету виступив професор Іван Цвєтаєв у 1893 році. Він бачив майбутній музей як відділ університету зі значними збірками зліпків і копій видатних зразків античного мистецтва (копій скульптур, архітектурних фрагментів, бронзових відливків тощо). Вони розглядались як навчальні посібники. Подібні музеї вже існували в Європі і США, на досвід яких і спирався Цветаєв.
Почалося вивчення музейної справи в Європі і залучання до ідеї меценатів. Справа видалась занадто важкою, бо довго не мала активних прихильників і великих меценатських внесків, московське купецтво неохоче підтримувало нову ідею. Царат допоміг лише відведенням ділянки землі, що колись належала Колимажному двору (двір створення бричок і карет, їх збереження і ремонту). Справа зрушила з місця після великого грошового внеску від дворянина Ю. Нєчаева-Мальцева, що став нащадком мільйонного спадку. Конкурс на проект будівлі музею виграв відомий архітектор палаців для багатіїв — Петро Бойцов. Але відсутність прав на реальне будівництво стало в заваді. І його проект був з доопрацюваннями втілений московським архітектором Р. Клейном. Музей урочисто відкрили 31 травня 1912 року за старим стилем. Його перша назва — Музей красних мистецтв.

## Зміна концепції музею

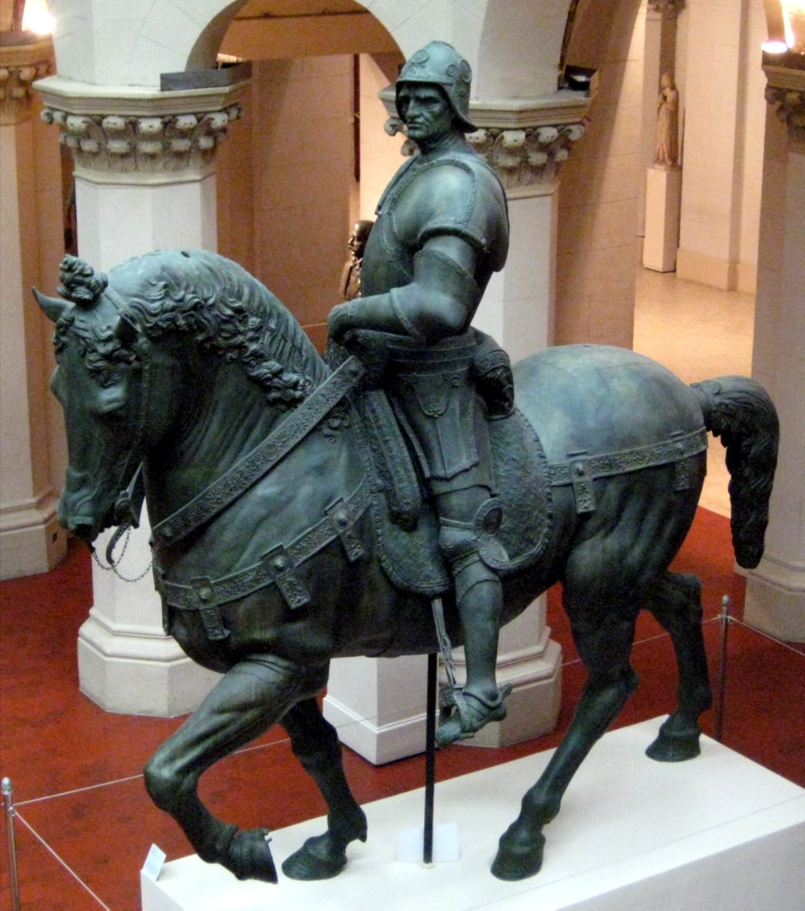
Андреа дель Верроккйо, кінний монумент Бартоломео Коллеоні, копія

На день відкриття музей вже мав значну колекцію копій античного і середньовічного мистецтва, доби еллінізму (копії Пергамського вівтаря з Берліна, Венеру Мілоську з музею Лувр), доби італійського відродження (Давіда Мікеланджело, кондотьєра Коллеоні Андреа дель Верроккйо з Венеції тощо). В музеї розмістили бібліотеку, невелику колекцію античної кераміки з університету, а решта залів стояла порожньою.
Зміна концепції музею прийшла після перших дарунків музею оригінальних витворів мистецтва Стародавнього Єгипту — колекція В. С. Голенищева (1857 — 1947), фаюмських портретів — дарунок Ю. Нечаєва-Мальцева і перших оригіналів картин. Музей копійованих предметів почав перетворюватися на значну музейну збірку оригіналів мистецтва різних країн і століть.

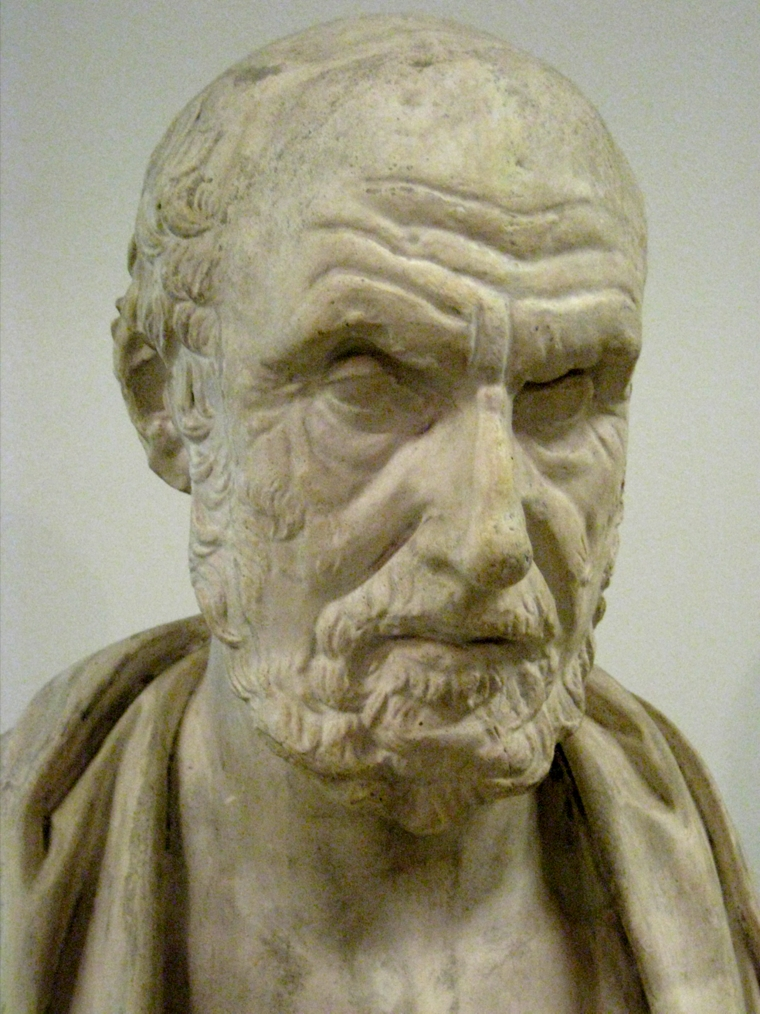
Погруддя Гіпократа, гіпсова копія
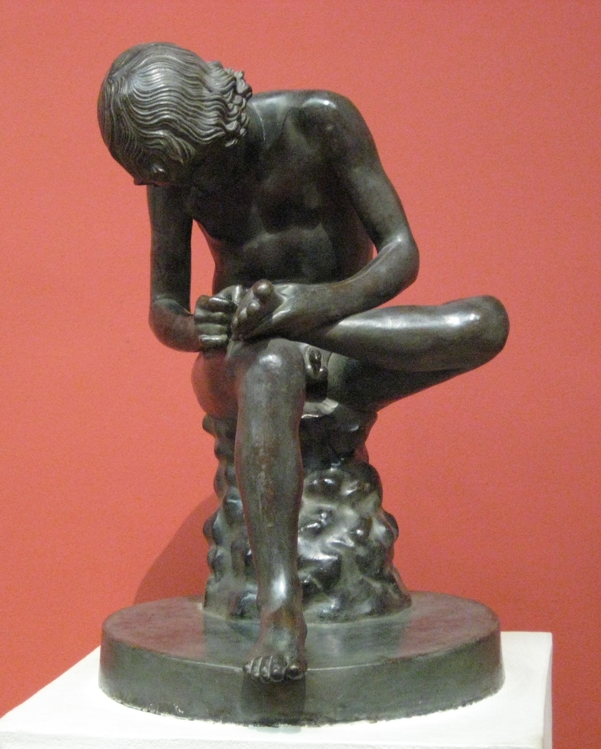
«Хлопчик виймає скалку», бронзова копія з оригіналу музею Капітоліні (Рим)
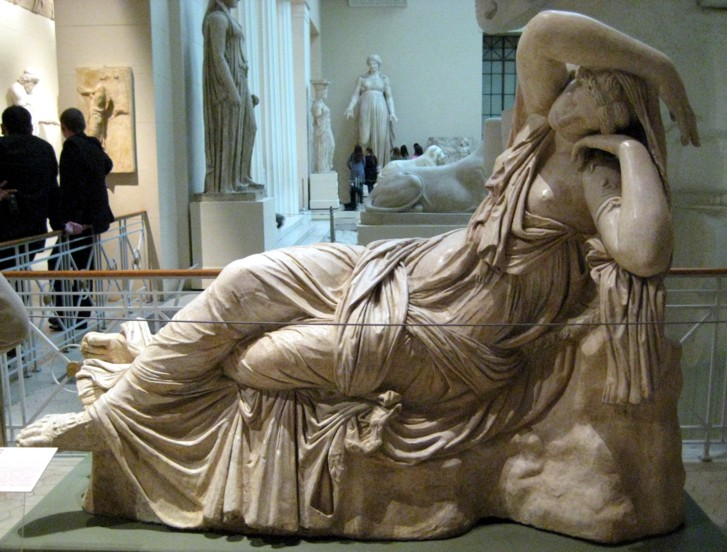
Аріадна, копія римського оригіналу
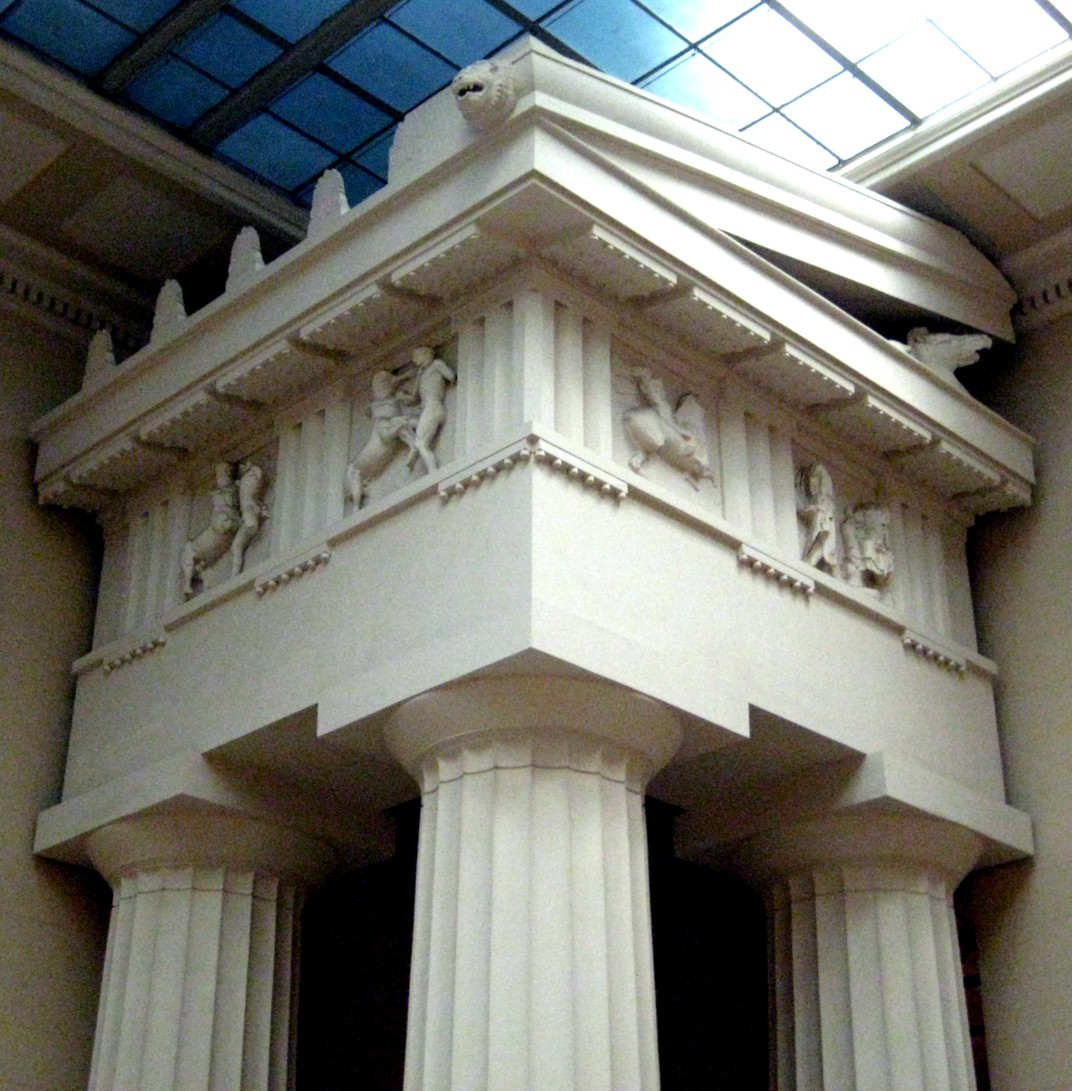
Метопи Парфенону з Афін, гіпсова копія

## Антична кераміка музею

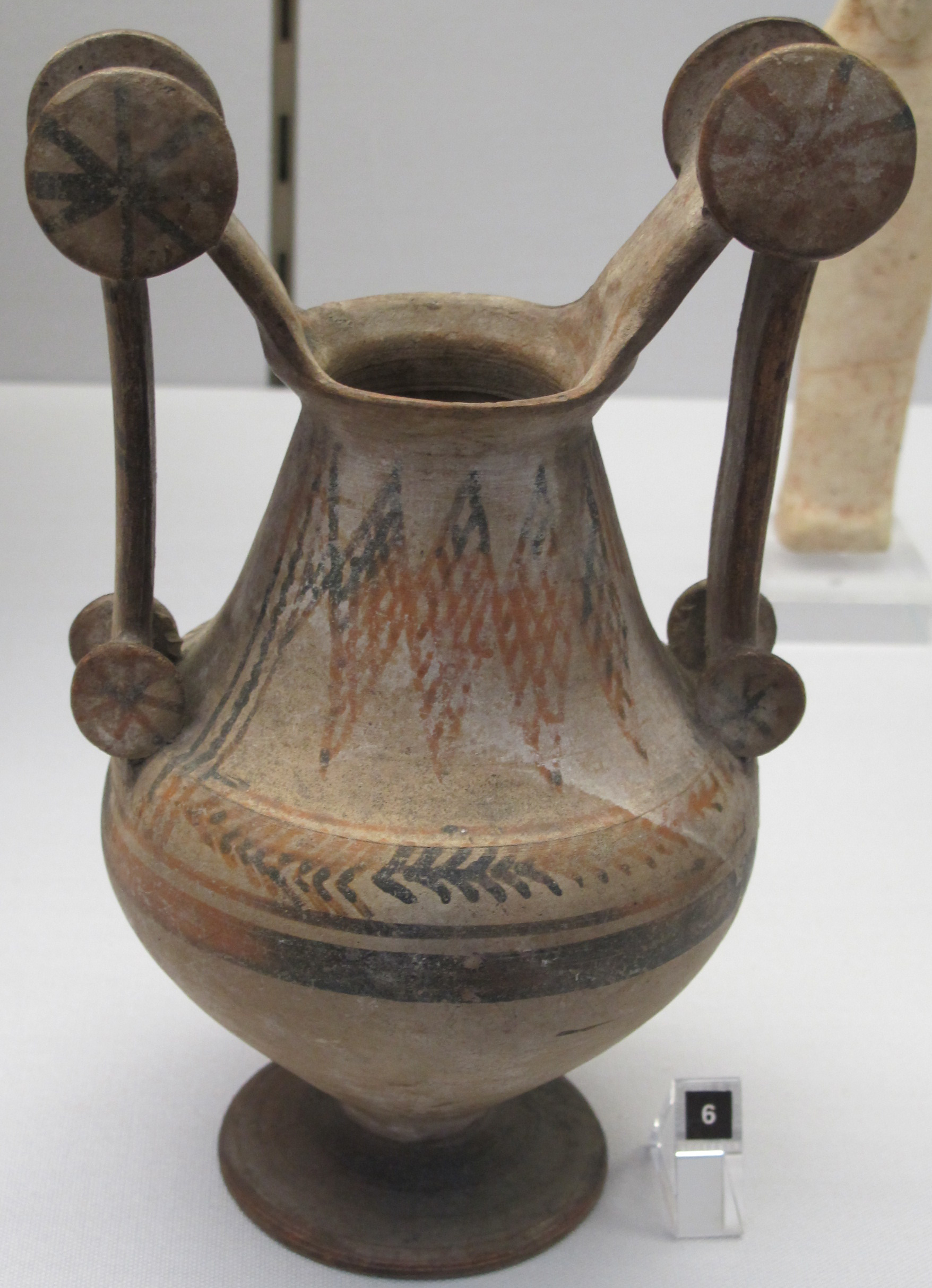
Трозелла

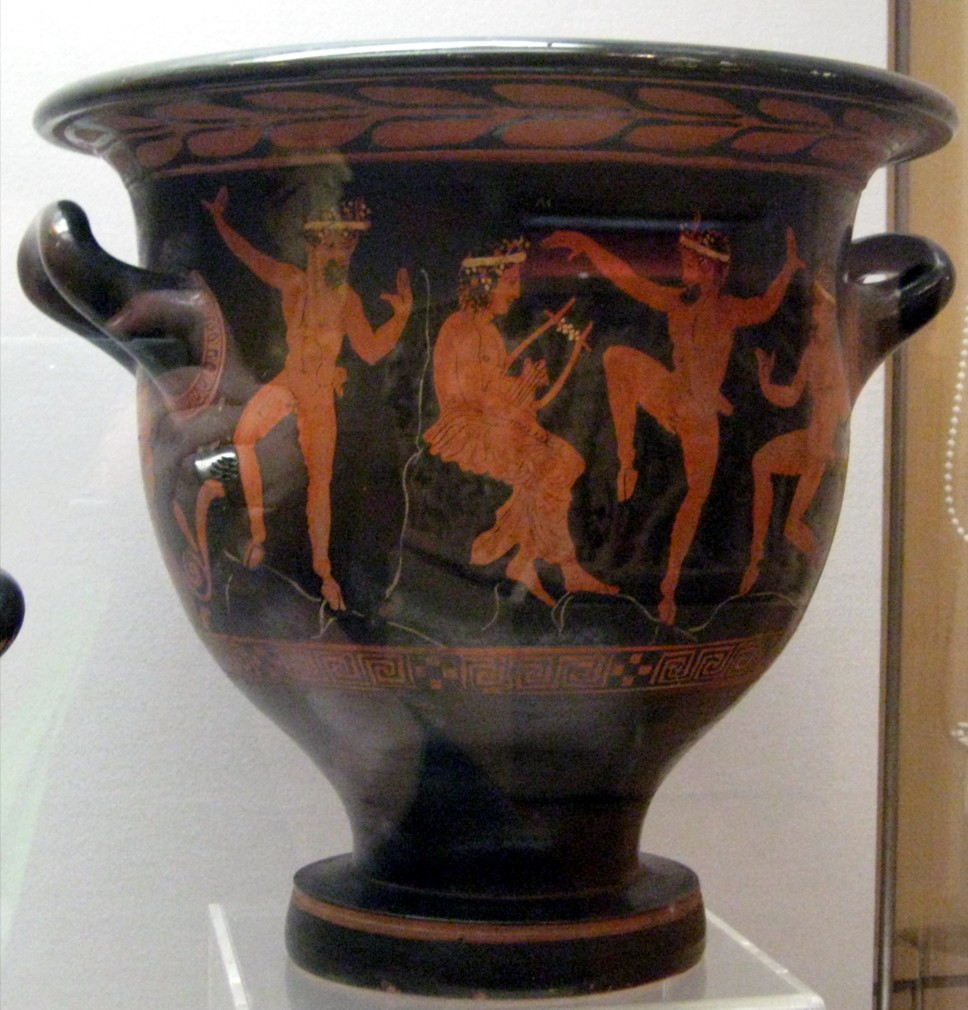
Діонісій та танцюючі Пани, червонофігурний дінос, Вазописець Діносів
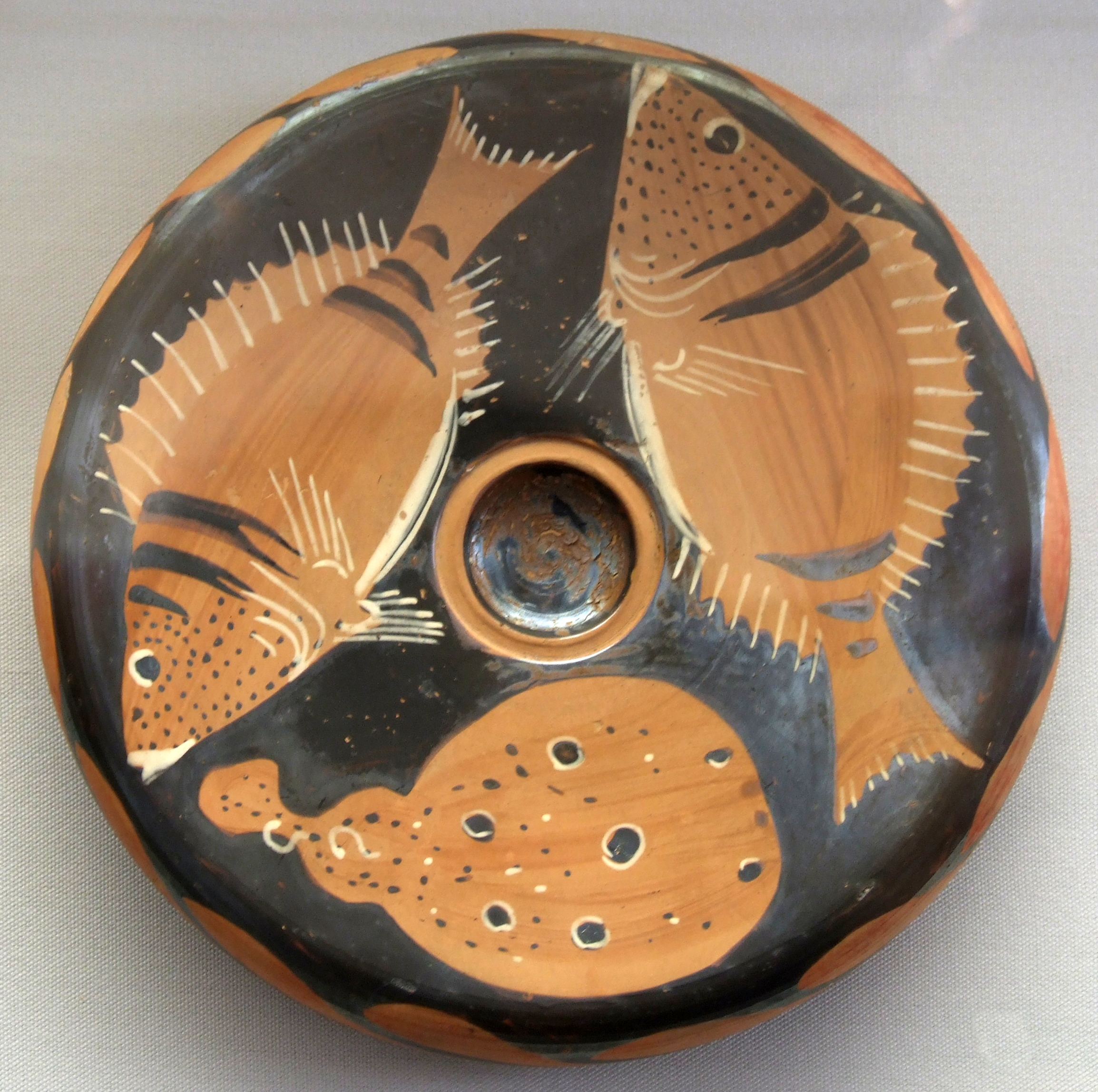
Червонофігурна рибна таріль,
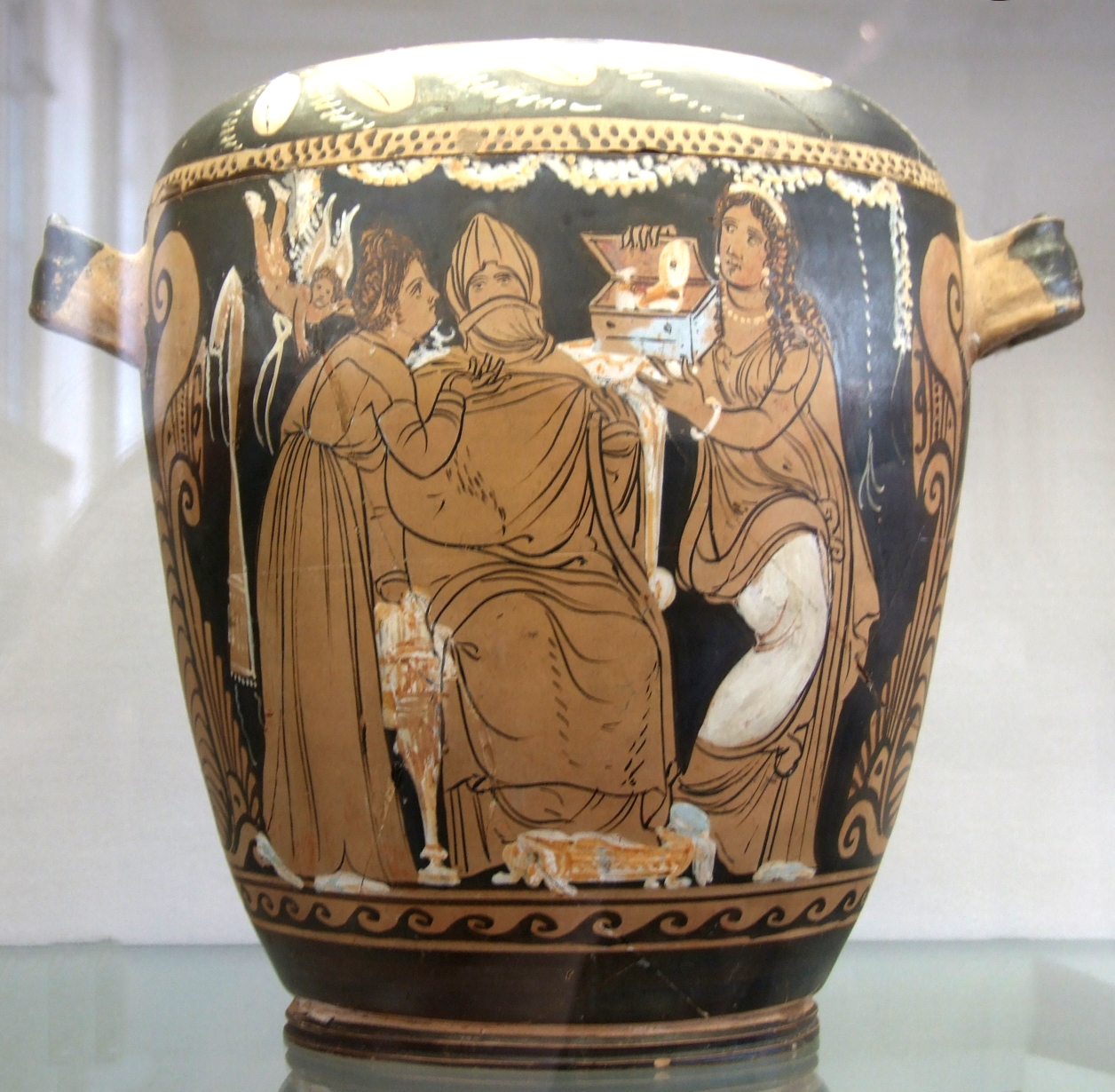
Приготування до весілля, піксида, Сицилія
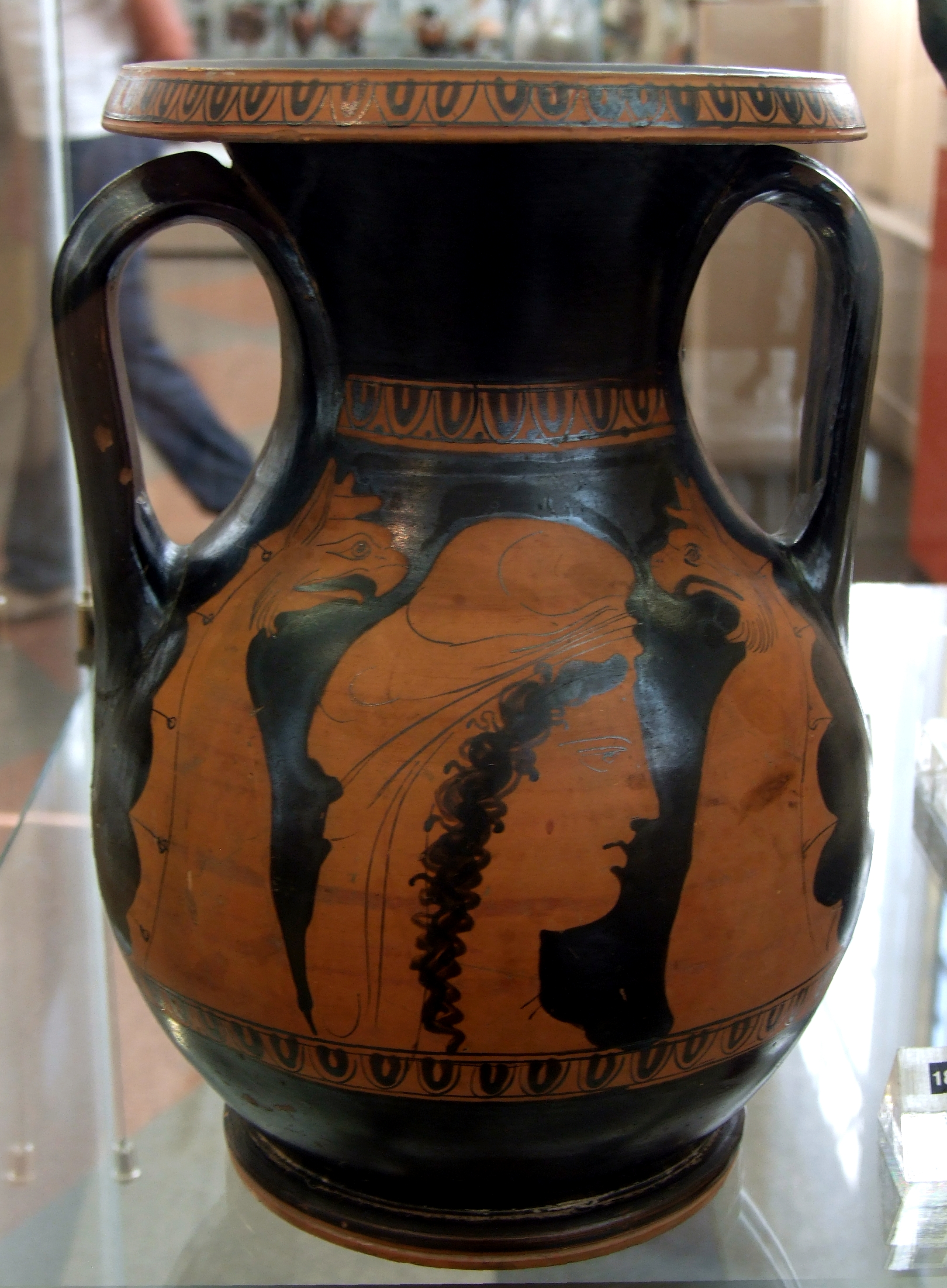
Пеліка з головою амазонки та грифонами.

## Зала давньогрецьких оригіналів

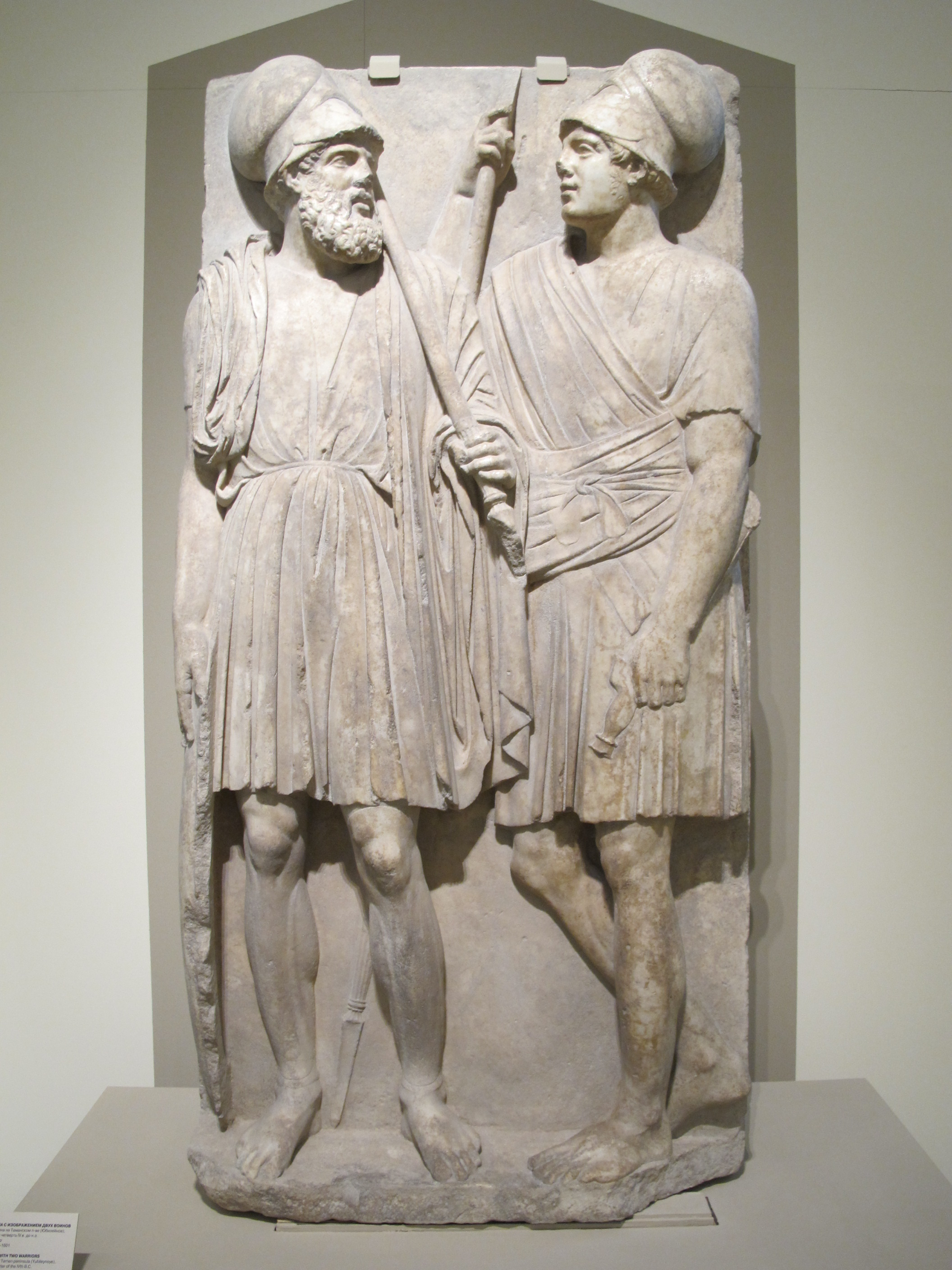
Надгробок давньогрецького вояка, Давньогрецька Гермонаса = Тамань, 350 р. до н. е.

Активні археологічні розкопки, що проводили на півдні СРСР та в Криму в колишніх містах-колоніях, надали можливість відкрити в музеї залу давньогрецьких оригіналів. Музей отримав зразки металевої зброї та обладунків, фрагменти архітектурних споруд та надгробки, давньогрецькі рельєфи, мармурові та бронзові статуї, ювелірні вироби та античні монети.
Серед найдавніх експонатів зали давньогрецьких оригіналів - так званий Аполлон з Навкратіса. Колись скульптура була зображенням божества грецького пантеону у повний зріст. В музейну збірку вона потрапила уламком з втраченою лівою рукою і зламаною на рівні половини стегон. Дивним чином непогано збережені обличчя бога і його зачіска з пасмами волосся на плечах, тип,відомий за численними скульптурами куросів. Аполлон з Навкратіса, однак, має не грецьке, а давньоєгипетське походження. Його виготовив грецький майстер, що вже тривалий час працював у якомусь місті у дельті Ніла. Про давньоєгипетське походження експоната кажуть матеріал скульптури (це алебастр, а не мармур чи пісковик), а також розфарбування скульптури, збережене частково. Відомо, що високоякісний алебастр був улюбленим матеріалом для майстрів у Єгипті. Скульптура прибула у музей ще 1911 року від колекціонера Голеніщева разом із збірками давньоєгипетських старожитностей.
Залу відкрили в колишньому приміщенні кабінету гравюр, який було переведено в окрему споруду за адресою вул. Шапошникова, б. 4 поряд з музеєм. Двоповерхова споруда в стилі московського ампіру стояла руїною без дахів. Музей узяв її на баланс, відремонтував і створив музей графіки зі сховищами. Забрав музей і покинуту сусідню церкву Св. Антипія на колимажному дворі, закладену ще в 16 столітті. Добудови церкви 18 століття (трапезна, дзвіниця) стали додатковими приміщеннями музею, а сам музей перетворився на музейний комплекс з декількох різних споруд.

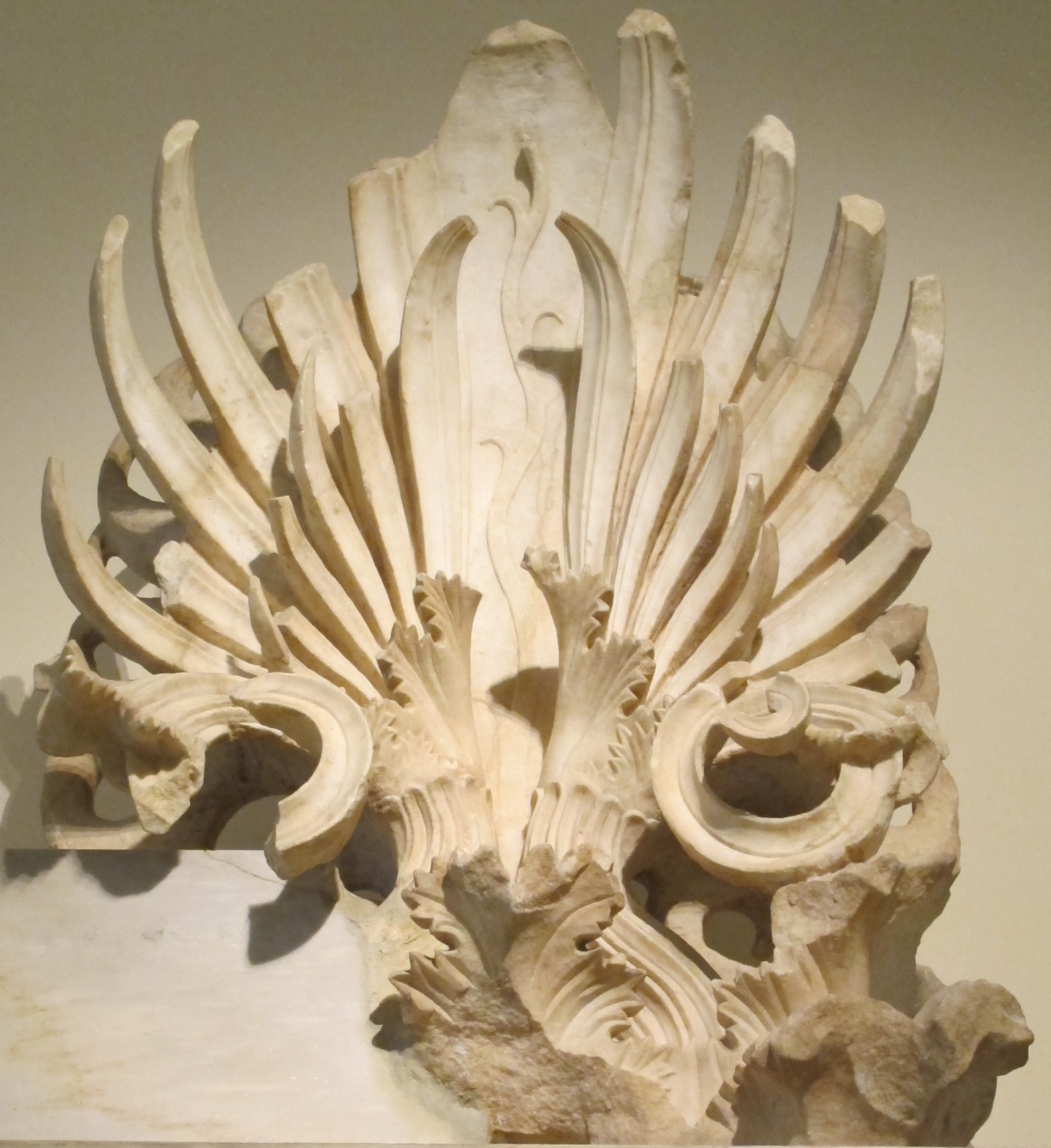
Акротерій, залишок архітектурної оздоби з мармуру, 350 р. до н. е.
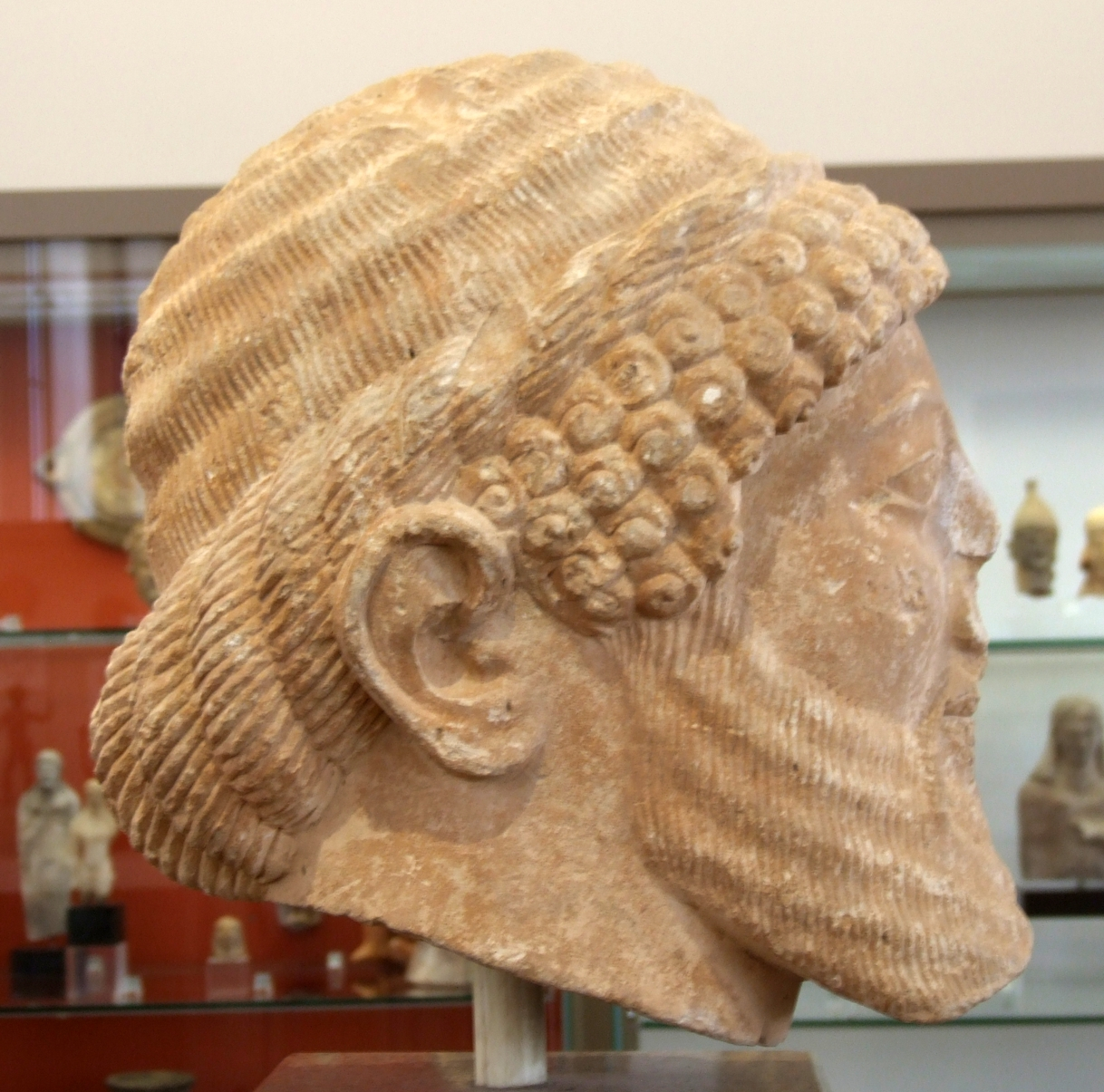
Голова античного бога
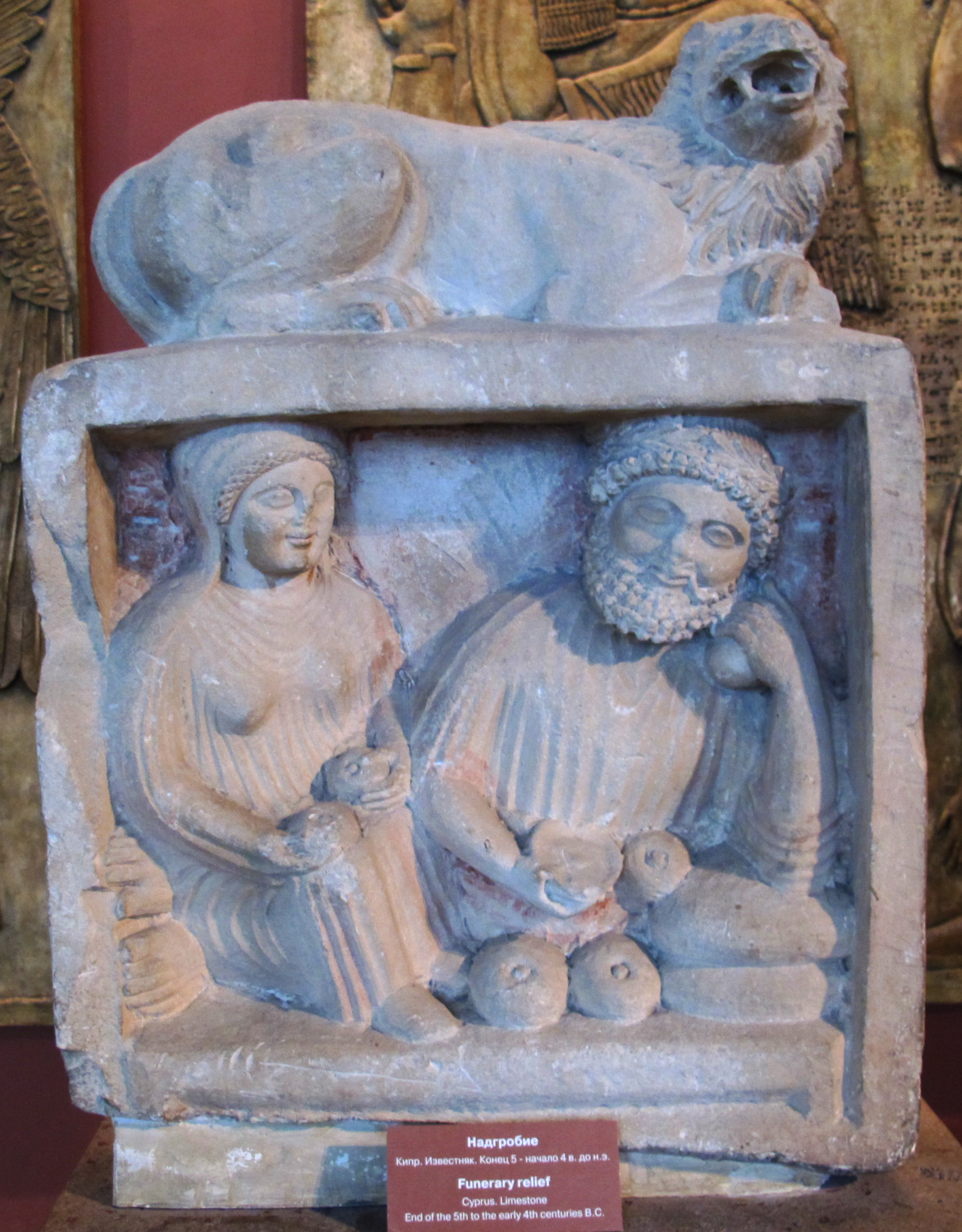
Надгробок з острову Кіпр, 4 ст. до н. е.
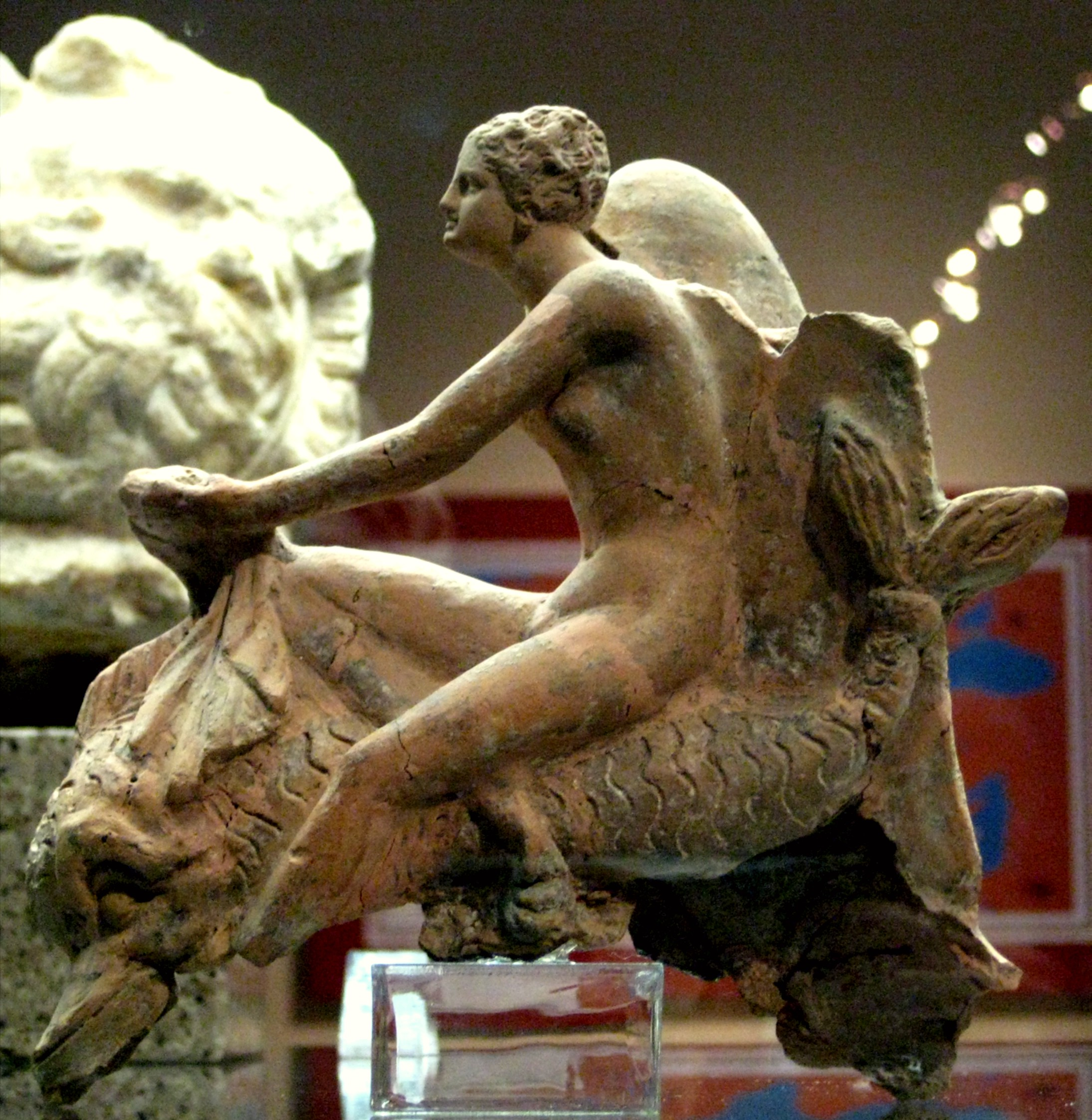
Богиня Перемоги на дельфіні, теракота

## Розформування Рум'янцевського музею

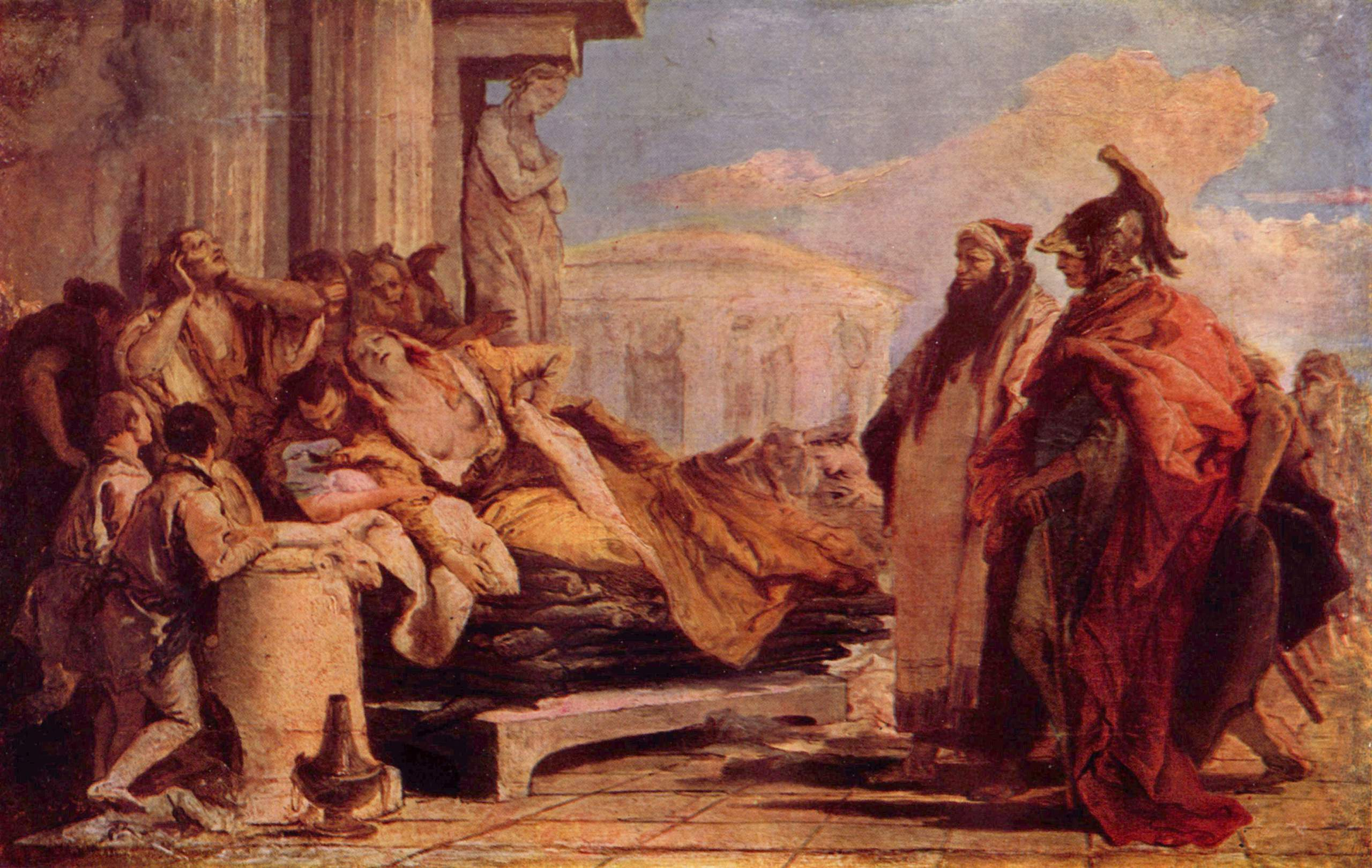
Джованні Баттіста Тьєполо, смерть цариці Дідони.

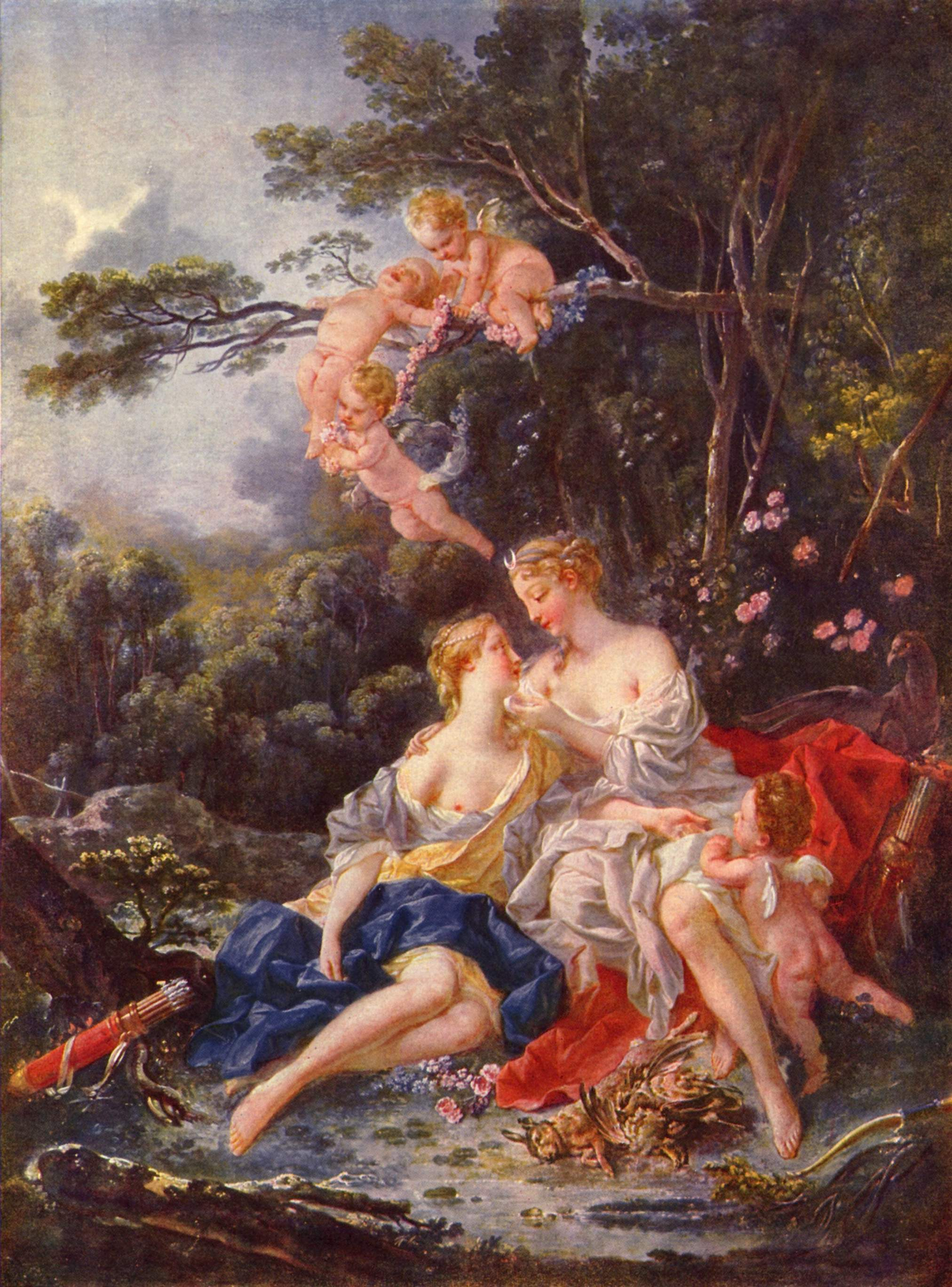
Франсуа Буше

За радянської влади прийняли рішення про розформування Рум'янцевського музею і його бібліотека стала підмурками Держ. бібліотеки СРСР імені Леніна (з 1924 р.). Колекція гравюр, малюнків і картин Рум'янцевського музею переїхала в Музей. До збірки додали витвори мистецтва і картини з пограбованих і покинутих садиб і палаців Москви, Підмосков'я (найкраща частина картинної галереї з садиби Остафьєво князів Волконських) і навіть далеких областей (збірка картин і скульптур вельмож Барятинських з Курської губернії — Мар'їно). Сюди передали і збірку картин західноєвропейських майстрів Сергія Третьякова, брата Третьякова Павла, засновника Третьяковської галереї. Музей отримав і збірку Д. Щукіна. Колекція музею отримала цікаві зразки різних мистецьких стилів (відродження, маньєризм, бароко, рококо, романтизм, Барбізонська школа, академізм) і різних майстрів, серед яких були:
- Лоренцо ді Креді, учень А. Верроккйо
- Вітторе Крівеллі
- Ганс фон Кульмбах
- П'єр Франческо Мола
- Франсуа Буше
- Алессандро Маньяско
- Матіас Стомер
- Франс Снейдерс
- Абрахам ван Бейєрен
- Бернардо Строцці
- Франческо Сальвіаті
- Джузеппе Рекко
- Йоган Лісс
- Якоб ван Рейсдал
- Пітер Кодде
- Гіацинт Ріго
- Лукас Кранах Старший
- Гюбер Робер
- Антоніс ван Дейк
- Томас Лоуренс
- Тіциан
- Симон Вуе
- Франсуа Мілле
- Якопо да Емполі
- Каміль Коро тощо.

## Міжмузейні обміни

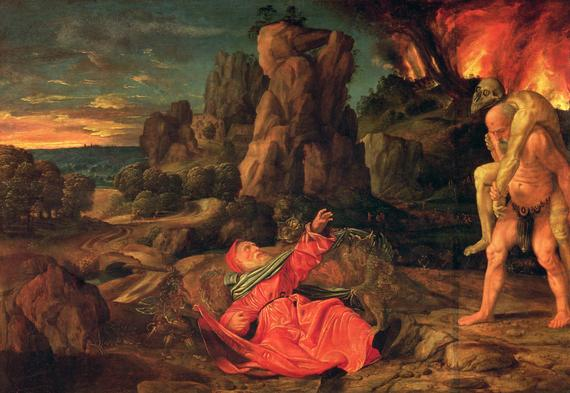
Спокуси Святого Антонія (Савольдо), 1524 рік.

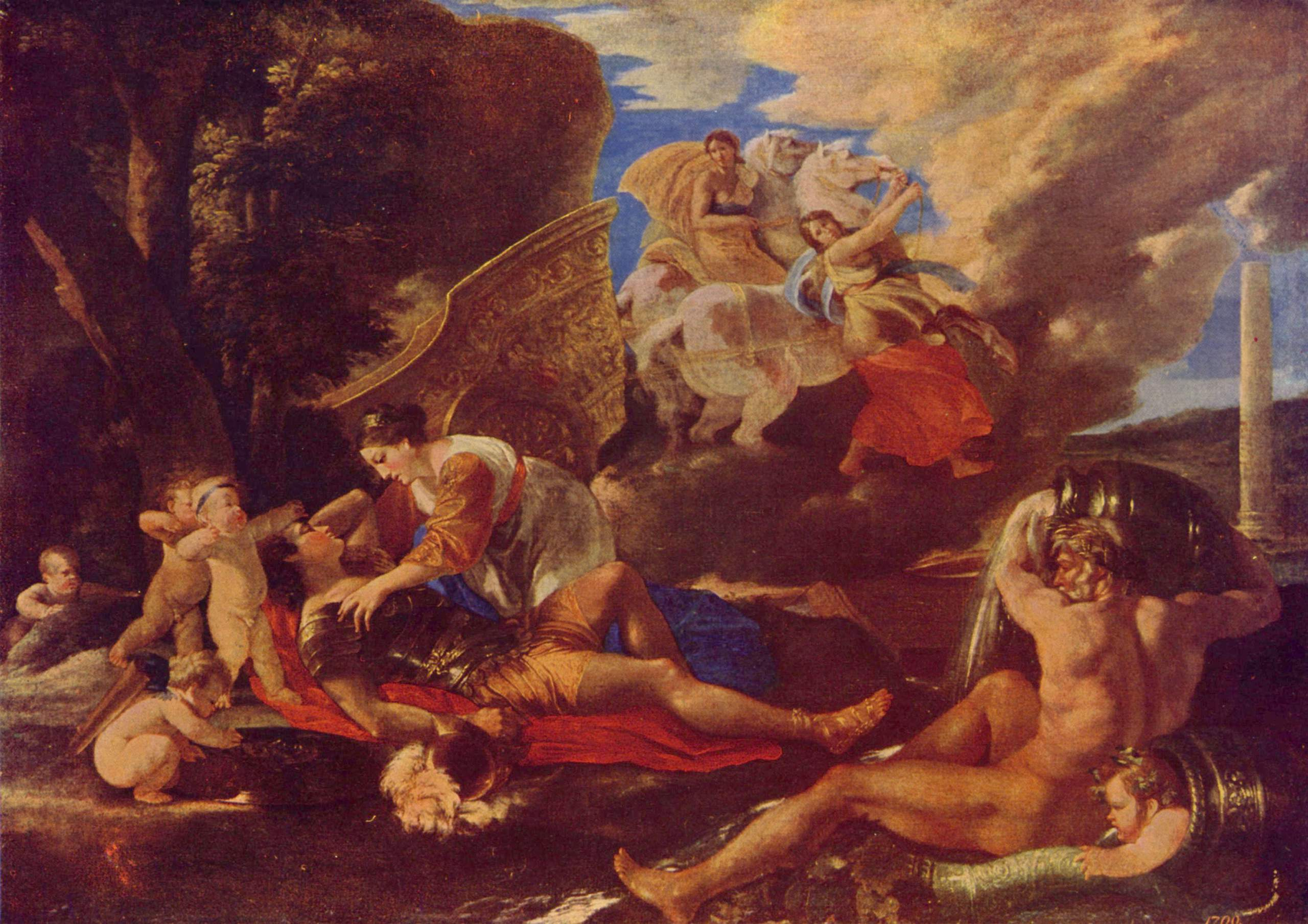
Худ. Ніколя Пуссен, «Рінальдо та Арміда»

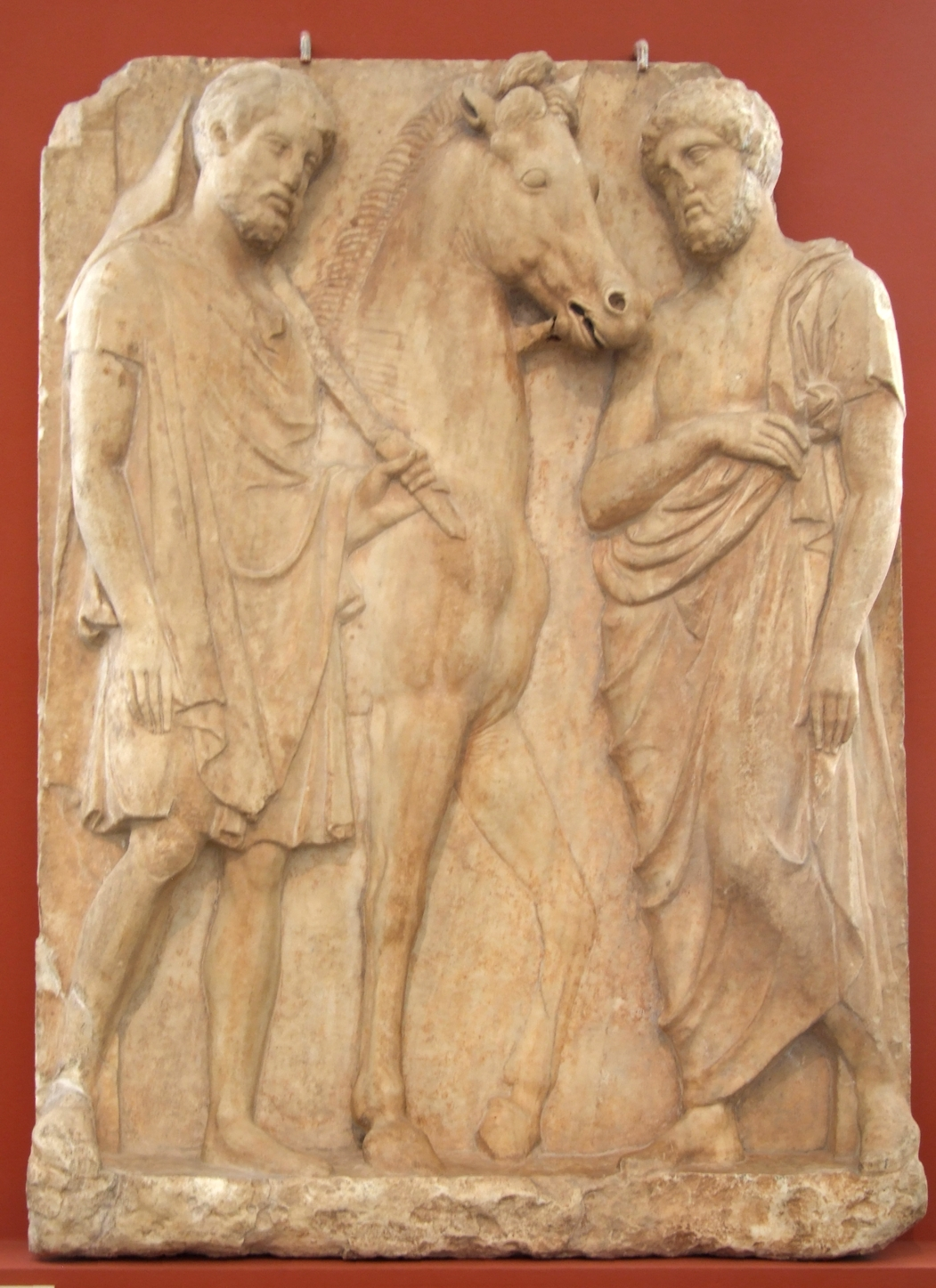
Надгробкова стела вершника із Аттики. 380-ті рр. до н. е.

Нестача дійсно видатних творів спонукала революційно налаштовану адміністрацію музею вимагати передачі частки творів з тепер Державного Ермітажу і палаців Петербурга. Було зроблено декілька передач в межах міжмузейних обмінів і музей в Москві нарешті отримав визначні твори, серед яких були:
- Ніколя Пуссен
- Перуджино
- Джованні Джироламо Савольдо
- Тиціана (картина продана у США)
- Бронзіно
- Рубенс
- Лука Джордано
- Бернардо Белотто
- Сандро Боттічеллі
- Валантен де Булонь
- Клод Лоррен
- Антуан Ватто
- Веронезе
- Гверчіно
- Доменіко Фетті
- Антоніо де Переда
- Жак-Луї Давід
- Больтраффіо тощо.

Міжмузейні обміни і передачі картин з Ермітажу і палаців Петербурга значно підняли рівень музейної збірки. У 1937 році з нагоди 100-ї роковини смерті Пушкіна музей отримав додаток — «імені О. С. Пушкіна», хоча поет не мав ніякого відношення до музею західноєвропейського мистецтва.

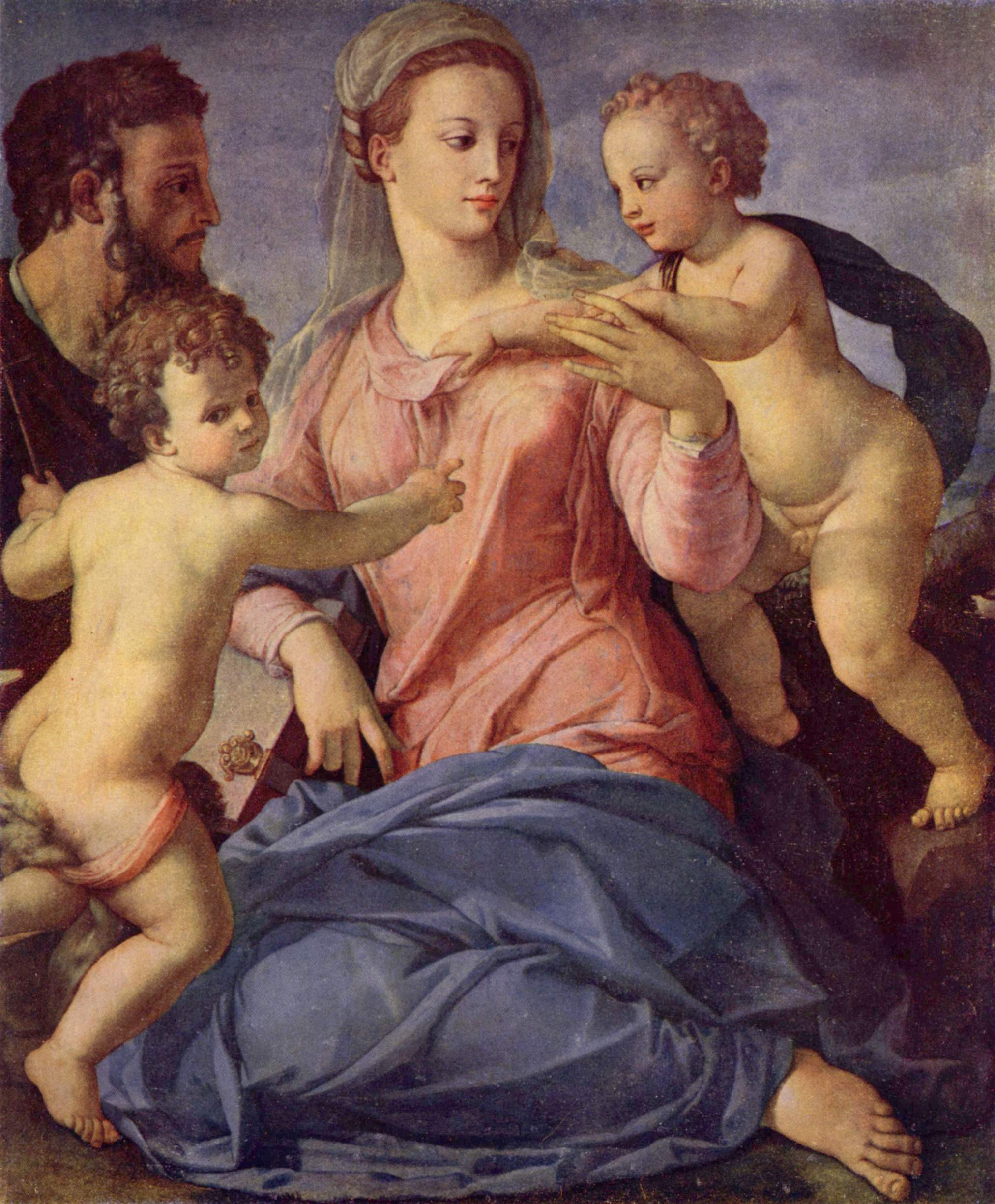
Бронзіно. «Свята Родина»
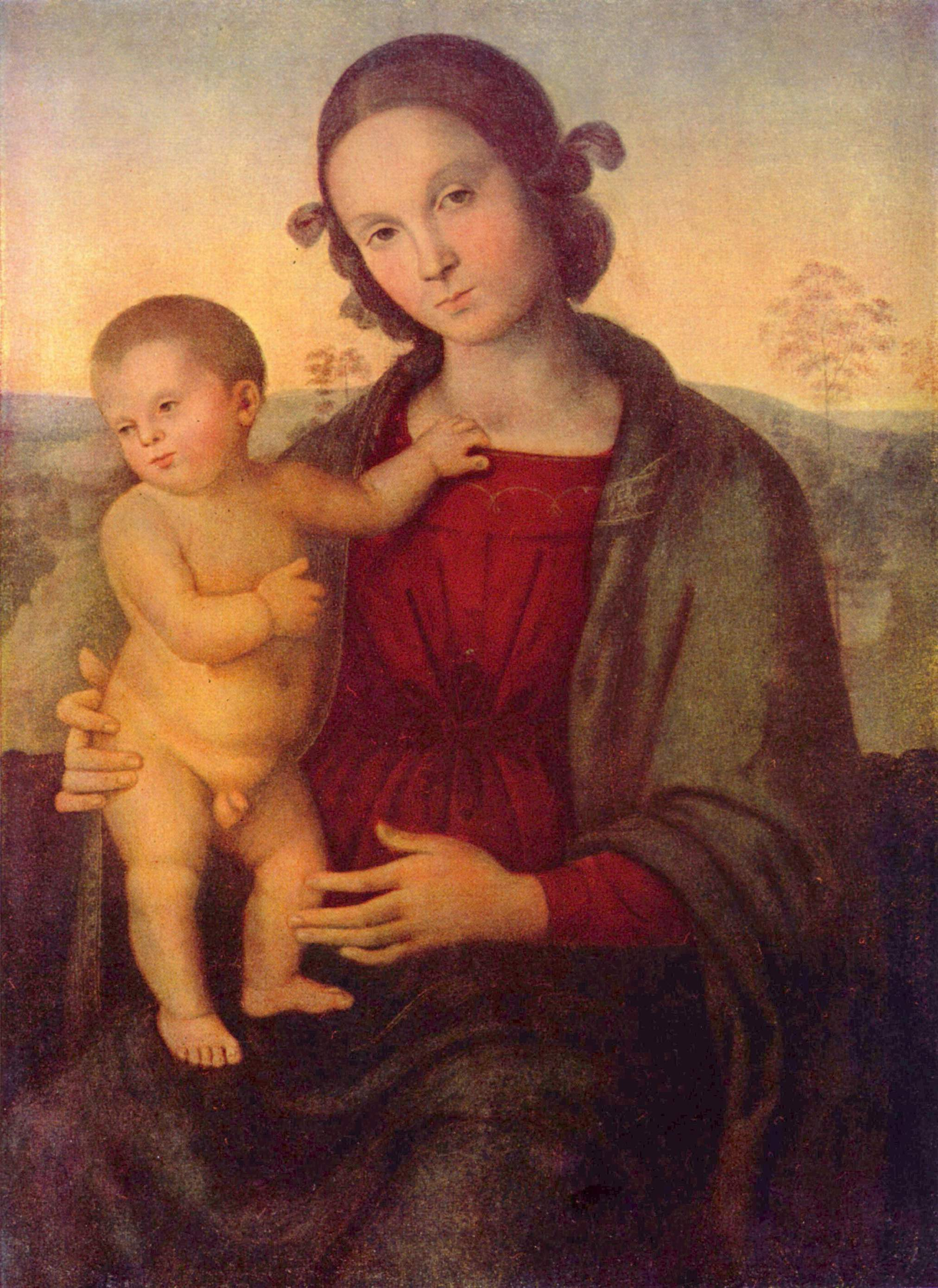
Перуджино, «Мадонна з немовлям»
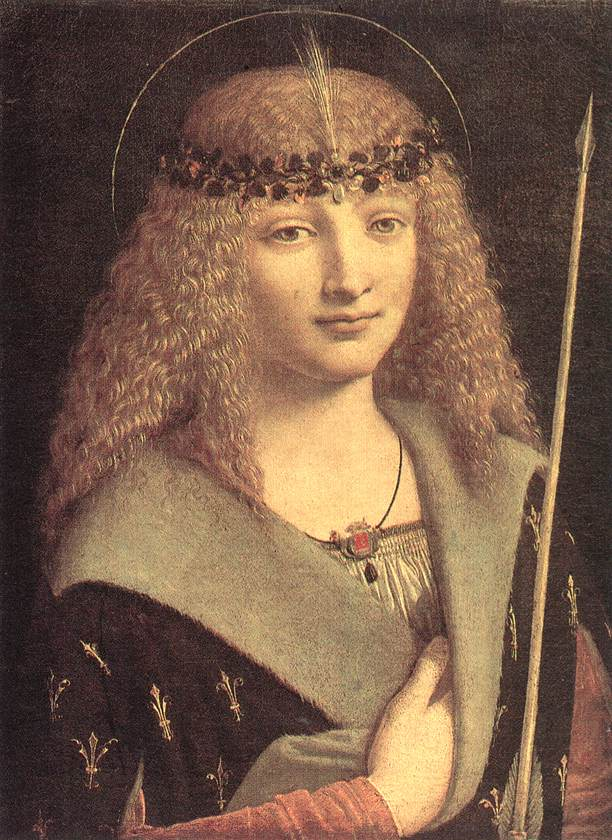
Больтраффіо, «Святий Себастьян».
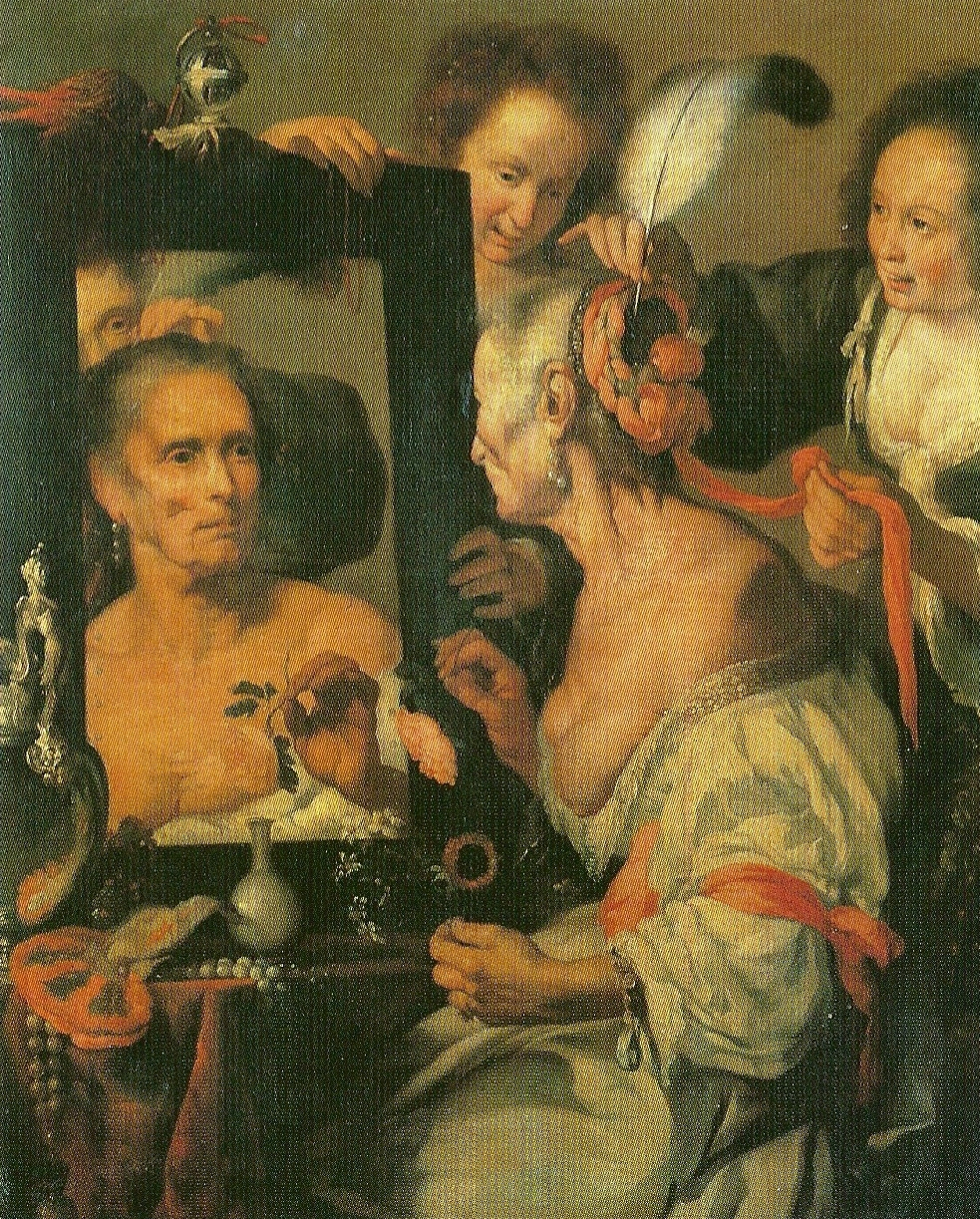
Бернардо Строцці, «Стара кокетка»

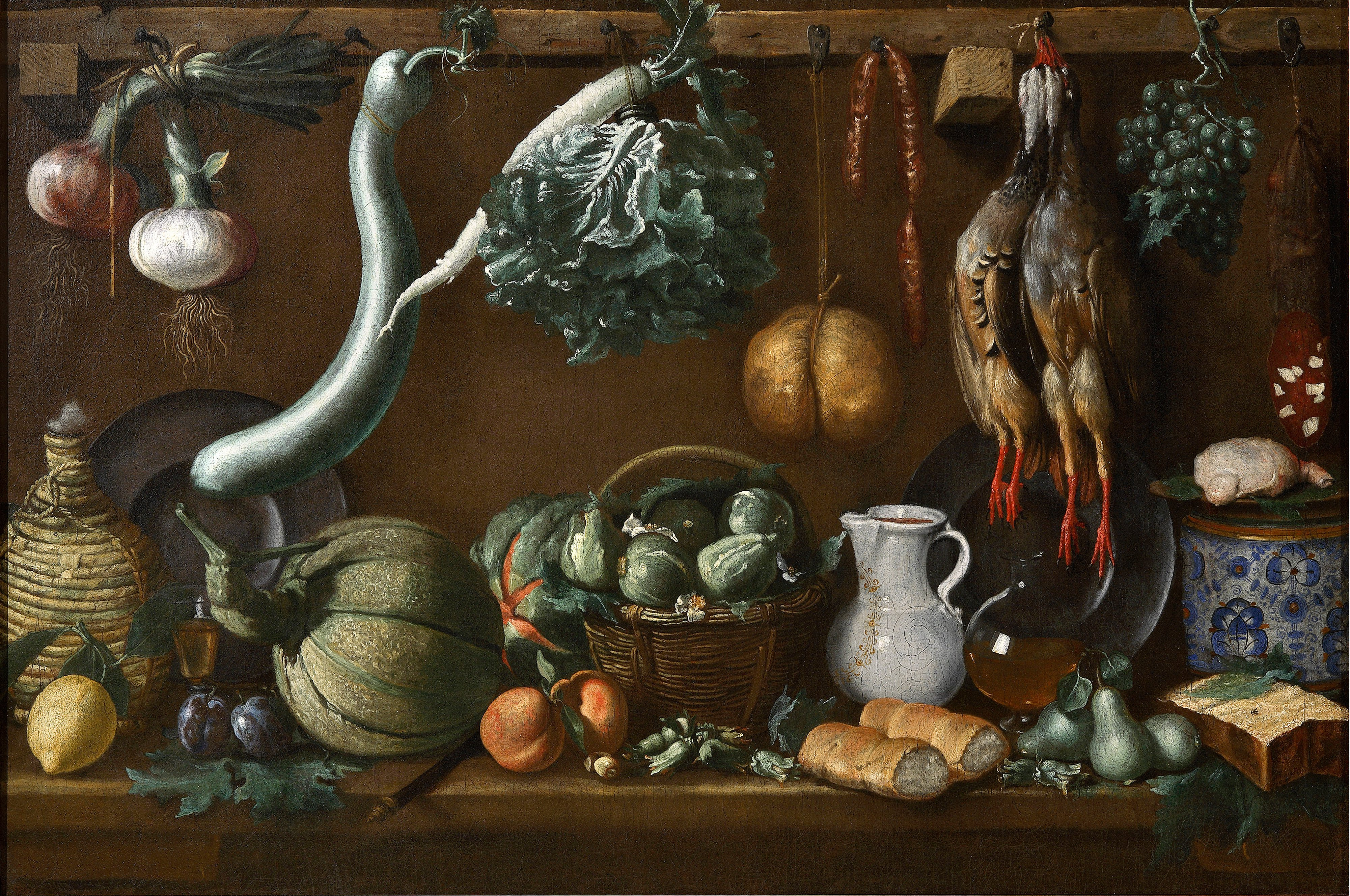
Якопо да Емполі, «Натюрморт»,1625 р.

Відбулися міжмузейні обміни і в Москві. В Москві ще з 1883 року запрацював Імператорський Російський Історичний музей, куди почали передавати різноманітні колекції — археологічні, нумізматичні, колекції класичних старожитностей, стародавньої зброї, коштовного посуду, давньогрецької кераміки, гравюр. Не всі артефакти підходили до концепції музею — висвітлювати історію державності Російської імперії. Тому між двома музейними закладами пройшли обміни: російські історичні документи перейшли в історичний музей, а давньогрецькі, античні, західноєвропейські артефакти були передані в Музей образотворчих мистецтв. Серед них -
- Малюнок Лоренцо Берніні на честь папи римського Олександра VII
- давньогрецька кераміка (арібал з Гераклом і левом із Корінфа, кратер з Гермесом і малим Діонісом із Аттики, амфора Полігнота тощо.)
- З Рогожсько-Симоновського музею передали два рідкісні твори італійських майстрів 17 століття (натюрморт Якопо да Емполі та жанрова композиція Бартоломео Манфреді або невідомого римського послідовника Караваджо)
- Надгробкова стела вершника із Аттики перейшла з Московського училища живопису, скульптури і архітектури.
- Збірки Рум'янцевського музею принесли малюнки П. П. Рубенса і Рембрандта тощо.

## Політичний тиск на музей
У роки сталінського режиму і залізної завіси музей зазнав надзвичайного політичного тиску з боку комуністичного уряду. Картини багатьох майстрів Західної Європи кінця 19-початку 20 століть були сховані, їх експонування припинено на роки, а зали музею використовували для виставок дарунків Сталіну. Лише зміна політичної еліти в Кремлі і обмежена політика відлиги навернула цих майстрів в їх цільовий музей.

## Головні відділи музею

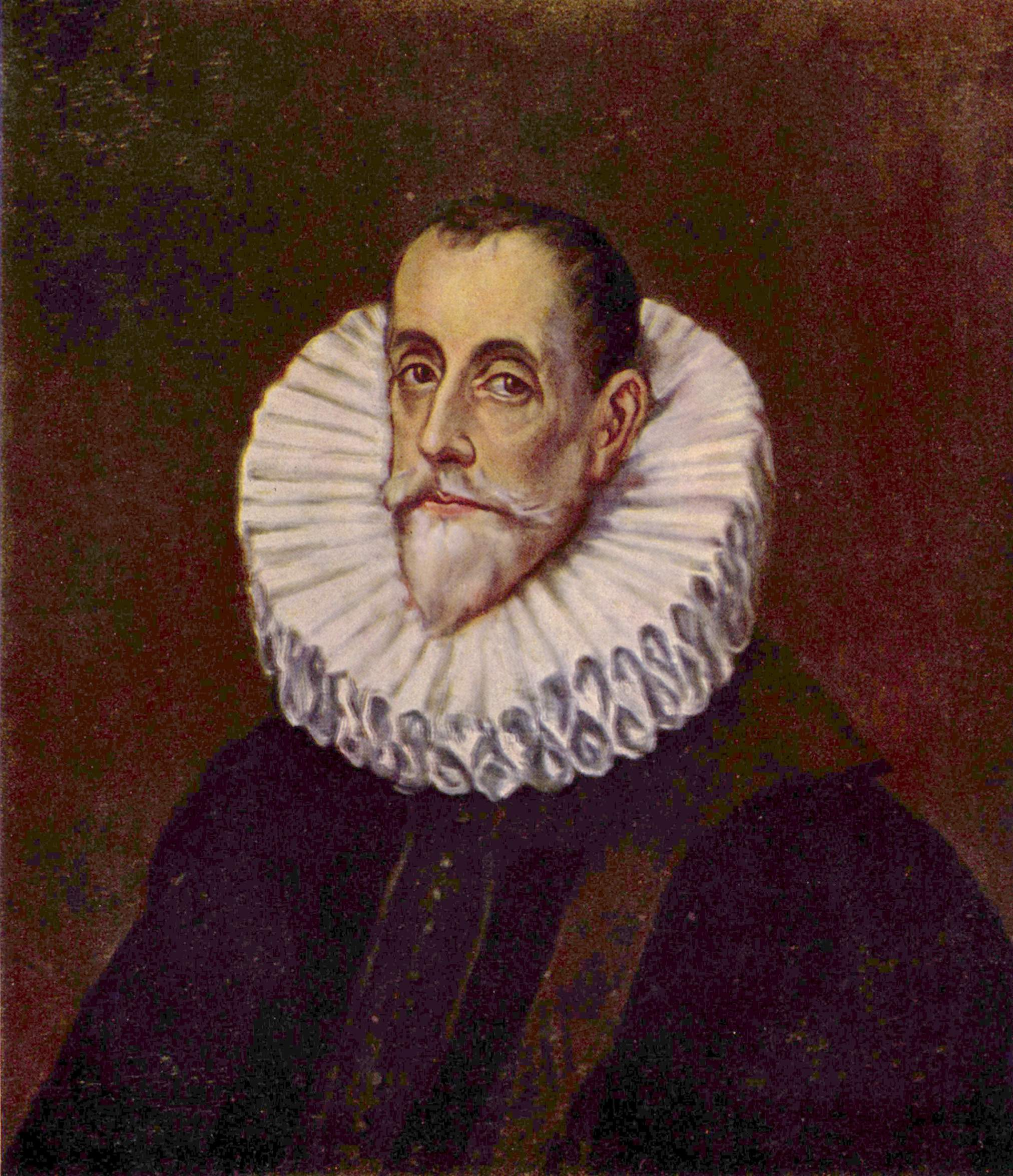
Ель Греко. Родріго Васкес

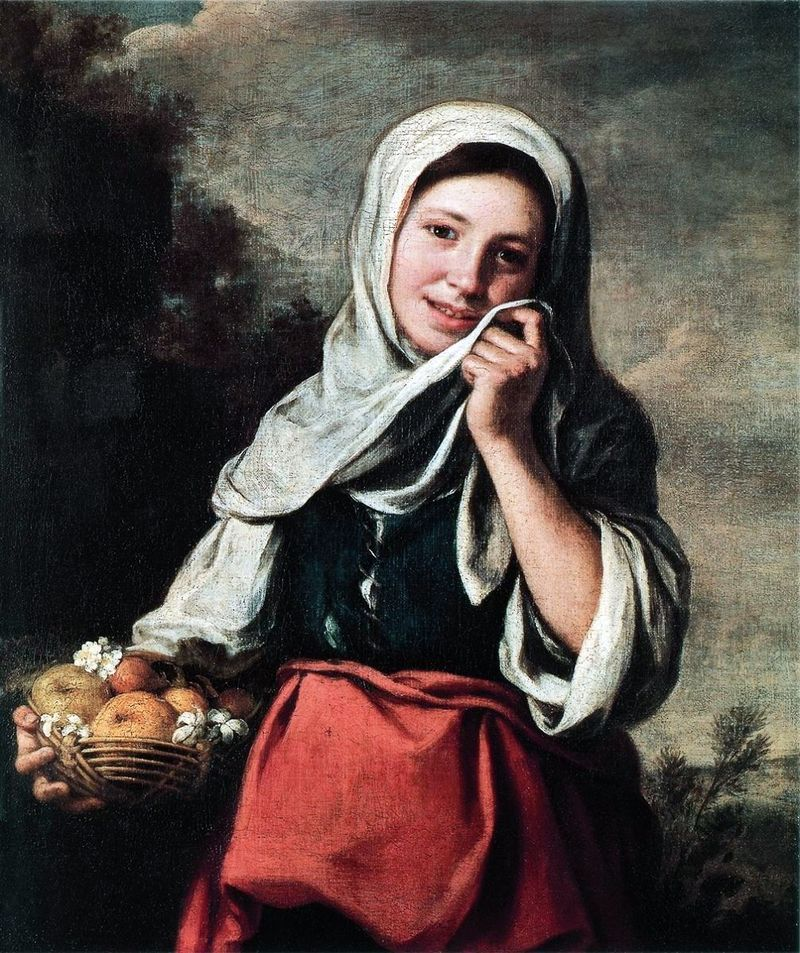
Мурільо. Дівча з фруктами

На зламі 20-21 ст. музей активно готувася до 100-ї роковини з дня відкриття та реформував власні відділи. На 2013 р. головні відділи такі:
- Відділ мистецтва Старих майстрів (збільшений за рахунок експозиції другорядних митців з фондосховища та нових надходжень. Мистецтво Іспанії і кераміка доколумбової Америки — найменші розділи музею.)
- Відділ історії і археології Античного світу (Відділ мистецтва Стародавньої Греції та Риму (археологія, антична кераміка, уламки скульптур і архітектурних об'єктів, надгробки, бронза, монети тощо)
- Відділ Стародавнього Сходу (Відділ Стародавнього Єгипту (рельєфи, окремі скульптури, фаюмські портрети, археологія з країн Сходу тощо)
- Відділ гравюри і малюнка (Кабінет гравюр і малюнків)
- Відділ нумізматики
- Відділ скульптур (невеликий)
- Відділ мініатюр (невеликий).
- Відділ приватних колекцій (колишній музей приватних колекцій)
- Західноєвропейське декоративно-ужиткове мистецтво (емалі, меблі, гобелени Фландрії та Франції, порцеляна Делфта, стародруки тощо).
- Відділ мистецтва країн Європи і Америки 19-20 ст.
- Навчальний художній музей імені І. В. Цвєтаєва, куди увійшов колишній відділ копій і зліпків (окрема зала копій скульптур Мікеланджело).
- Відділ рукописів
- Відділ музичної культури
- Відділ мистецтва фотографії
- Відділ інвентаризації і комплектування
- Відділ реставрації і консервації
- Редакційно-видавничий відділ
- Відділ наукової популяризації
- Наукова бібліотека
- Відділ візуальної інформації
- Відділ інформаційного забезпечення
- Відділ фото- та цифрової обробки візуальних матеріалів
- Центр естетичного виховання дітей і юнацтва «Мусейон»
- Відділ закордонних зв'язків
- Виставковий відділ
- Відділ зв'язків із громадськістю.
- Фондосховища.

## Майстри Голландії 17 століття
Кожний музей має найслабші та сильніші ділянки в колекціях, в експозиції. До неповних та найслабших ділянок музею належать колекції мистецтва Іспанії, де мало великих імен, а ті, що є, представлені другорядними чи ненайкрашими творами (Франсіско де Сурбаран, «Христос-малятко», твори з майстерні Веласкеса, а не його самого, два варіанти «Апостола Якова Старшого» Хосе де Рібера, які не є шедеврами, Бартоломео Естебан Мурільйо, випадкові твори тощо). Досить слабким був і залишився відділ мистецтва доби Відродження Італії, Німеччини, раннього нідерландського живопису.
Серед укомплектованих відділів — колекція картин голландців 17 століття, де репрезентовані майже всі жанри — портрет, пейзаж, побутова картина, релігійна композиція, натюрморт. Але відсутні Ян Вермер, талановиті попередники Нідерландів 15-16 століть (Робер Кампен, Рогір ван дер Вейден, Пітер Брейгель Старший, твори представників нідерландського маньєризму). Відсутність в колекції творів цих майстрів дещо компенсує наявність таких майстрів, як Геррі мет де Блес («Шлях на Голгофу»), Антоніс Мор («Портрет невідомого»), Якоб ван Рейсдал (три пейзажі), Рембрандт (шість картин), картини учнів Рембрандта (Карел Фабріціус «Відсіч голови Івана Хрестителя», Арент де Гелдер, Гербрандт ван дер Екхаут, Говерт Флінк тощо).

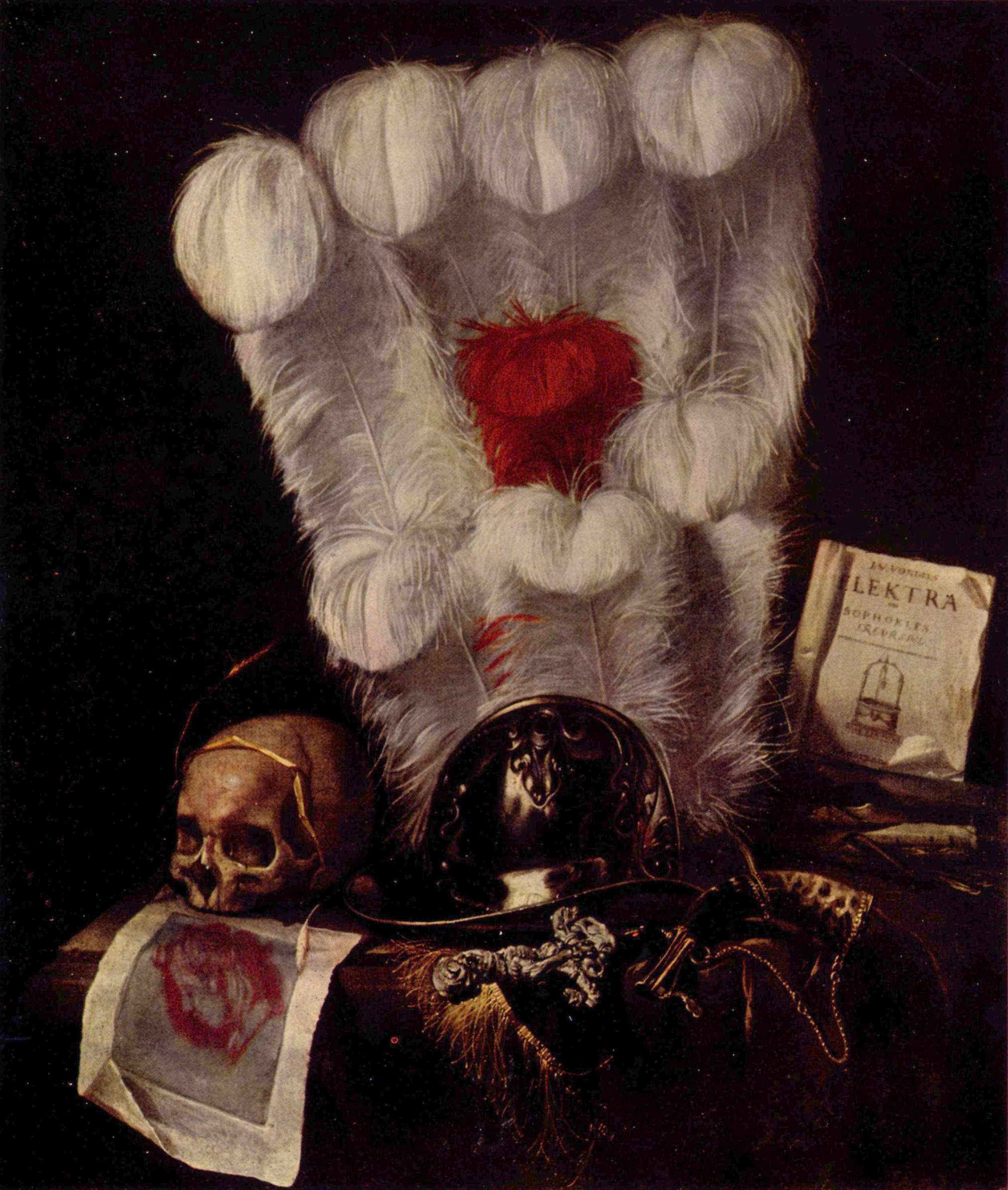
Юріан ван Стрек, натюрморт «Марнота марнот»
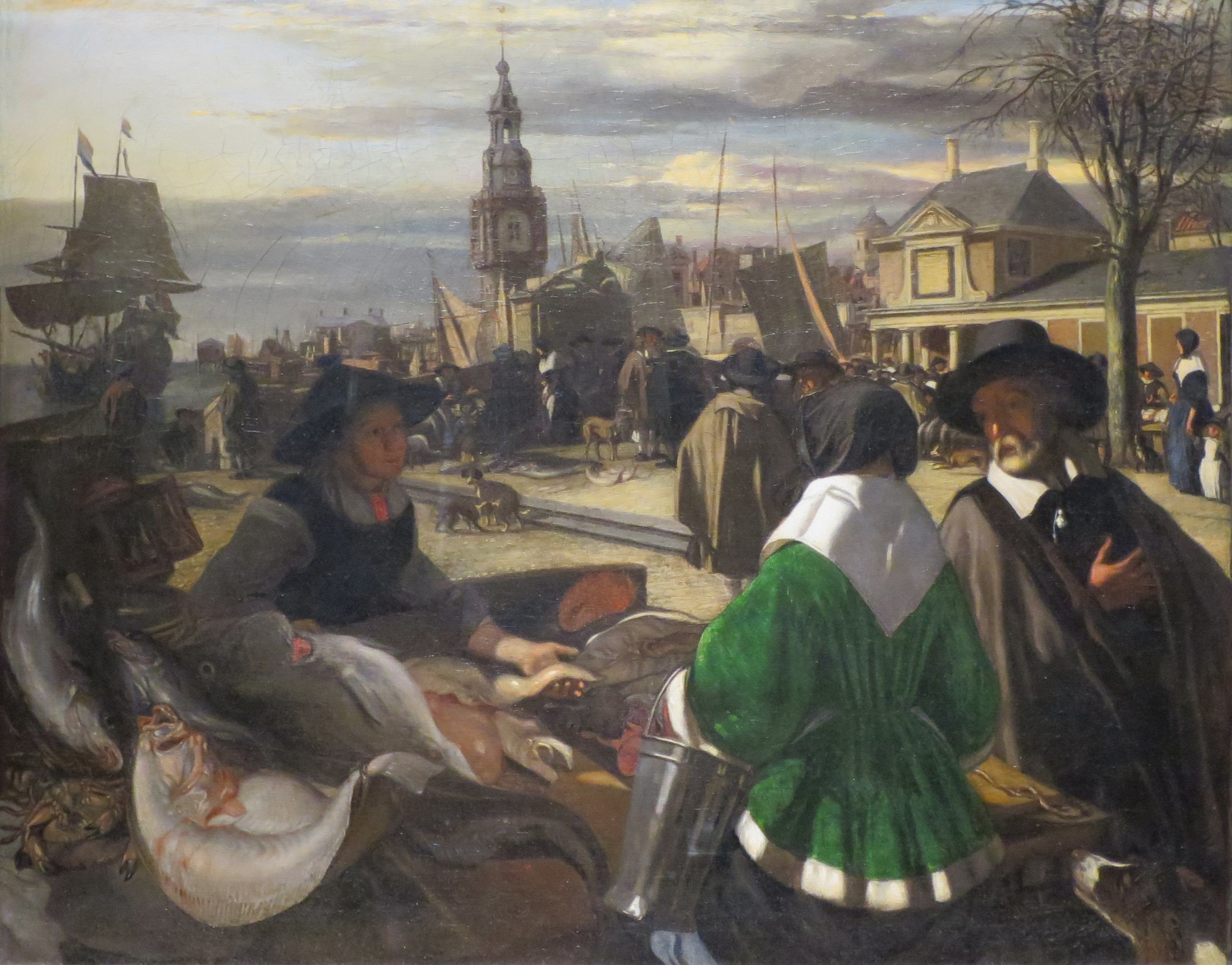
Еммануель де Вітте, «Портовий базар»
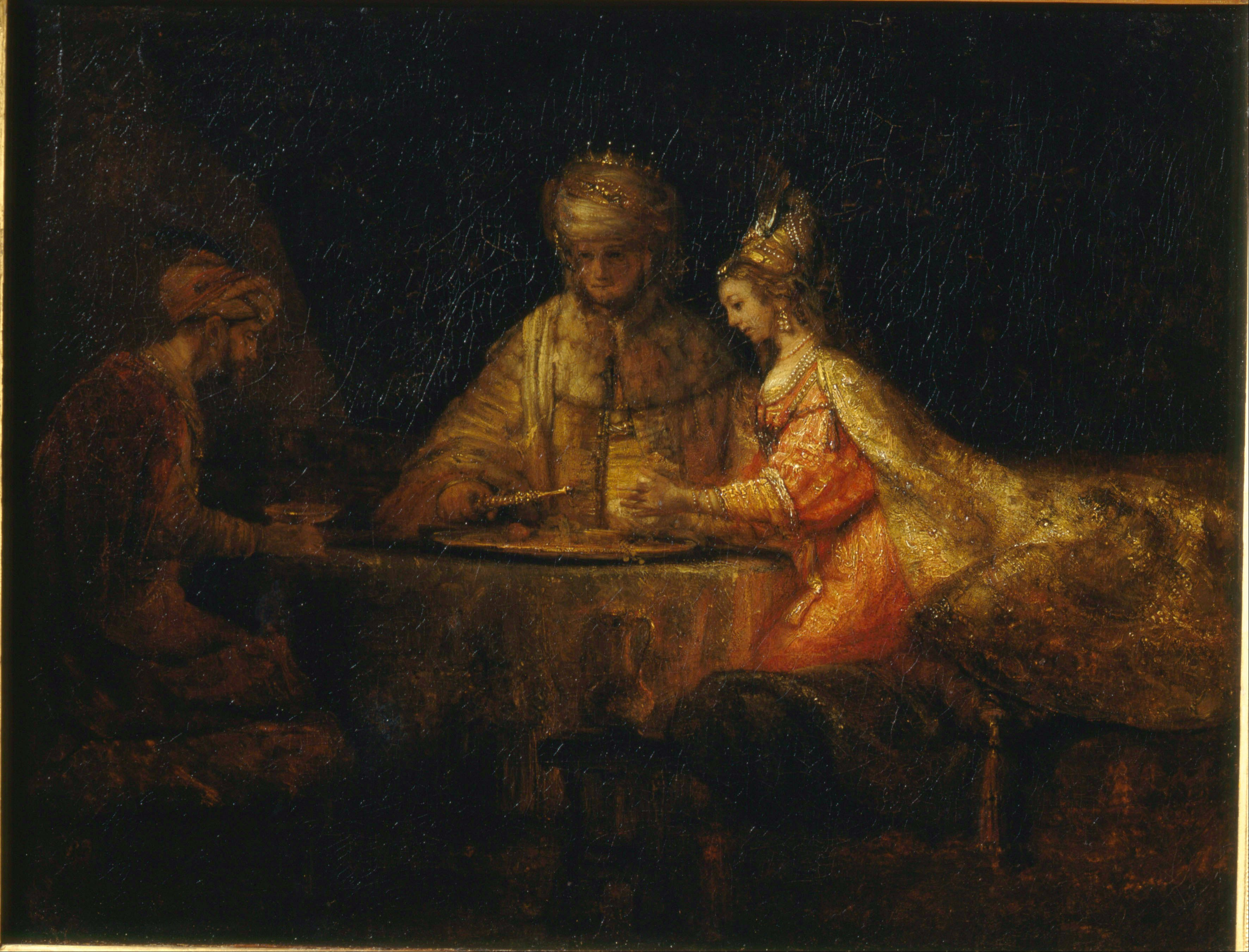
Рембрандт, «Аман, Ассур та Есфір» або «Падіння кар'єри Амана»
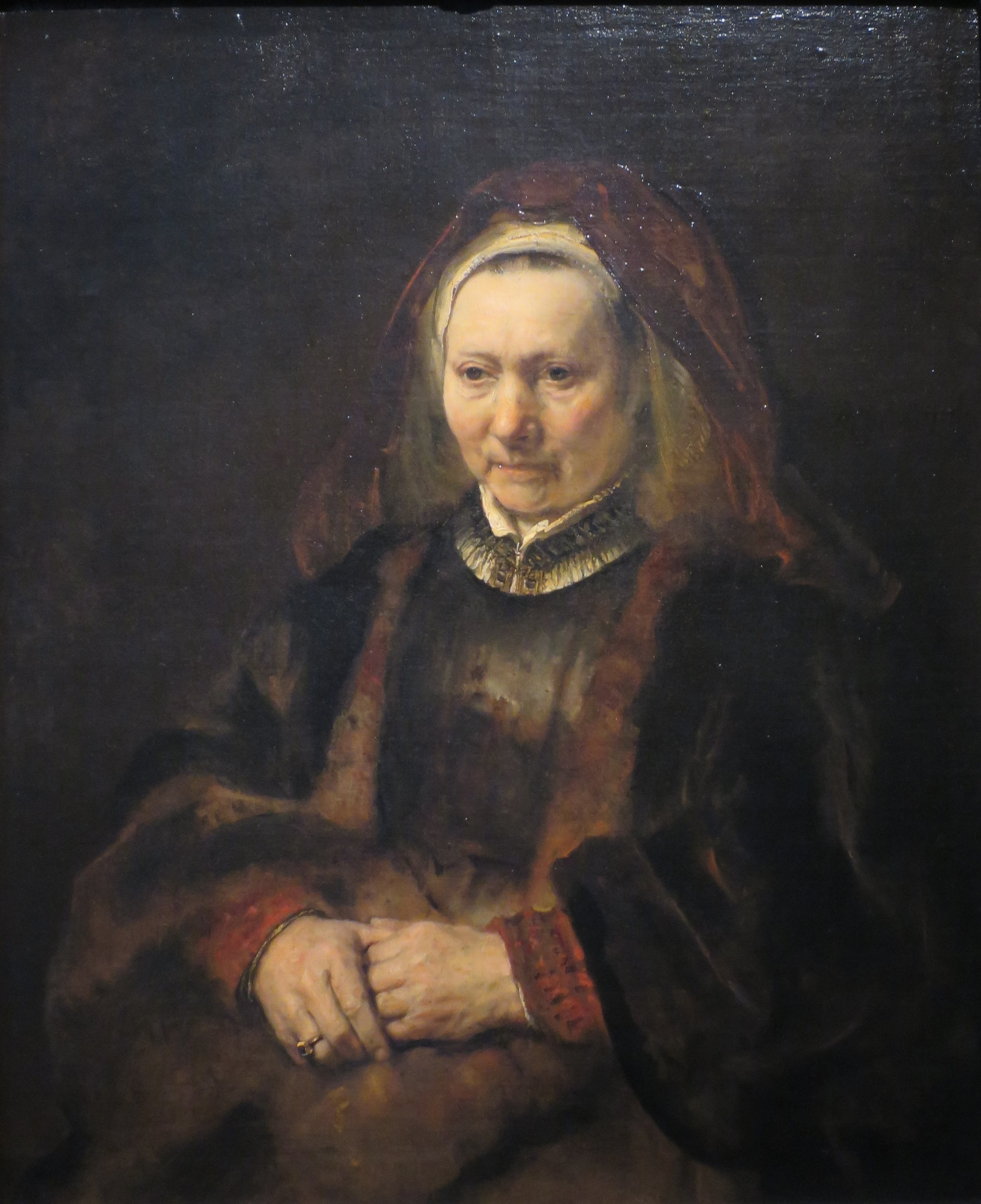
Рембрандт, «Літня пані»

## Відділ декоративно-ужиткового мистецтва

Невідомий картоньєр. Аррас «Іван Хреститель», Нідерланди, 16 ст., Музей образотворчих мистецтв імені Олександра Пушкіна

Відділ декоративно-ужиткового мистецтва музею цілком сформований в 20 ст. Окрім живопису і графіки минулих століть музейники нарешті звернули увагу на твори декоративно-ужиткового мистецтва — порцеляну Делфта, фламандські гобелени, французькі меблі, вироби керамічних центрів Італії і арабомовних країн.
Давно сформовані музейні колекції західних країн і значні обмеження за часів СРСР закупівельної діяльності музею не сприяли успішному формуванню відділу. Розвиток декоративно-ужиткового мистецтва закордонних картин репрезентують випадкові речі, а колекції не відрізняються укомплектованістю. Серед них — релікварій з емалями 13 ст. з міста Лімож, французька шафа доби відродження, поодинокі зразки порцеляни Делфта, невелика кількість килимів та гобеленів Фландрії (ранній килим Нідерландів 16 ст. «Іван Хреститель», гобелен «Надія на милість Божу» та ін.) Серед новітніх придбань — гобелен за картоном Жана Люрса «Рекрут ста селищ» в пам'ять загиблих в Першу світову війну. Невелика колекція кераміки роботи Пікассо прийшла як дарунок закордонних прихильників музейного закладу.

## Кабінет гравюр і малюнків

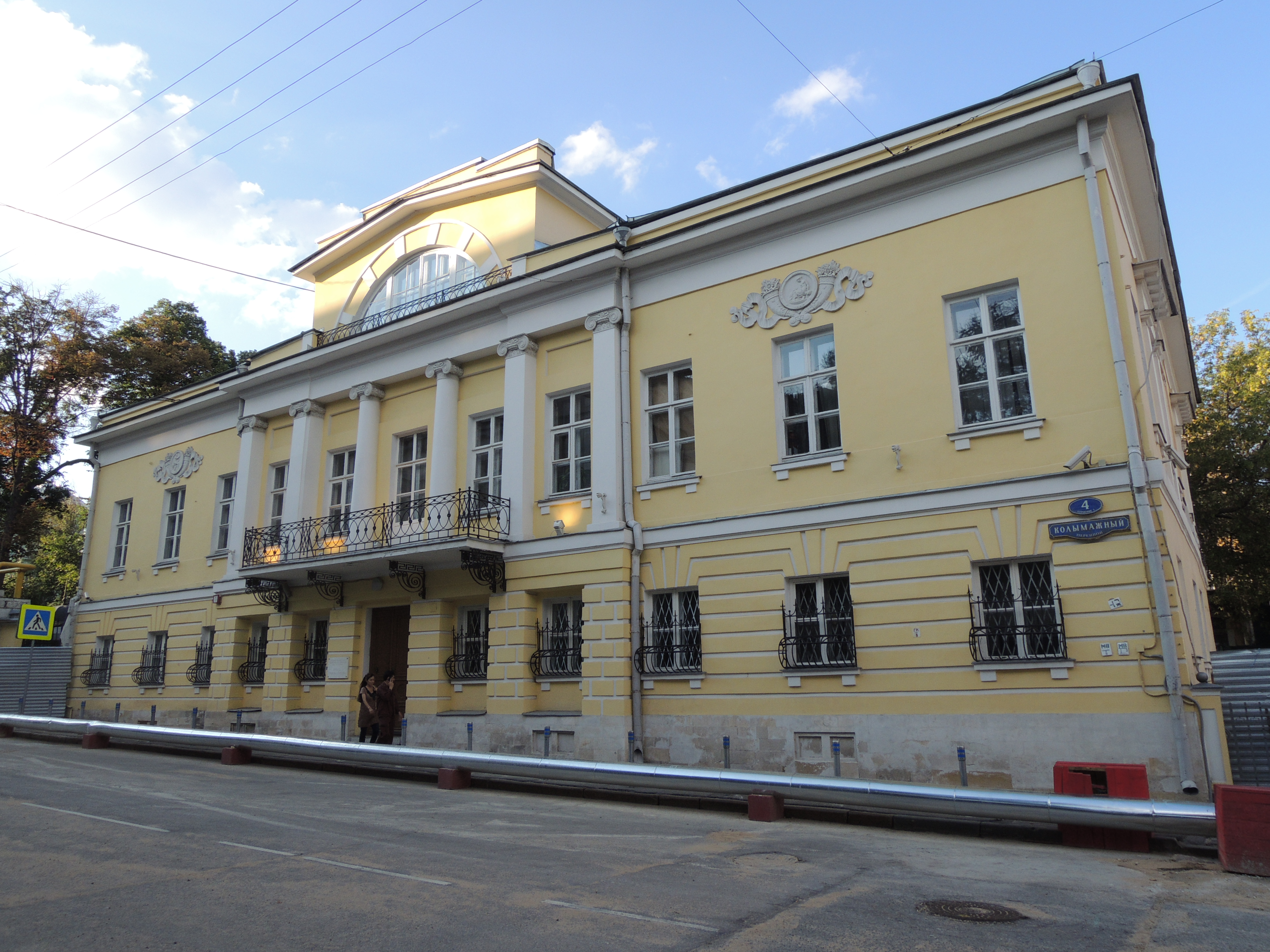
Кабінет гравюр і малюнків.

Малюнки старих майстрів досить пізно стали предметом колекціонування і в попередню добу мало поціновувались, горіли чи знищувались. Трагічна загибель и розпорошеність рукописів і малюнків Леонардо да Вінчі в 16 столітті тому підтвердження. Частка майстрів сама розпорядилася знищити свої малюнки. Так, Тиціан сам знищував свої малюнки, не бажаючи, щоб хтось бачив його напругу і піт під час праці. Сумний внесок в знищення малюнків і гравюр внесли постійні пожежі, війни і недбалість людей.
З 16-18 століть почалося створення великих колекцій малюнків, по-перше портретів. Завдяки цьому ми маємо можливість бачити обличчя людей, інших портретів яких не створено чи вони зникли. Пізніше до них додали і різні замальовки художників, побутовий жанр, пейзажі, натюрморти тощо. Лише завдяки копіям і малюнкам художників вдалося зберегти композиції стінописів Леонардо да Вінчі (Баталія при Ангіарі) і Мікеланджело (Баталія при Кашині), так і не створених колись у Флоренції. Так малюнки-копії стали в рівень документів доби і історичних джерел.
Цей відділ музею належить до найбільш повних і значних серед інших. В основі — невелика збірка гравюр і малюнків розформованого Рум'янцевського музею.
Особливістю кабінету гравюр і малюнків в Москві є найбільш повна збірка графіки художників доби СРСР поряд з шедеврами майстрів Західної Європи. Збірка налічує більш ніж 300 000 одиниць збереження. Серед них — гравюри Жака Калло і малюнки —
- Альбрехта Дюрера
- Вітторе Карпаччо
- Джуліо Романо
- Баччо Бандінеллі
- Лоренцо Берніні
- Хонтхорста
- Рембрандта
- Гверчіно
- Парміджаніно
- Ватто
- Жана-Оноре Фрагонара
- П'єра-Огюста Ренуара
- Пікассо
- Вінсента ван Гога
- Амедео Модільяні
- Каміля Піссарро
- Матісса тощо.

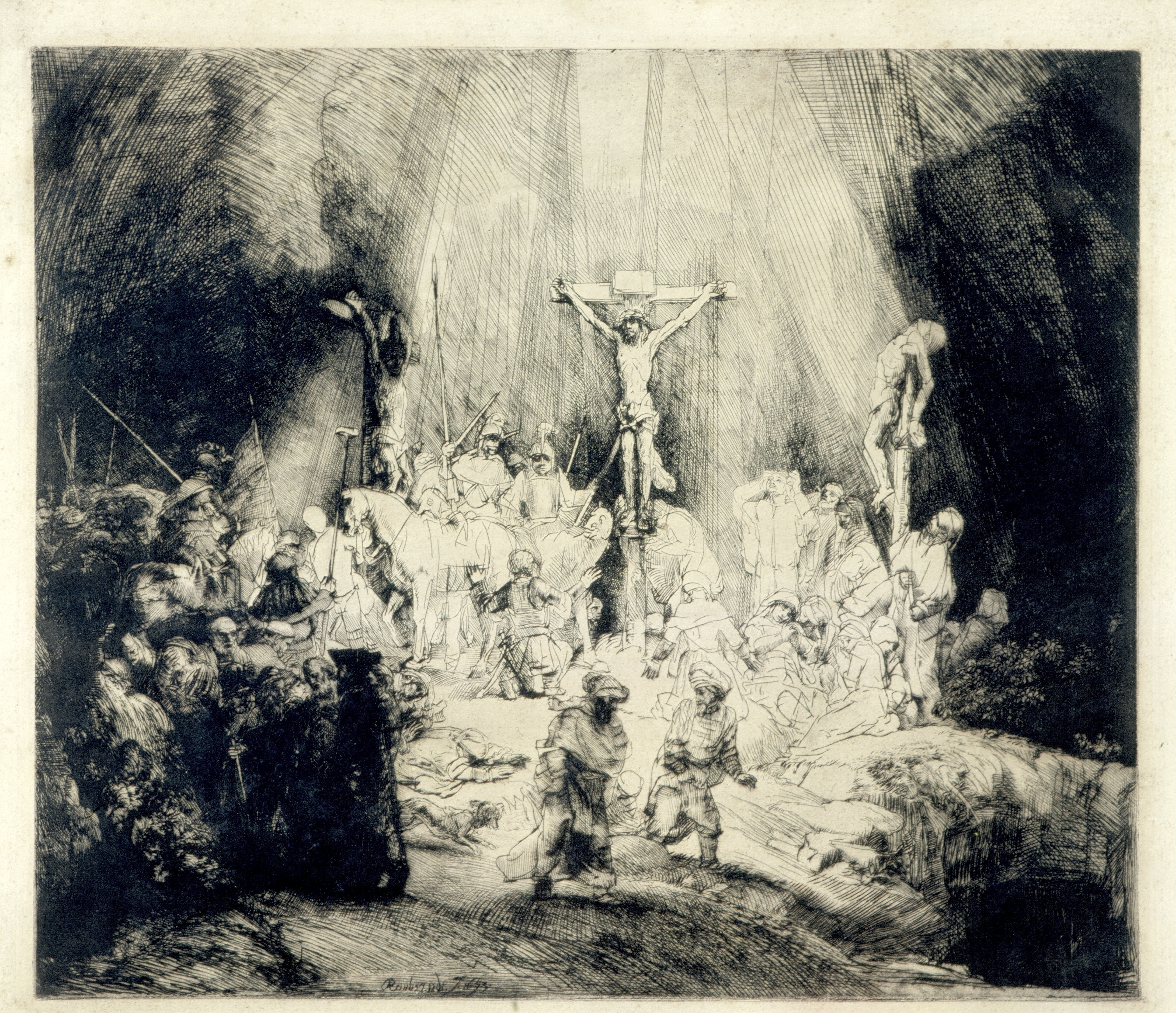
Рембрандт, три хреста, офорт 1653 р.

Кількість тільки графічних творів Жака Калло сягає 2 000. В збірці представлені твори в різних графічних техніках (малюнок пером, акварель, пастель, офорт, літографія, ліногравюра) і різних стилів.

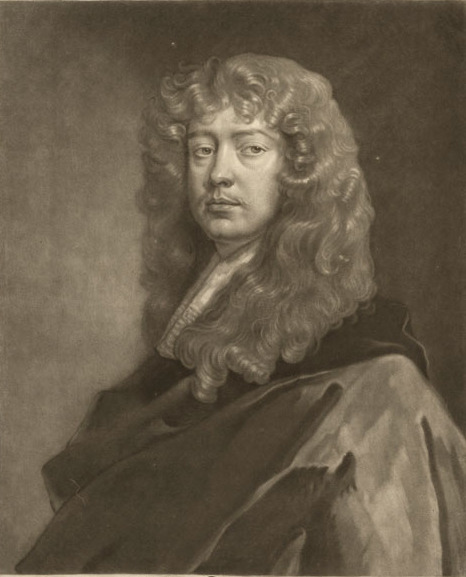
Сер Пітер Лелі, гравюра (Ісаак Бекет, 1684 р.)
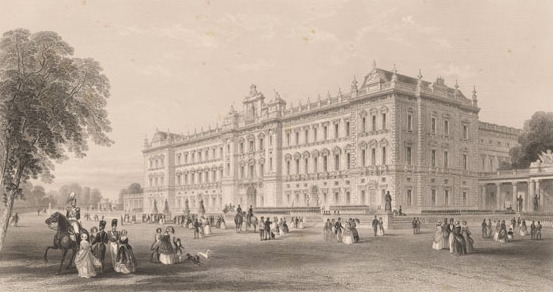
Букінгемський палац, гравюра 1849 р.
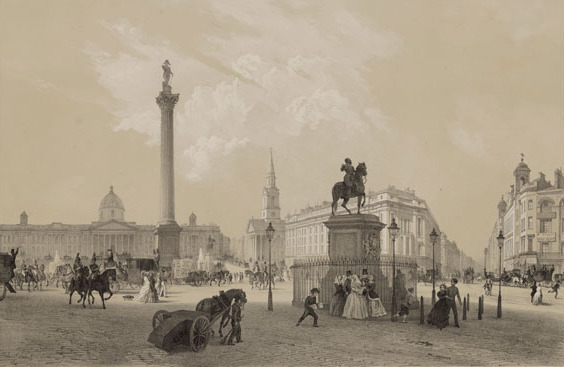
Трафальгарська площа, Лондон, гравюра 1856 р.
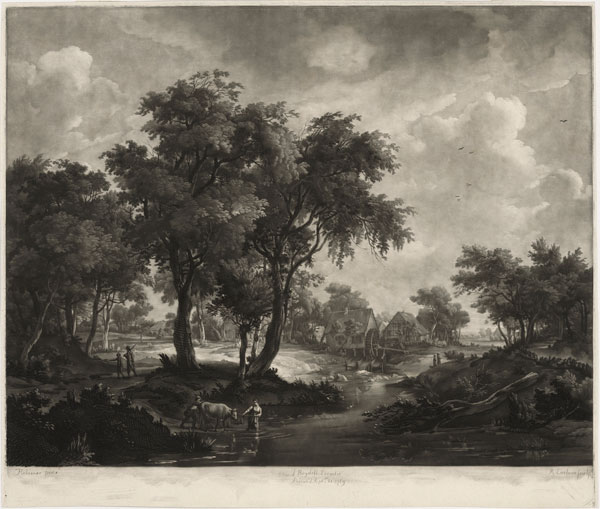
Пейзаж з млином, гравюра 1769 р.

Але в збірці жодними творами не представлені деякі майстри Венеції, Неаполя, Риму, Флоренції, Німеччини, Франції, Фландрії, Голландії, Британії, Сполучених Штатів, як це і в інших музейних збірках країни. Кабінет гравюр і малюнків має окреме приміщення поряд з головним.

## Французький малюнок кінця 19— 20 ст
Кількість малюнків цього періоду в музеї сягає 570 зразків  (на 2010 р.). Малюнки по різному прийшли в збірку.
- «Бретонки» (1898 р.) Люсьєна Сімона були придбані для збірок княгині Тенішевої в Парижі її агентом, яким був Бенуа Олександр Миколайович.
- Націоналізована збірка багатія Морозова М. А. піднесла твори — Бастьєн-Лепажа, Ренуара, Тулуз-Лотрека,
- Націоналізована збірка багатія Щукіна С. І. збагатила малюнками Дега, Жоржа Руо, Пікассо
- Зі збірки Ларіонова М. Ф. в збірку музею перейшли малюнки Модільяні, Хуана Гріса.
- Тривалий час музейна збірка отримувала малюнки Анрі Матісса від його багаторічного секретаря, росіянки на походженням — пані Лідії Делекторської, котра дарувала також картини, літографії і навіть палітру Матісса.
- Серед тих, хто передав малюнки в музейну збірку — сам Матісс, Надя Леже, Жорж Бокьє, Іда Шагал, М. Марке.

## Гравюра Японії

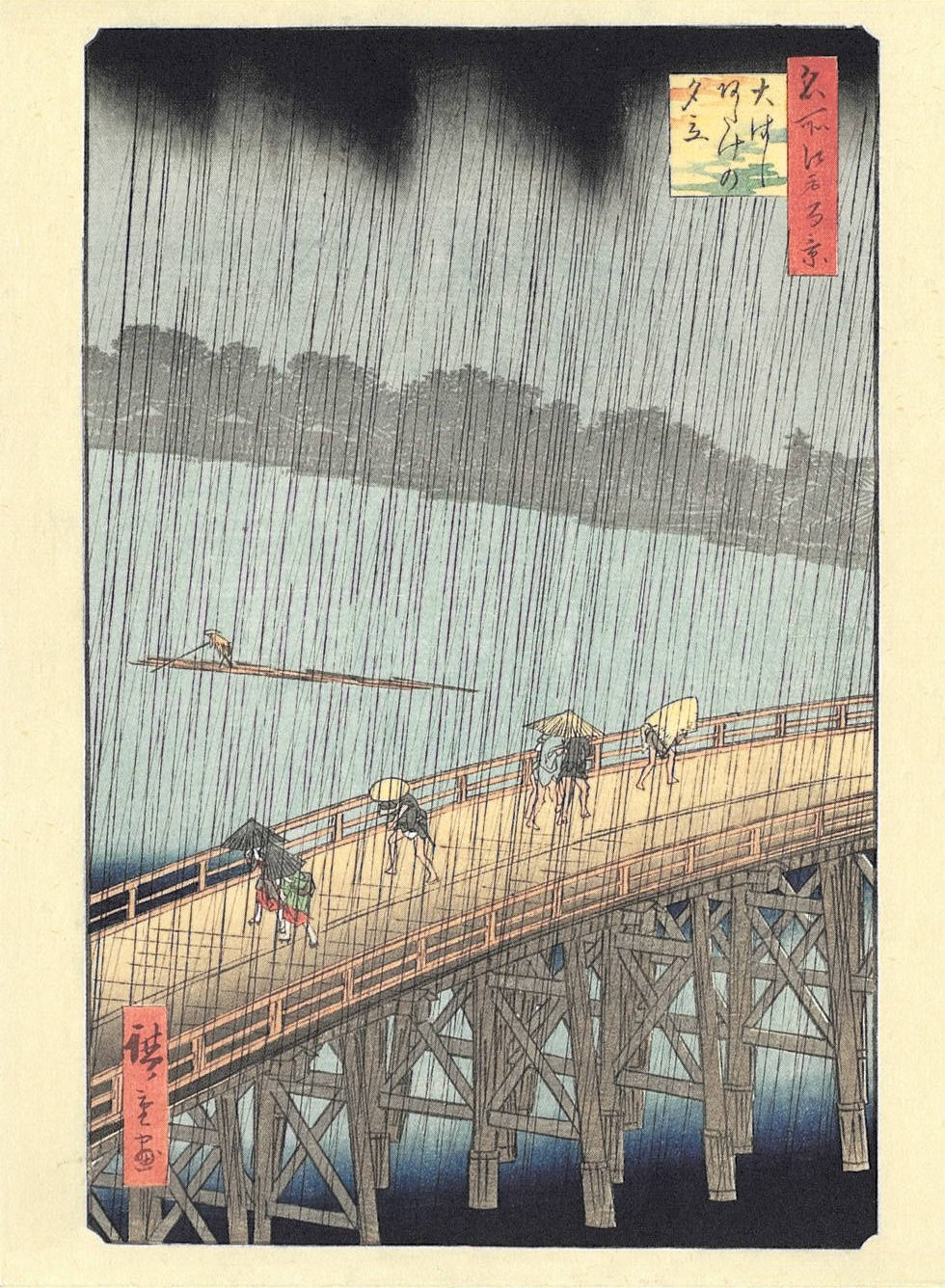
Худ. Хиросіге. Злива на мосту Охаши, серія «100 краєвидів Едо (Токіо)».

Світову славу набула гравюра Японії 18-19 століть. Але Західна Єропа суттєво познайомилась з нею лише в 2-й половині 19 століття. Серед перших, хто зробив подорож по щойно (у 1868 році) відкриту для візитів європейців Японію, був багатій Гіме з Франції. Особа багата і освічена, він одним з перших високо оцінив мистецтво Японії. І під час подорожі придбав чималу кількість книг, альбомів, гравюр японських митців, що пізніше стануть підмурками Музею Гіме в Парижі.
Серед перших росіян, високо оцінивших японських художників, був офіцер флоту Китаєв С. М. Свою колекцію японських гравюр він придбав у 1890-ті роки під час заходів у порти Японії. Китаєв сам займався живописом і йому легше за інших було оцінити композиційні знахідки і кольорові гармонії незвичних для нього гравюр. Класична школа гравюри, що склалася в столиці Японії Токіо, досить повно була представлена в колекції Китаєва. Пізніше була передана в кабінет гравюр музею. Тут є портрети красунь Кітаґава Утамаро, актори у ролях Сяраку, гравюри пейзажних серій Хокусая і Утаґава Хіросіґе, гравюри майстрів школи Утагава — Утаґава Кунійосі та Кунісада.
Добре відомий потужний вплив, що мала гравюра Японії на творчість багатьох майстрів Франції 19 століття — серед котрих Едуара Мане, Джеймса Вістлера, Вінсента ван Гога. З оригіналами гравюр музею можна ознайомитися лише на виставках.

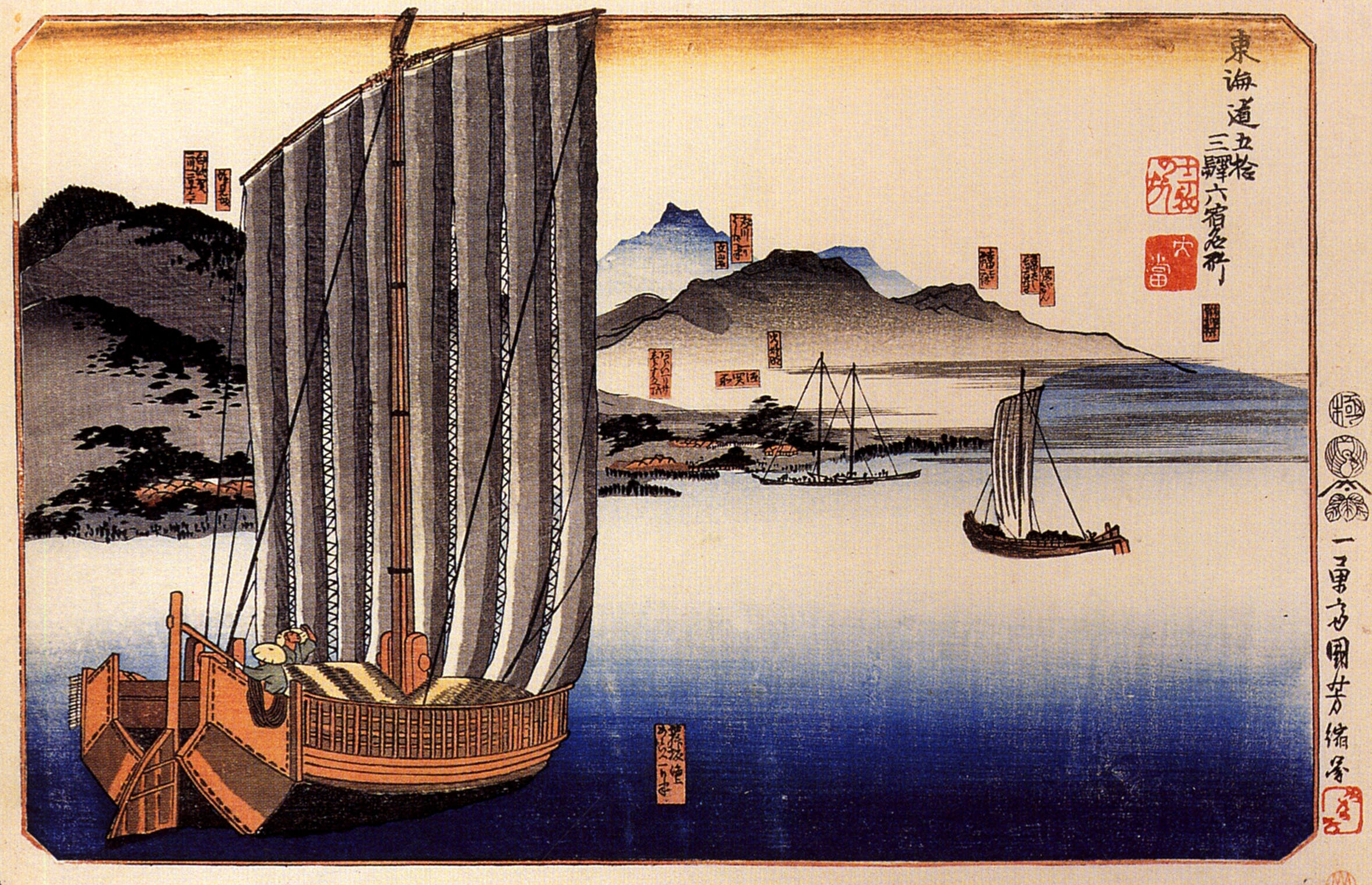
Утаґава Кунійосі, човни,
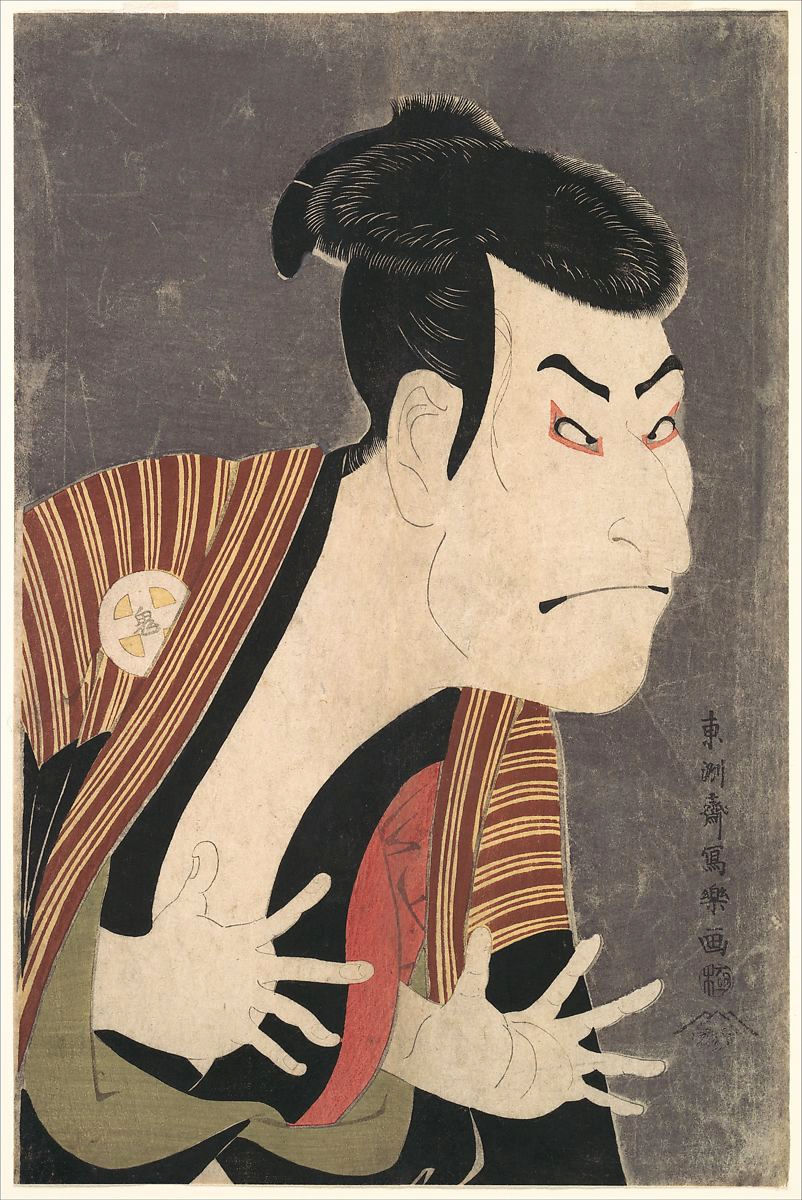
Худ. Сяраку, актор Ітікава Ебидзо, 1794 р.
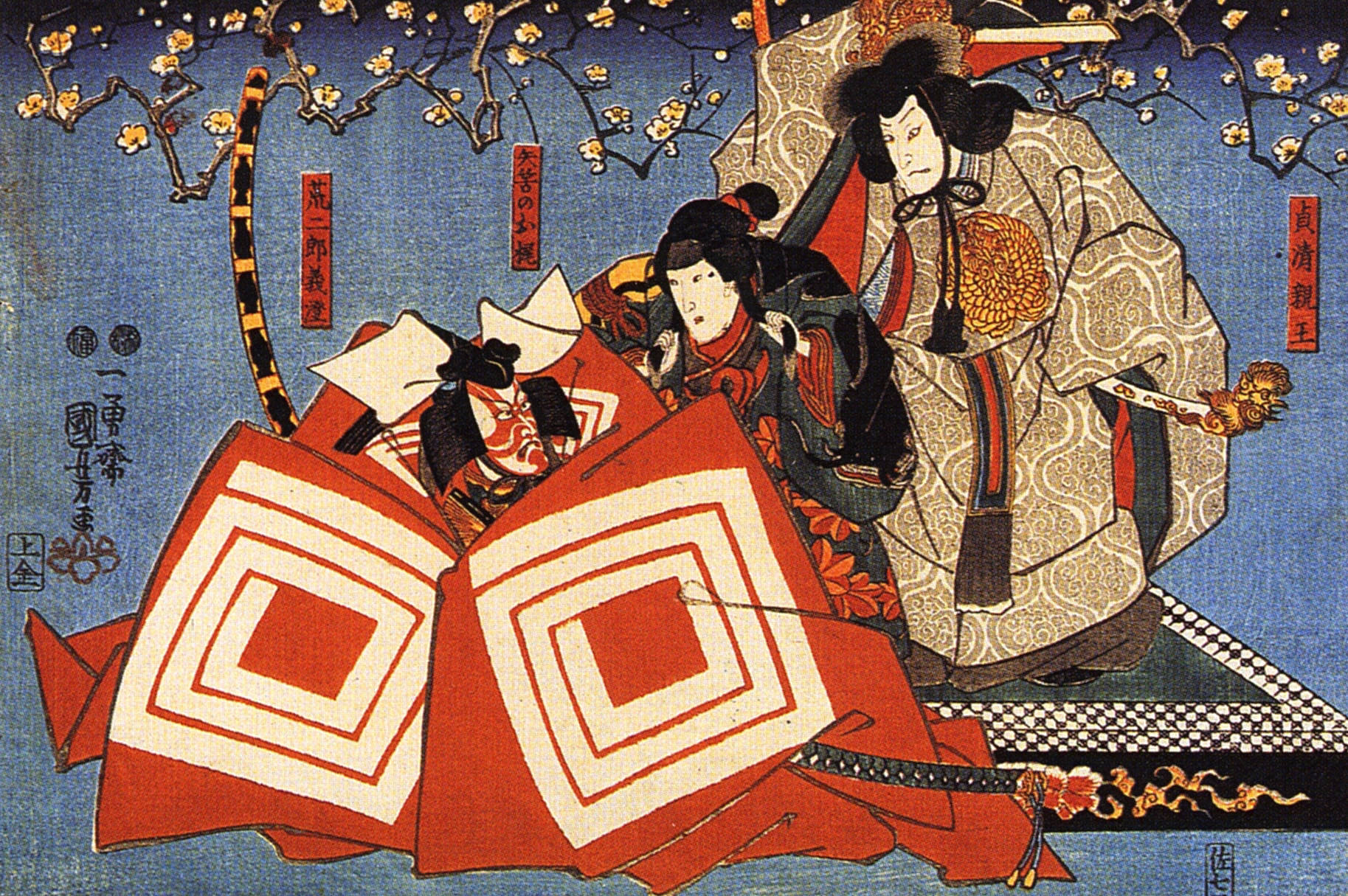
Утаґава Кунійосі, сцена з вистави

## Музей приватних колекцій

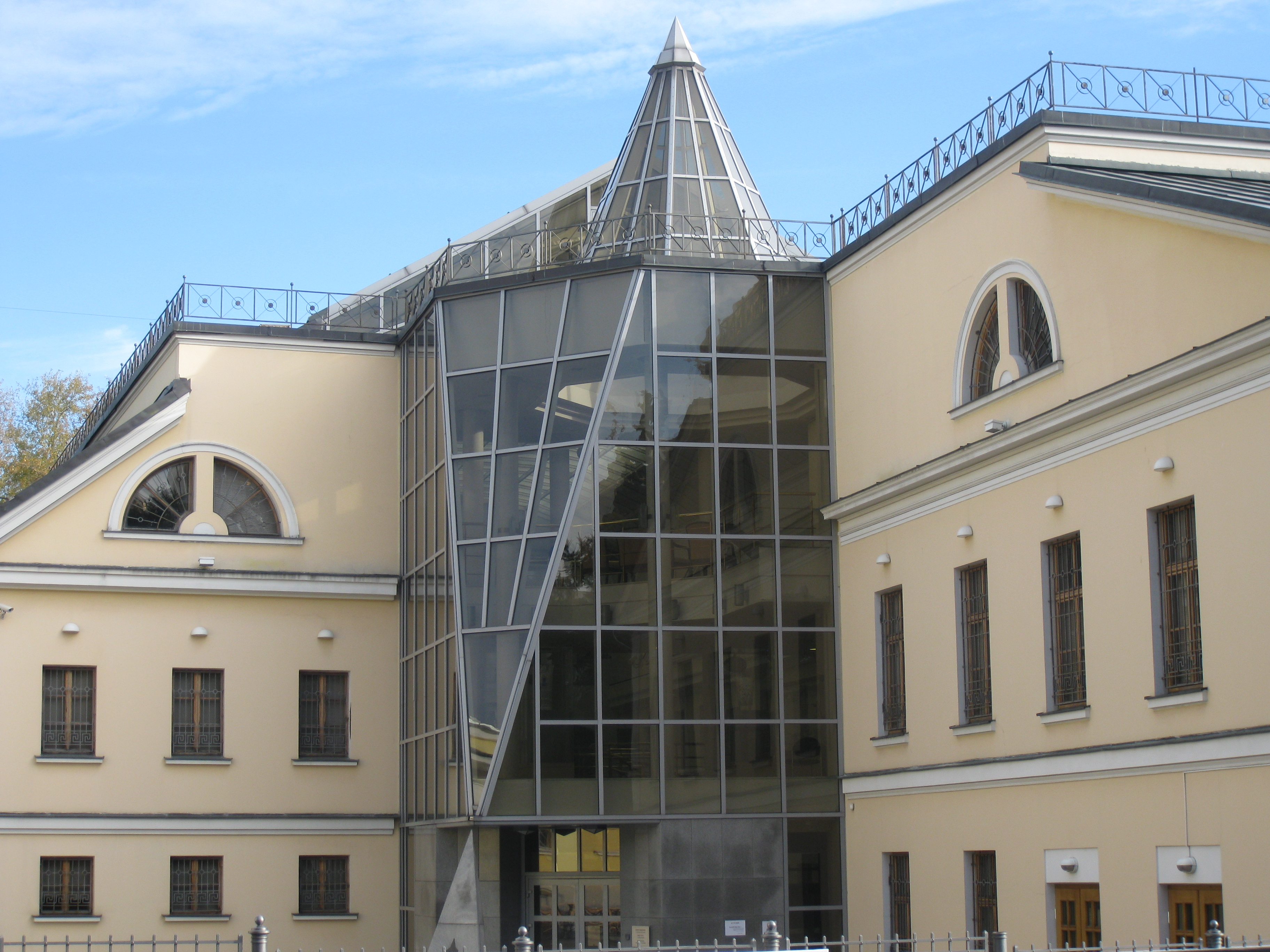
Музей приватних колекцій, фасад.

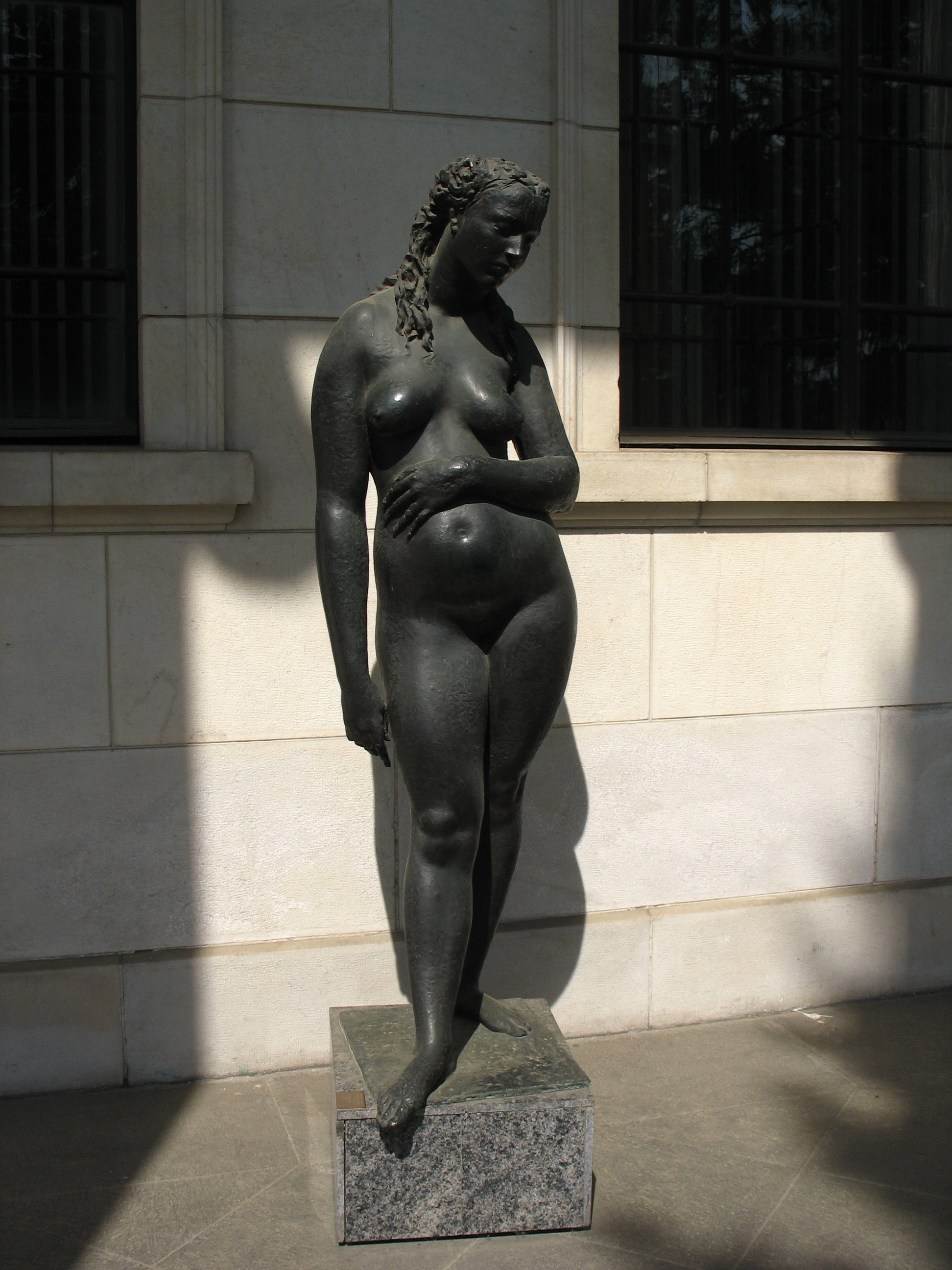
Ск. Франческо Мессіна, «Єва», 1949 р. висота 192 см

В межах музейних відділів створено і Музей приватних колекцій. Ініціатором створення був Ілля Зільберштейн у 1985 році. Приватні збірки завжди були неповними за кількістю, різними за якістю витворів і насичені протиріччями. Все це притаманно і названому музею. Це досить незвична суміш російських і західноєвропейських витворів мистецтва, відокремлених межами приватних колекцій. Представлені живопис, графіка, меблі, скло, скульптура, декоративно-ужиткове мистецтво, фото тощо.
- Збірка І. Зільберштейна (російський та західноєвропейський живопис і графіка)
- Збірка Рамма А. Н. (російське мистецтво 19-20 ст.)
- Збірка О. Тишлера (графіка, живопис, скульптура)
- Збірка С. Ріхтера.
- Майстерня художника Дмитра Краснопевцева (помер у 1995 р.).
- Збірка Лемкулей Ф та Є. (художнє скло Росії та Західної Європи) тощо.

Музей приватних колекцій розмістили в лівому флігелі колишньої садиби Голіциних 17-19 століть. Навесні 2005 року для музею переобладнали дві стародавні споруди, які поєднали сучасно упорядкованим атріумом. Споруди мають 23 експозиційні зали. Музей має три поверхи, де два віддані постійній експозиції, а третій використовується для тимчасових виставок.
Після вивільнення залів лівого флігеля (центр і правий флігель давно зруйновані) садиби Голіциних від Музею приватних колекцій там розмістили Галерею мистецтва країн Європи і Америки 19-20 століть (Роквелл Кент, Антон Рефреж'є, Дієго Рівера, Джакомо Манцу, Ренато Гуттузо, Армандо Піццинато, Джорджо де Кіріко, Франческо Мессіна, Еміліо Греко тощо).

## Відділ нумізматики
Відділ нумізматики музею — найстаріший за часом заснування і виник тоді, коли не було самого музею. Він бере початок з 1852 р., коли в складі Московського Імператорського Університету організували Мюнцкабінет. Туди і передали колекції монет і медалей. Колекція античних і західноєвропейських монет и медалей Мінцкабинету у 1912 р. автоматично перейшла у новостворений музейний заклад, ставши одним з перших відділів, що мав і експонував перш за все оригінали, а не зліпки чи копії.
За часів СРСР нумізматична колекція збільшилась через націоналізацію нумізматичних збірок дворян і купців. У її склад увійшли збірки Голікова, Пахомова, Смирнова, Стаховича, Розанова та ін. Унікальні монети античного Причорномор'я отримав відділ після розкопок у Керчі і на півострові Тамань, що велись у 1930-ті рр. Це надало можливість ввести в науковий обіг низку античних монет, відомих у єдиних зразках.
Сучасна кількість зразків сягає позначки 200.000. Відділ має власну специфічну наукову бібліотеку у 3.000 примірників. Колекція розділена на підрозділи —
- античні монети
- західноєвропейські монети і медалі, бони
- російські і радянські монети і медалі, нагрудні знаки
- нумізматика країн Азії, Африки і арабського Сходу.

## Відділ скульптур музею

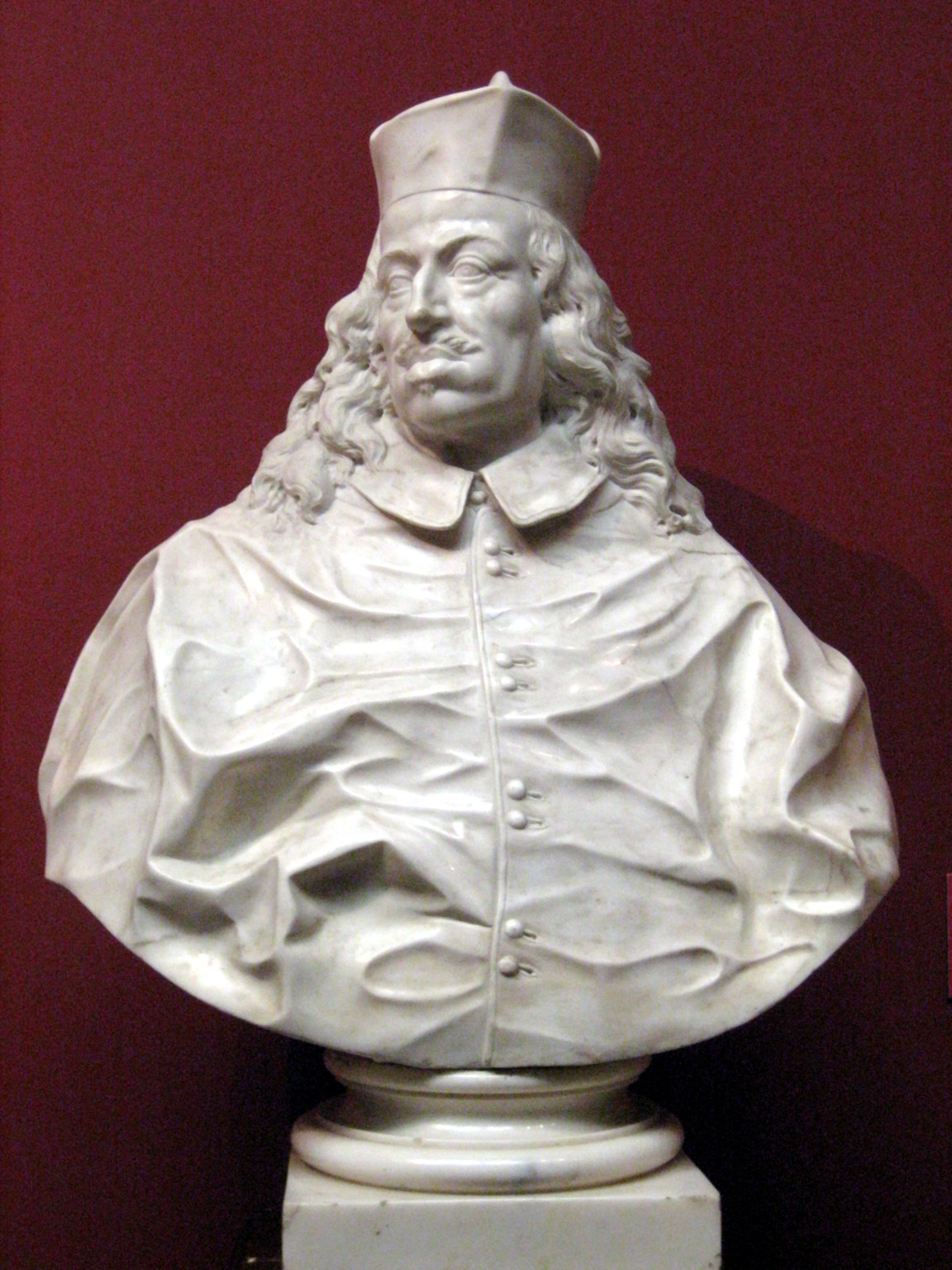
Скульптор Фоджині, кардинал Леопольдо Медичі
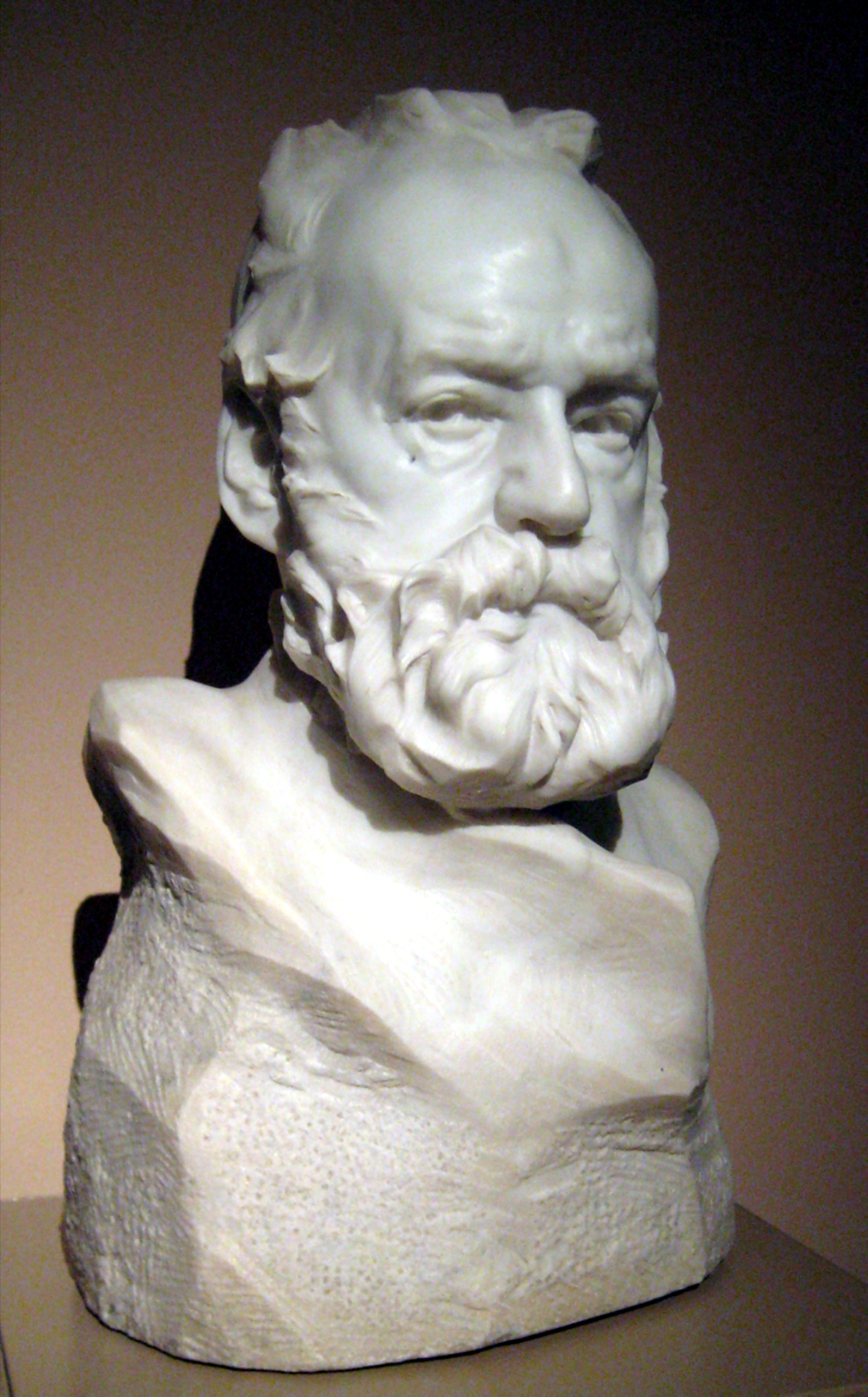
Огюст Роден, письменник Віктор Гюго.
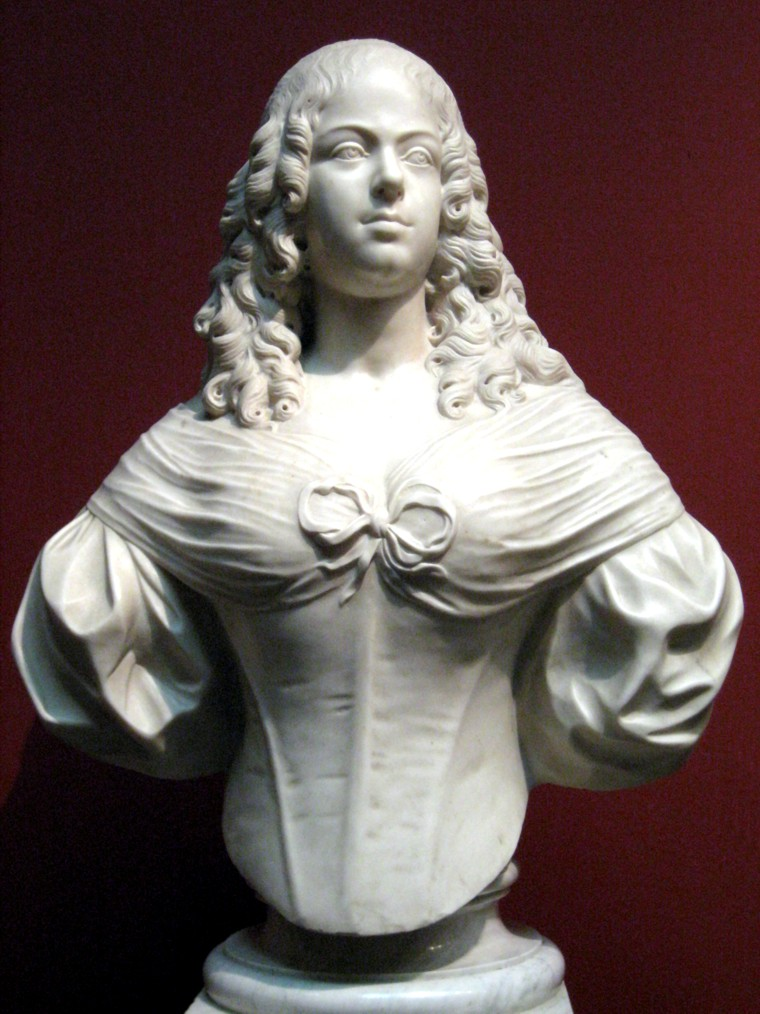
Скульптор  Фоджині, Вітторія делла Ровере

## Фаюмські портрети

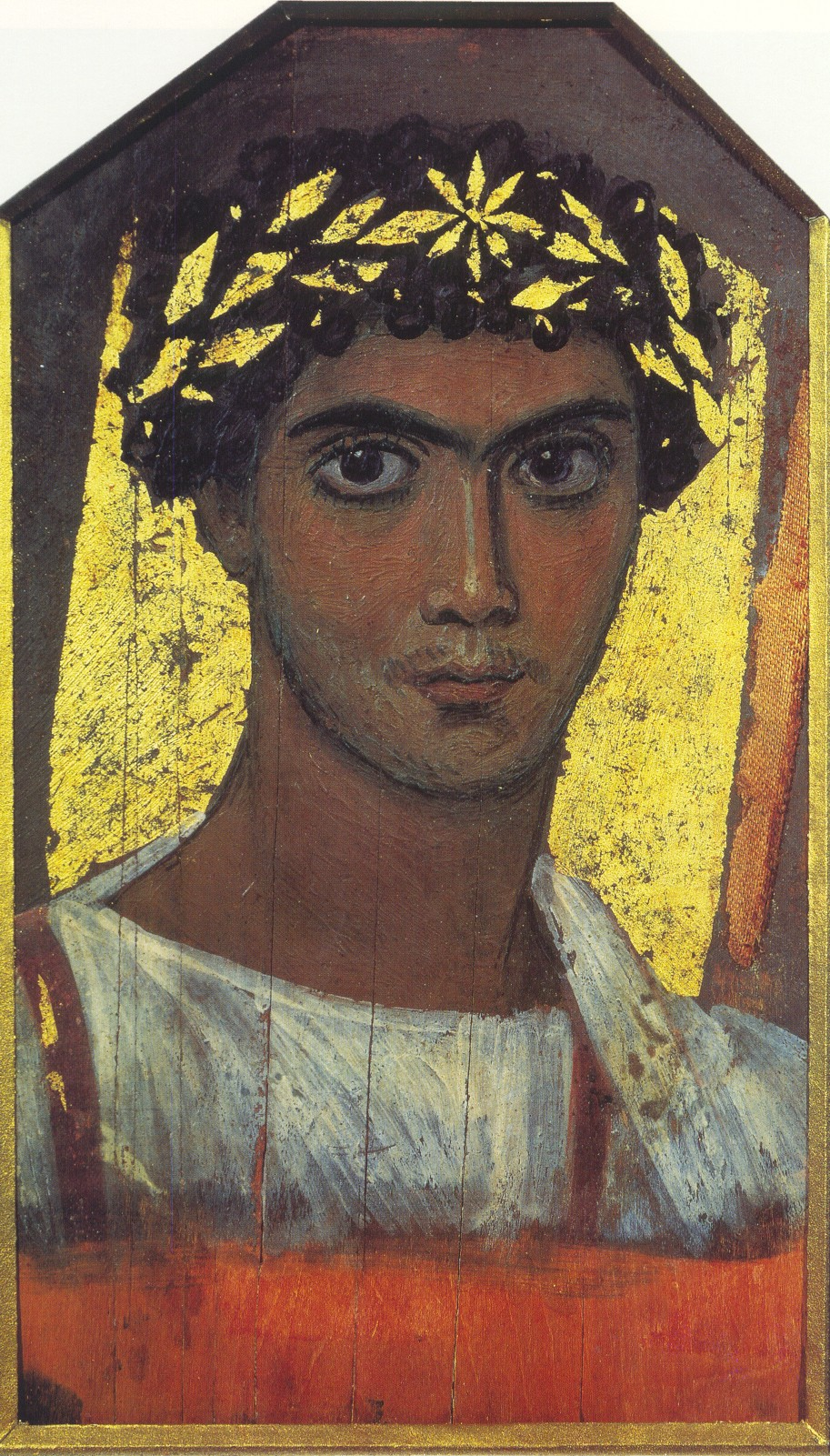
Юнак з золотим вінком
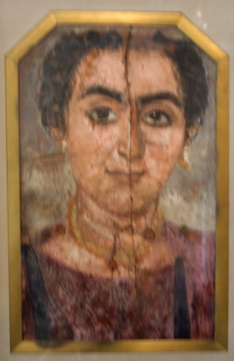
Жіночий портрет
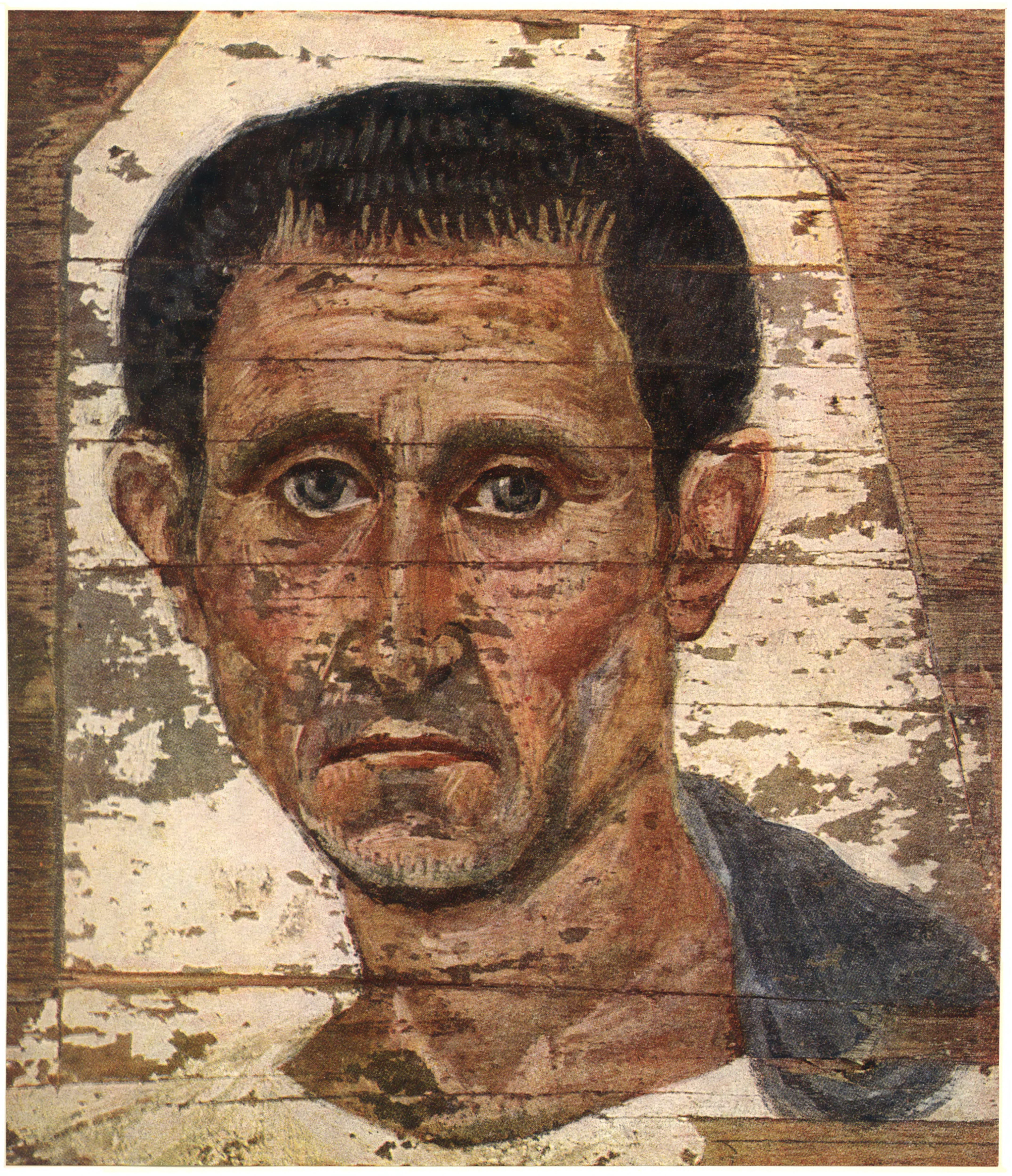
Чоловічий портрет
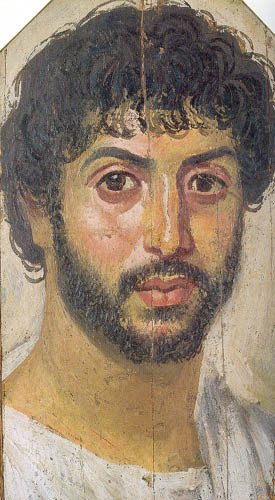
Портрет невідомого

## Картини ван Гога

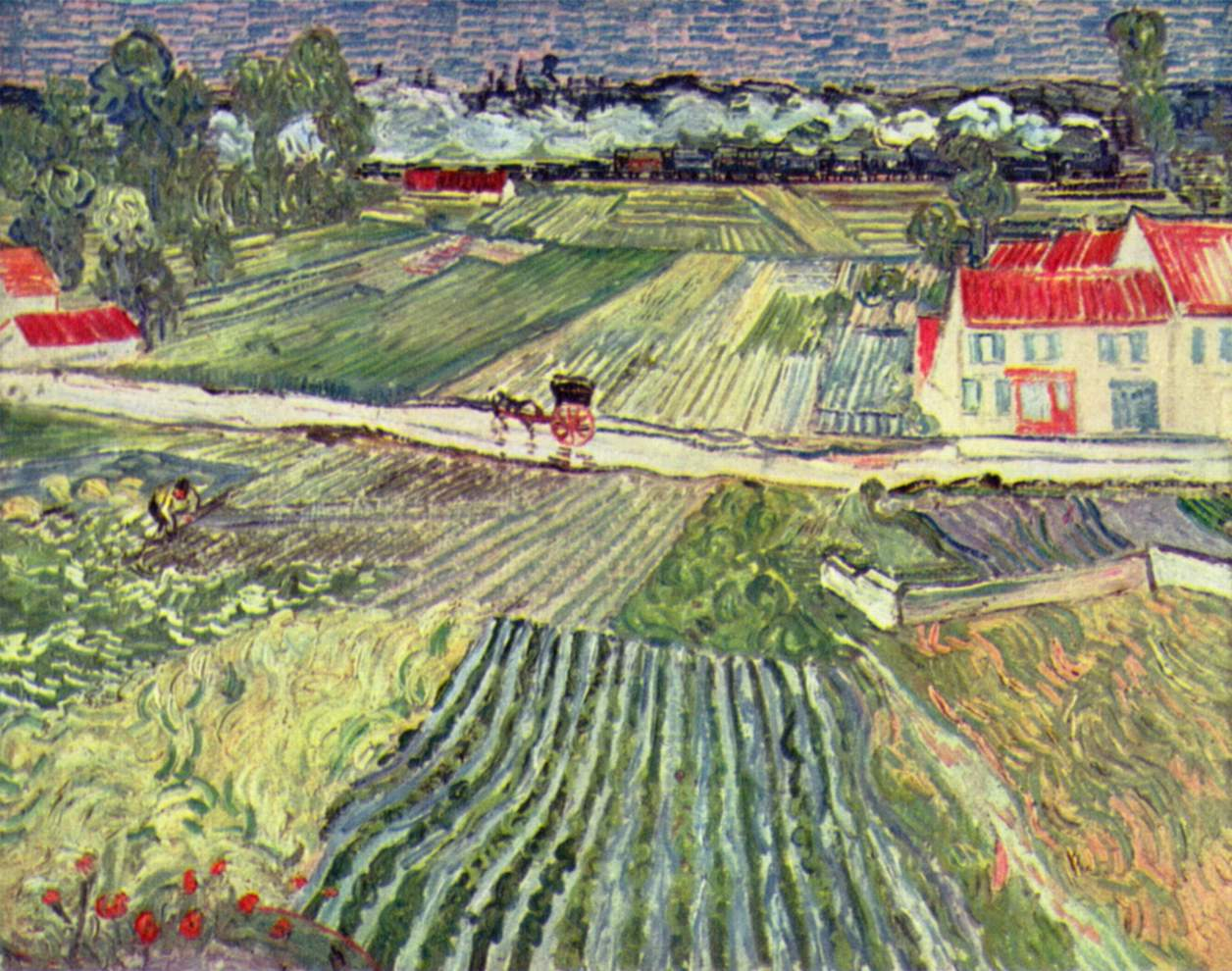
Пейзаж в Овері
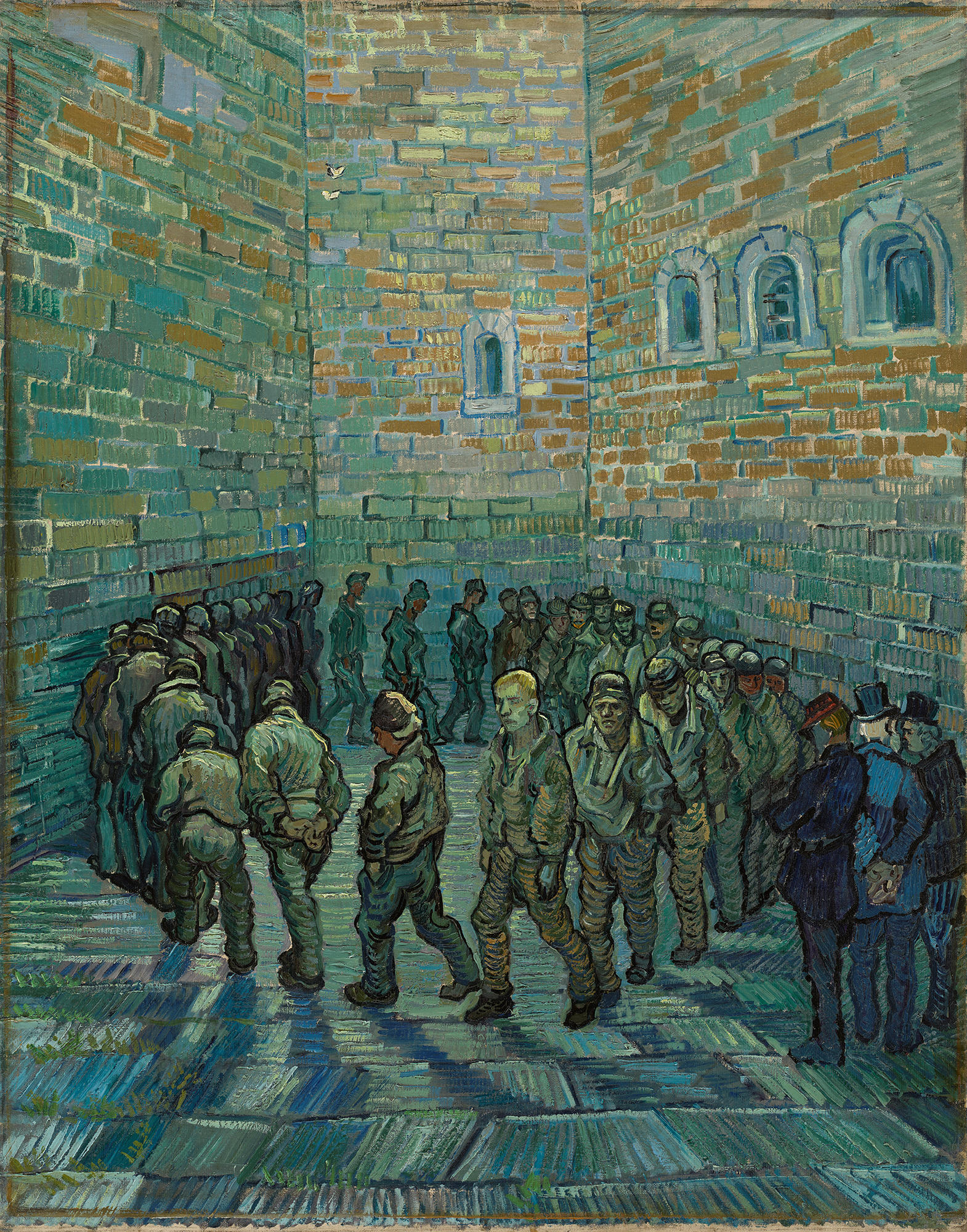
Прогулянка в'язнів в тюрмі
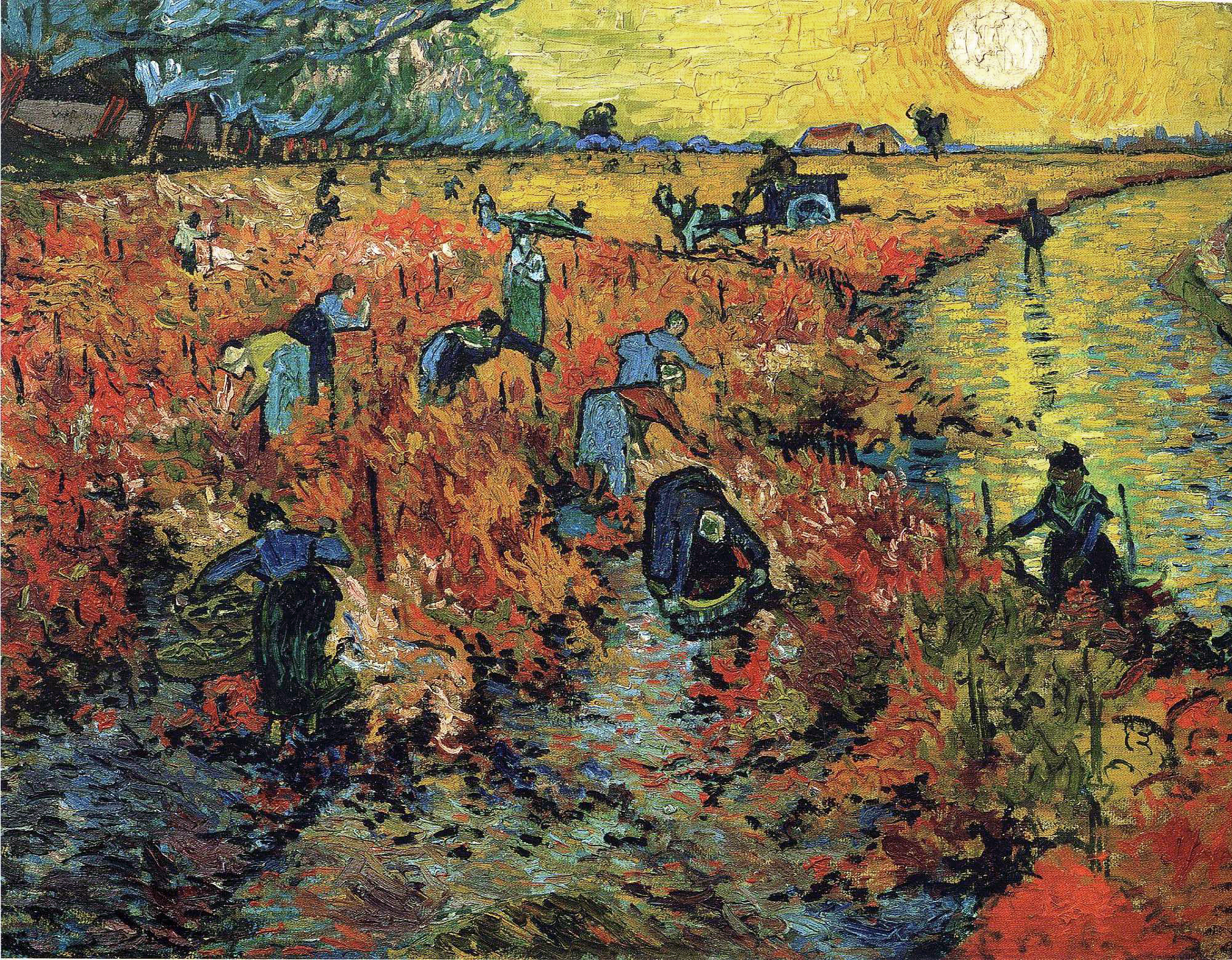
Червоні виноградники в Арлі
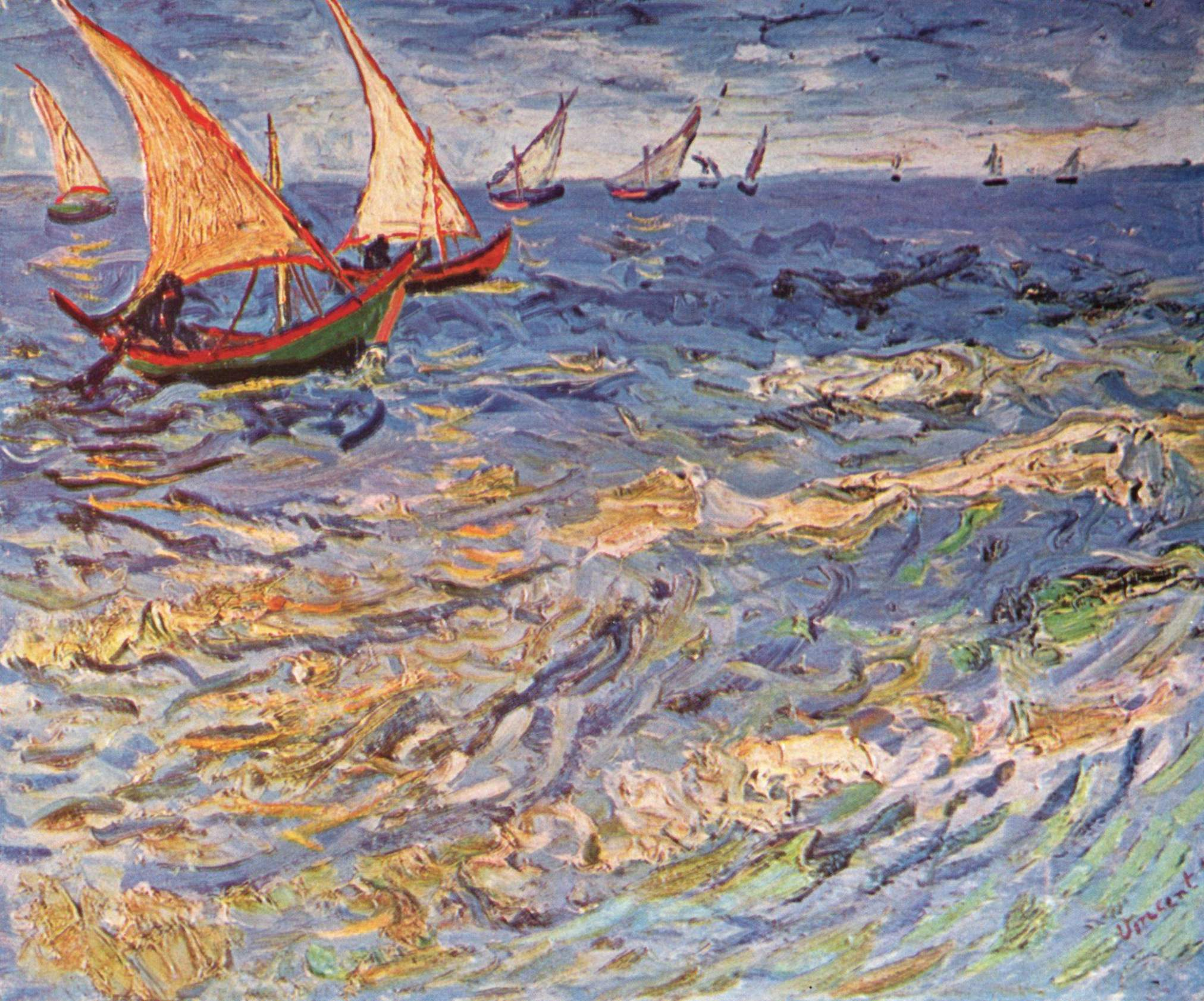
Море в Сен-Марі, 1888 р.

## Мистецтво Франції 19-20 ст.

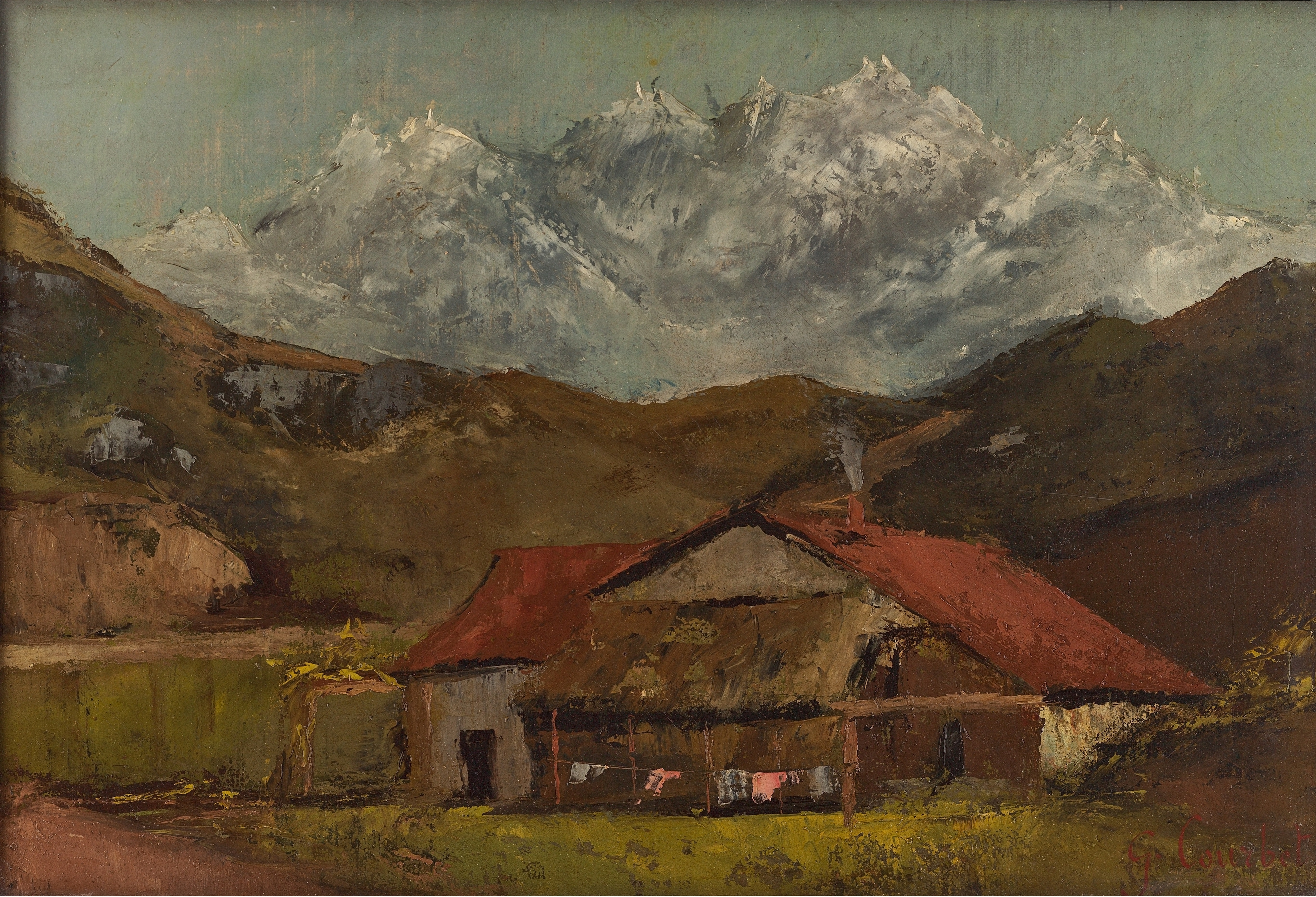
Гюстав Курбе, «Халупка у горах», Музей образотворчих мистецтв імені Пушкіна
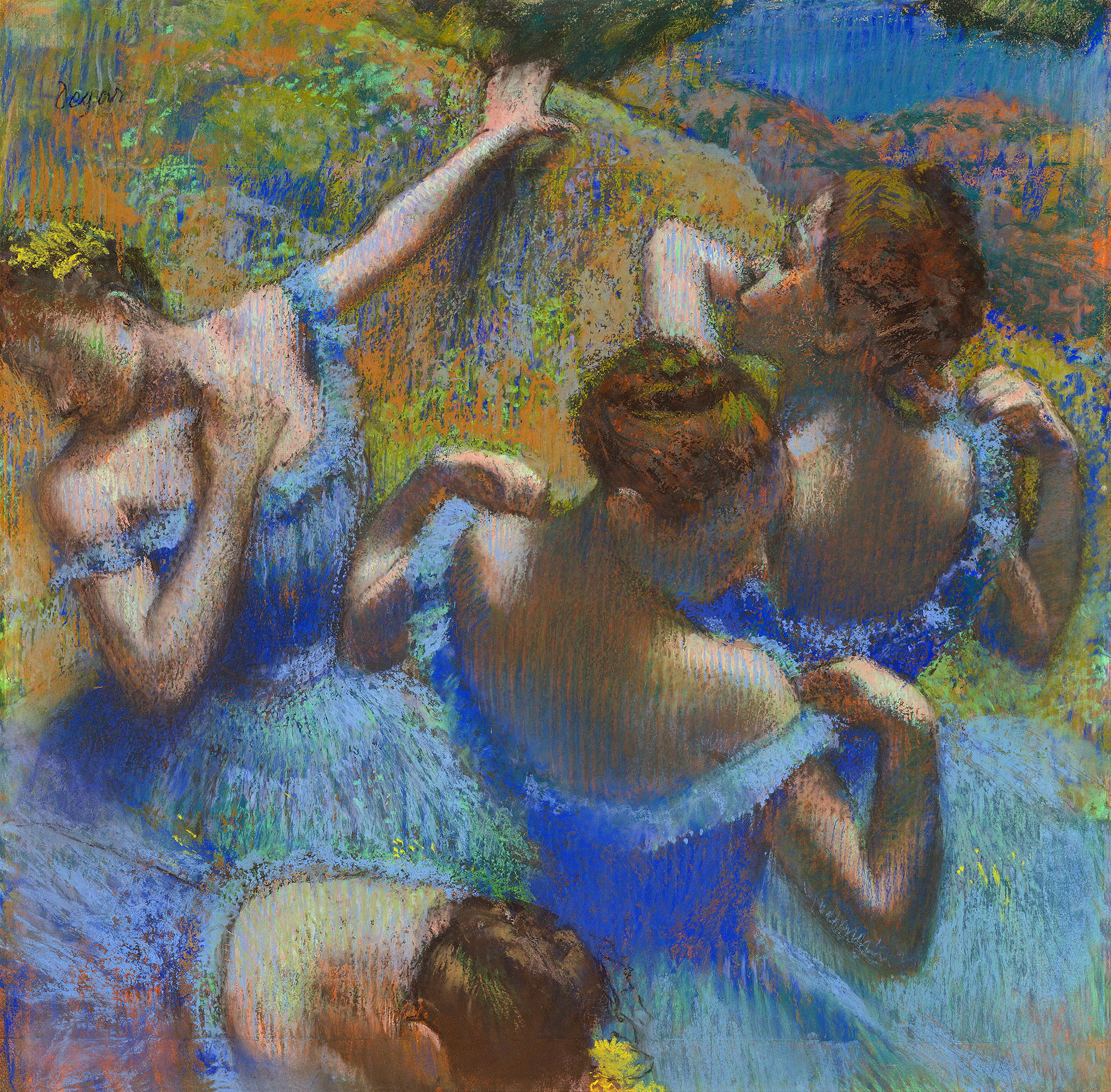
Едгар Дега, Танцівниці в блакитному,
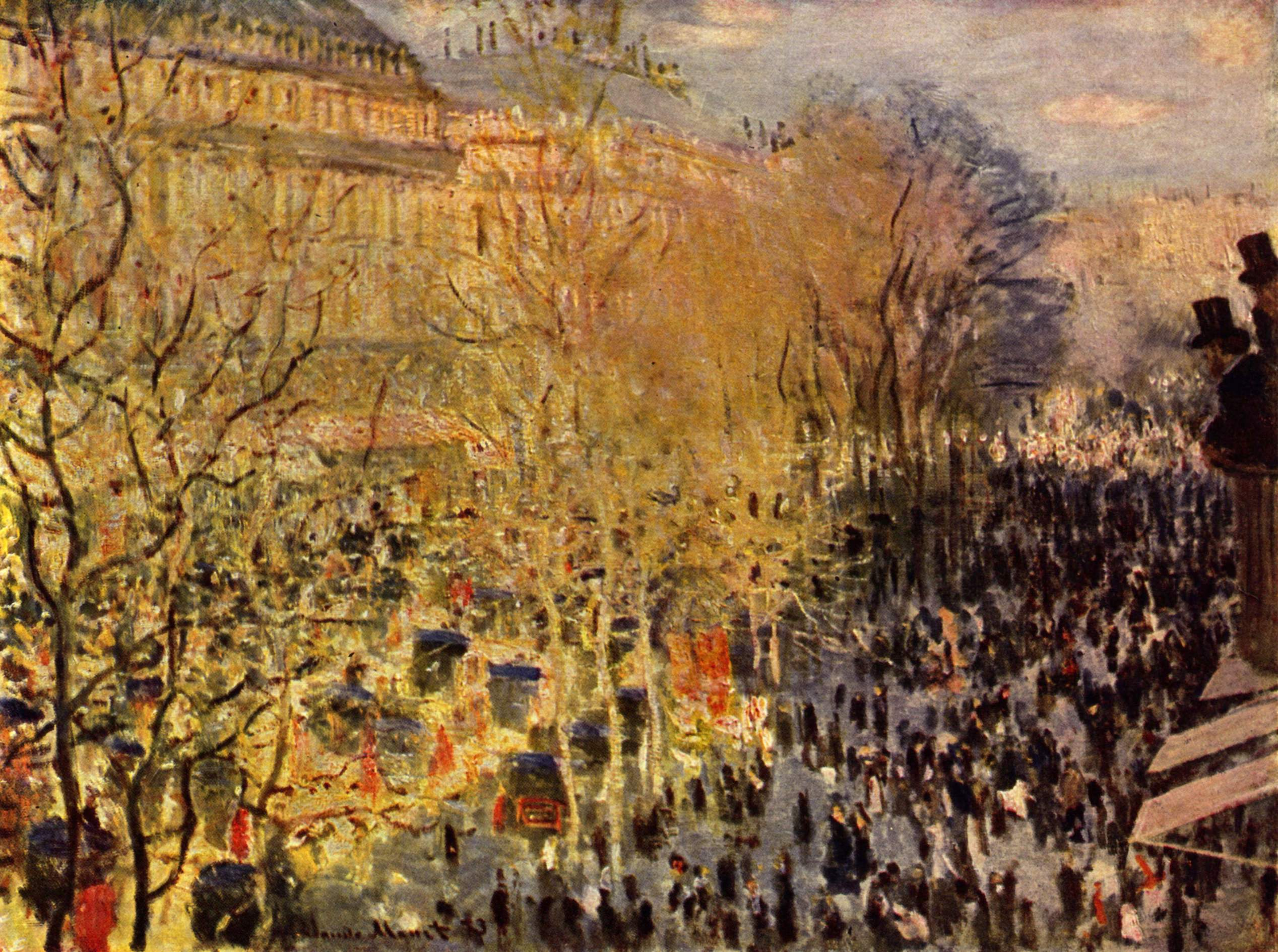
Клод Моне, «Бульвар Капуцинів в Парижі»,
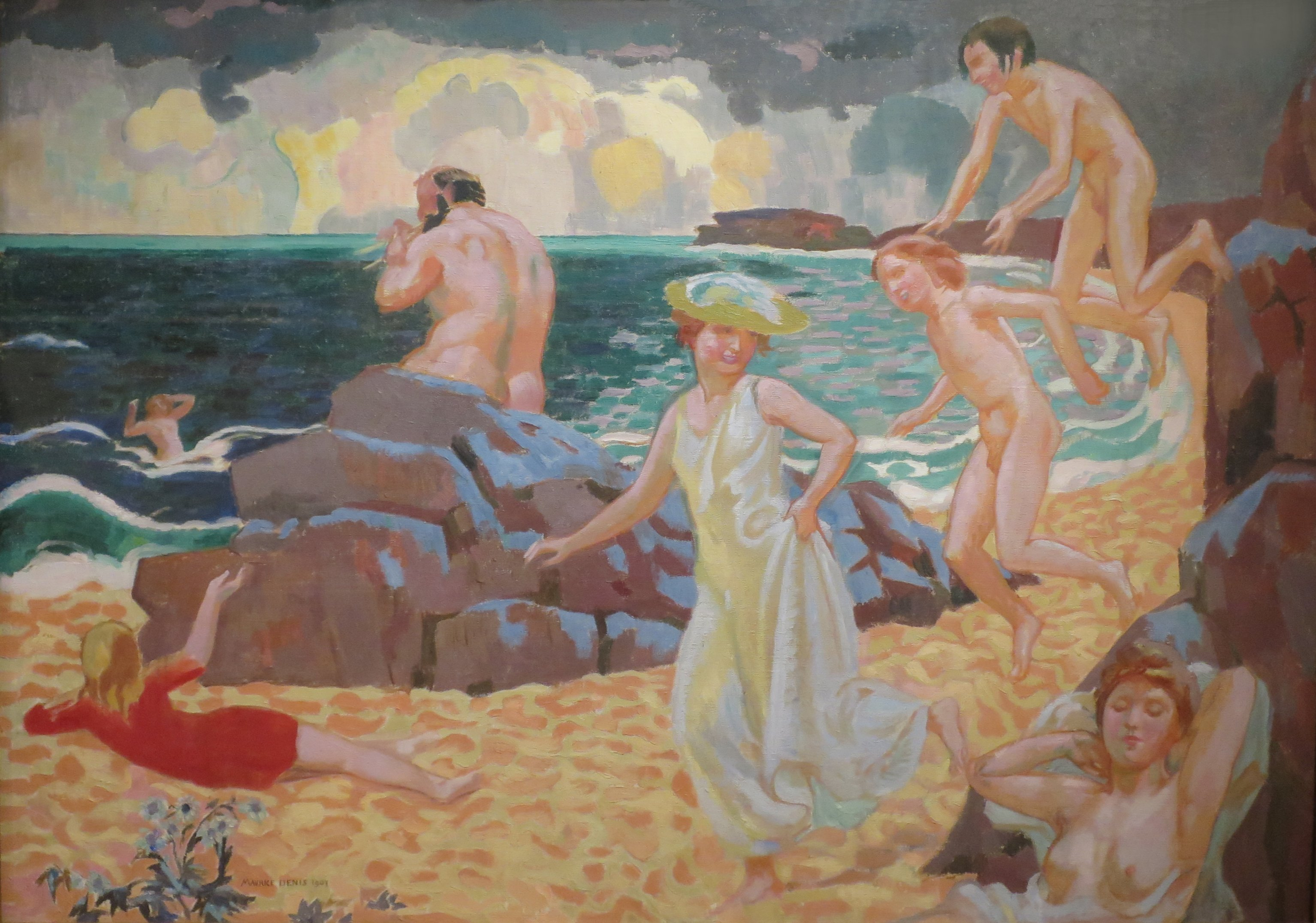
Моріс Дені. «Закоханий Поліфем з флейтою», 1907 р.

## Портретний жанр

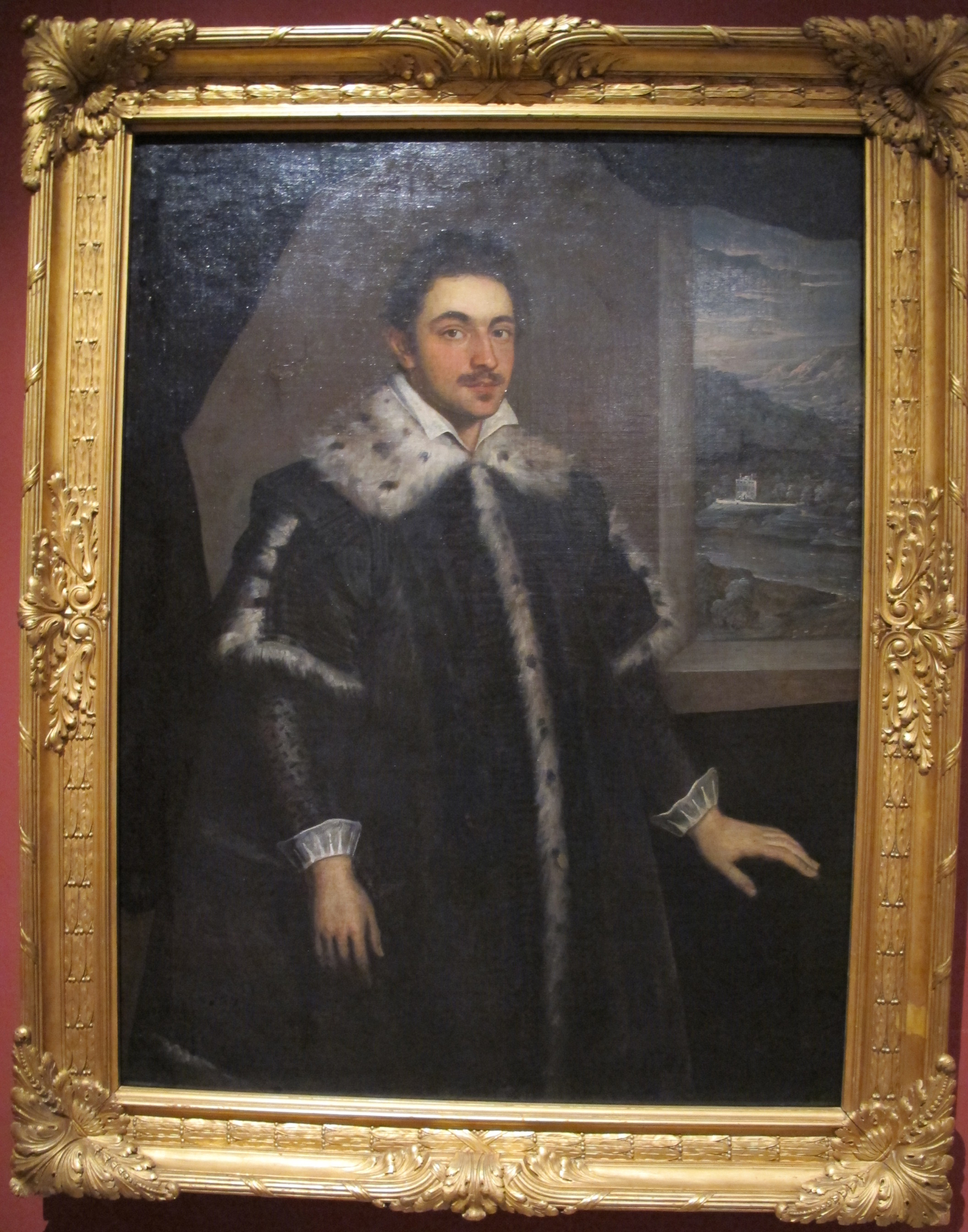
Доменіко Тінторетто. «Невідомий з Венеції», кінець 16 ст. (?).

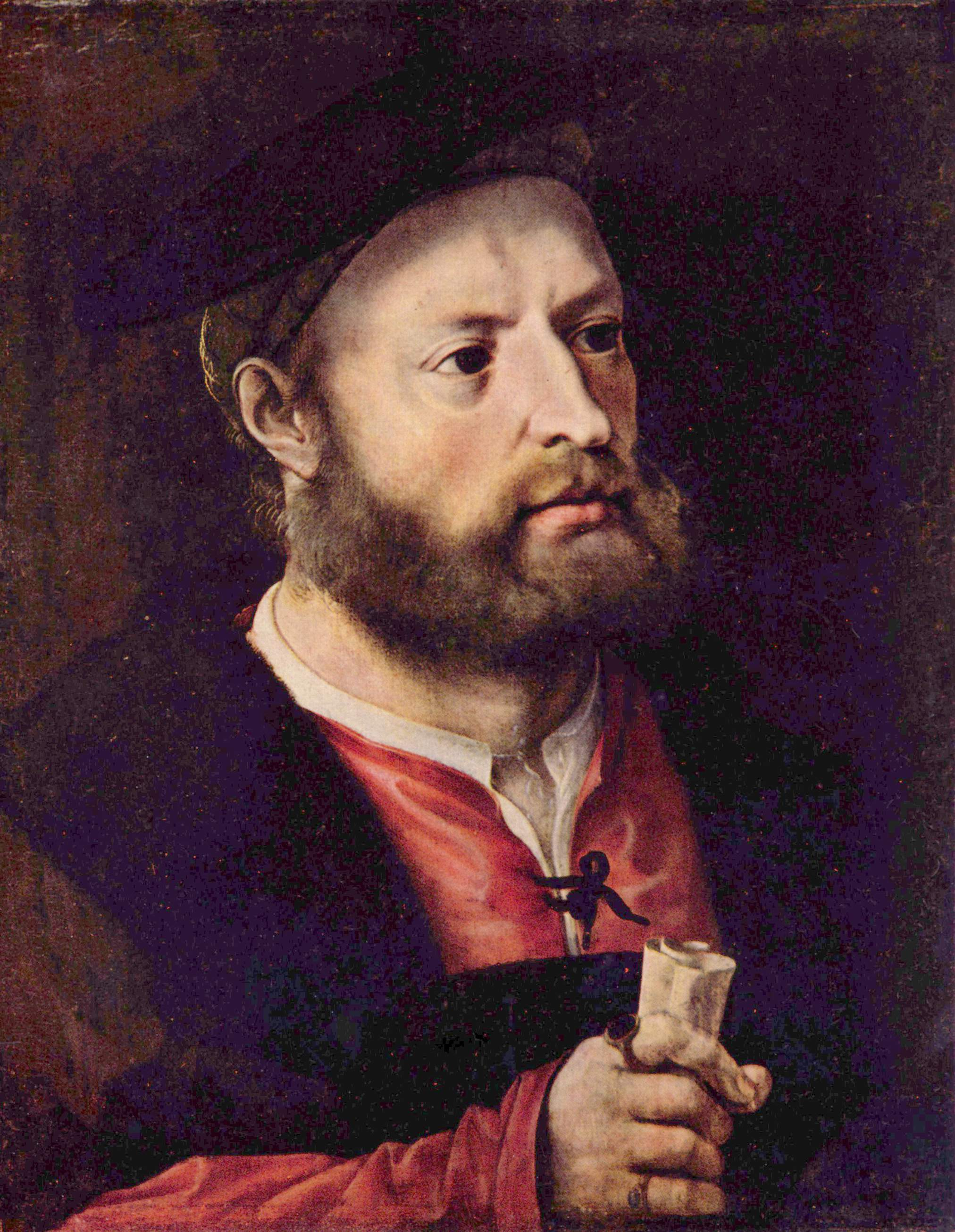
Ян Госсарт (Мабюз), портрет невідомого, 16 століття
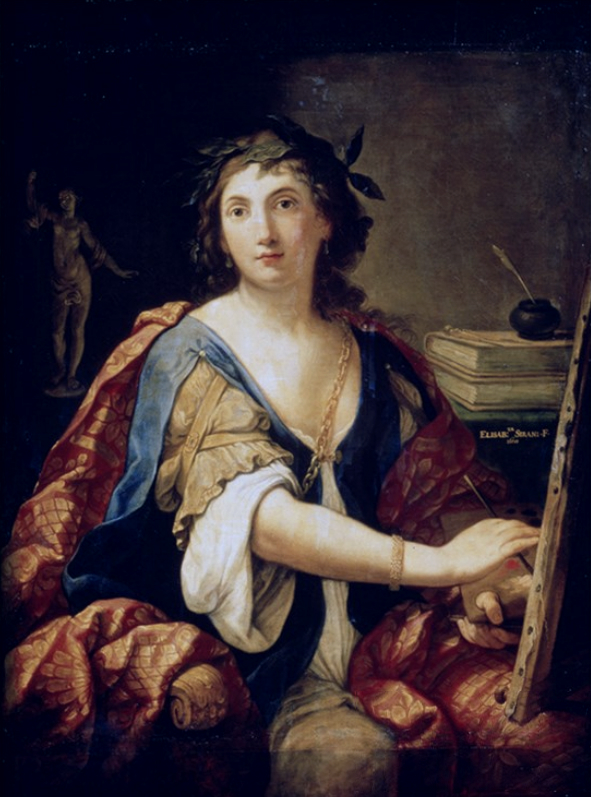
Жінка-художниця Елізабета Сірані. «Автопортрет», 1658 рік
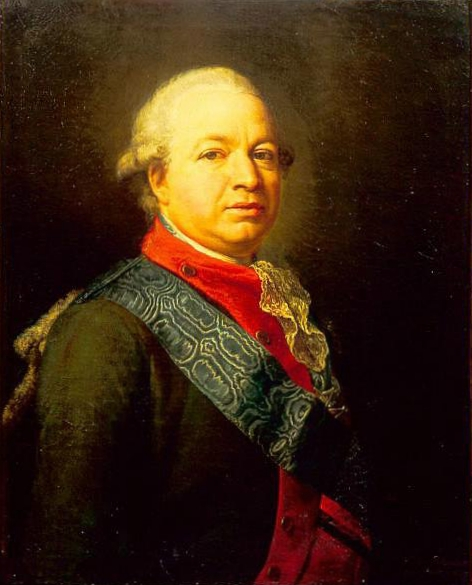
Помпео Батоні. «Яків Олександрович Брюс», мер Москви, 1782 рік
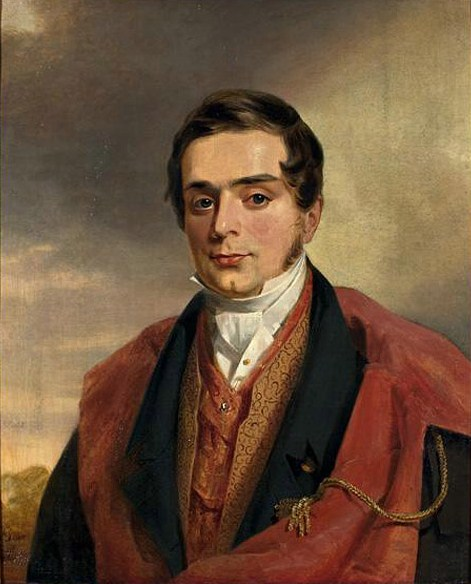
Джордж Доу. « Микита Всеволозький », 1824 рік
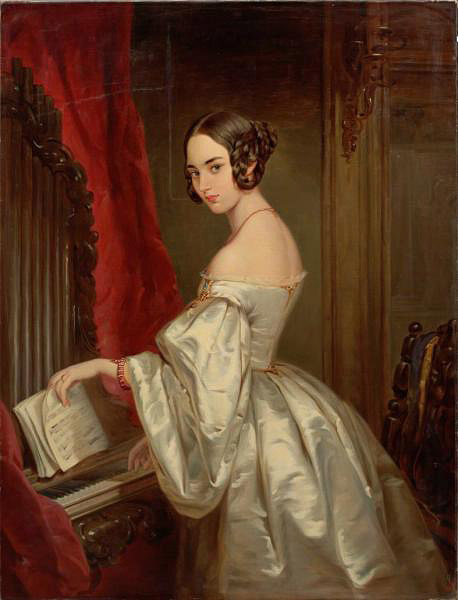
Кристина Робертсон. «Пані Марія Кочубей», 1840-ві рр.
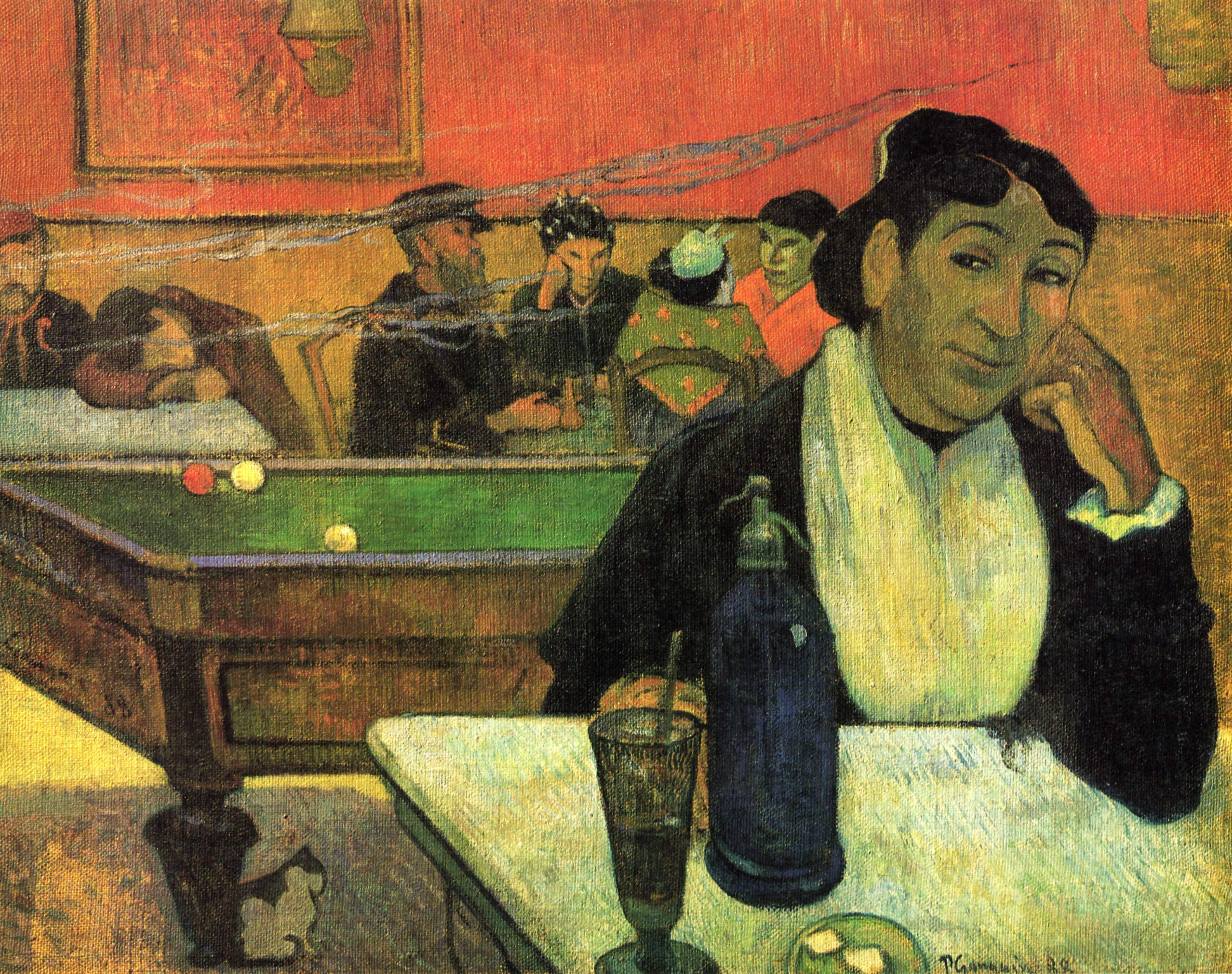
Поль Гоген, Нічне кафе в Арлі (Портрет мадам Жину).
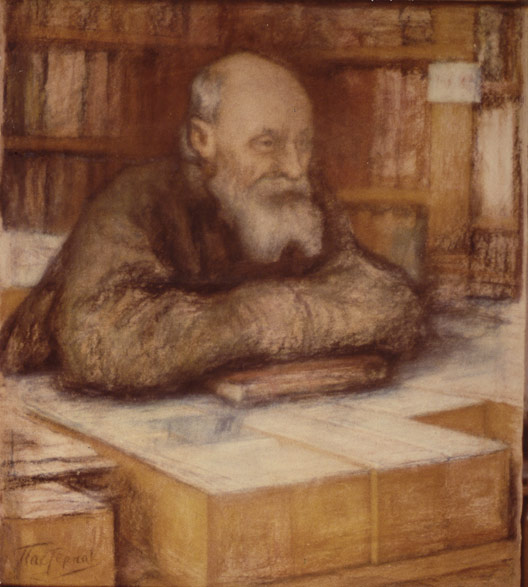
Пастернак Леонід Осипович.  Федоров Микола Федорович, бібліотекар і мислитель, пастель.
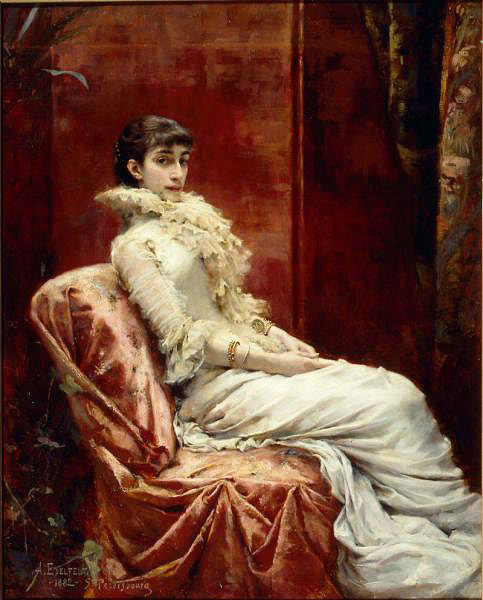
Альберт Едельфельт. «Варвара Мятлєва, донька генерала Іллі Гавриловича Бібікова», 1882 рік

## Джерела

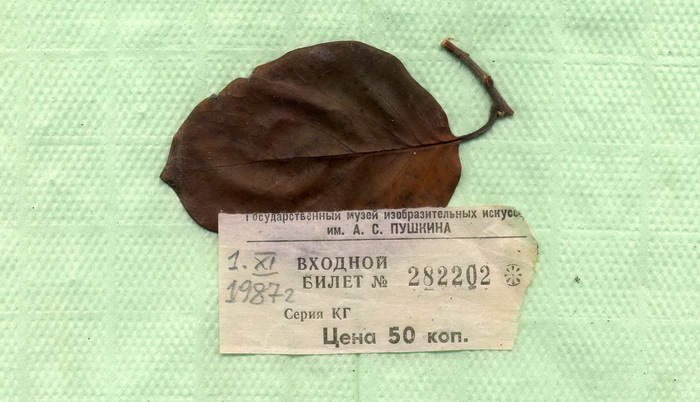
Вхідний квиток до музею образотворчих мистецтв імені Пушкіна, 1987 р.